# Feodor Dostoievski
Fiodor Dostoievski (în rusă Фёдор Миха́йлович Достое́вский, transliterat: Fiodor Mihailovici Dostoievski; pronunție audioⓘ; n. 30 octombrie/11 noiembrie 1821, Moscova, Gubernia Moscova⁠(d), Imperiul Rus – d. 28 ianuarie/9 februarie 1881, Sankt Petersburg, Imperiul Rus) a fost unul din cei mai importanți scriitori ruși, operele sale având un efect profund și de durată asupra literaturii, filozofiei, psihologiei și teologiei secolului al XX-lea. Cele mai cunoscute creații ale sale sunt cele patru mari romane, Crimă și pedeapsă, Idiotul, Frații Karamazov și Demonii, precum și nuvela Însemnări din subterană. În total, opera sa numără unsprezece romane, trei nuvele, șaptesprezece povestiri precum și numeroase alte lucrări. S-a făcut de asemenea remarcat și pentru activitatea de jurnalist.
Dostoievski s-a născut în Moscova și a făcut cunoștință cu literatura de la o vârstă fragedă, prin intermediul basmelor și legendelor scrise de autori ruși și străini. Și-a pierdut mama în 1837, când avea numai 15 ani, și a intrat la Institutul de Inginerie Militară Nikolaiev din Sankt Petersburg la insistențele unui tată autoritar. După absolvire, a lucrat ca inginer proiectant, dar obișnuia să traducă cărți pentru a-și suplimenta fondurile. În 1846 are un succes uriaș cu primul său roman, Oameni sărmani, și se face remarcat de criticul și filozoful Vissarion Belinski. A fost condamnat la zece ani de muncă silnică, de la 1849 la 1859, în Siberia, din cauza implicării într-un grup de liberali utopiști, numit Cercul Petrașevski. Atacurile sale de epilepsie s-au instaurat pe fondul unor chinuitoare și continue tensiuni psihologice: o execuție simulată, apoi niște ani grei de detenție, în care a fost terorizat de comportamentul samavolnic al maiorului Krivțov. Ispășirea pedepsei a însemnat pentru scriitor și o revelație în plan spiritual: redescoperirea ortodoxismului. După eliberare, a fost obligat să se înroleze ca soldat, iar apoi a lucrat ca scriitor și jurnalist. A întreprins mai multe călătorii în Europa și a dezvoltat o dependență pentru jocurile de noroc care l-a aruncat în brațele sărăciei. Pentru o vreme, a trebuit să se umilească împrumutând bani de la cunoștințe sau amanetând bunuri, dar în cele din urmă a devenit faimos datorită cărților sale. Spre sfârșitul vieții a locuit la Sankt Petersburg și a avut o orientare conservatoare, național-ortodoxă și pro-țaristă. Ziarul Jurnalul unui scriitor pe care l-a scris și editat prin forțe proprii, i-a consolidat imaginea de corifeu al lumii cultural-politice ruse.
Importanța sa în literatura universală este de prim rang: Dostoievski a reprezentat o influență principală pentru scriitori și gânditori ca Friedrich Nietzsche, Franz Kafka, Sigmund Freud, Jean-Paul Sartre sau Albert Camus, Emil Cioran, William Faulkner ori oameni ca Emir Kusturica. Universul său literar reflectă criza socială și spirituală a Rusiei Țariste din secolul al XIX-lea, închipuind ciocniri polifonice  între personaje originale și paradoxale, marcate de un profund psihologism și tragism, aflate într-o permanentă și pasionantă căutare a armoniei sociale și umane. Dostoievski s-a specializat în analiza stărilor patologice ale minții (nebunia, crima sau suicidul), precum și în explorarea unor procese extreme ca auto-distrugerea, umilirea, dominația tiranică, furia ucigașă. Personajele sale întruchipează adesea conștiințe fracturate, chinuite de povara libertății spiritului, incertitudinea existenței lui Dumnezeu, nihilism și dominația răului. Prin ele, Dostoievski își demonstrează talentul de observator extraordinar al psihologiei umane și al realităților politice și religioase dintr-o Rusie aflată în procesul de modernizare. De multe ori lucrările sale sunt considerate profetice, deoarece au anticipat comportamentul revoluționarilor bolșevici, precum și efectul unor curente socioeconomice și geopolitice specifice secolului al XX-lea: progresivism, socialism, nihilism. Dostoievski este și precursorul unor idei moderne în literatură și filozofie. Se consideră că ar fi părintele existențialismului, în special datorită nuvelei Însemnări din subterană, descrisă de Walter Kaufmann ca „cea mai bună uvertură pentru existențialism scrisă vreodată”.
Dostoievski este, alături de Tolstoi, unul din principalii scriitori ce au aparținut vârstei de aur a literaturii ruse (1820-1880) și unul din cei mai reprezentativi pentru cultura Rusiei și a Europei ortodoxe. Berdiaev mărturisește: «[...] culmile literaturii ruse sunt Tolstoi și Dostoievski. În ei nu este nimic renascentist. Ei se frâng în chinuri religioase, caută mântuirea. Este o caracteristică a rușilor.»
Cărțile lui Dostoievski sunt traduse și comentate în 170 de limbi din întreaga lume; după ele s-au realizat numeroase spectacole de teatru și filme celebre.

## Contextul și formarea

### Cadrul politic și religios
Feodor Mihailovici Dostoievski s-a născut la 30 octombrie 1821, în timpul ultimilor ani de domnie ai țarului Alexandru I, ani care au reprezentat o perioadă haotică și instabilă din istoria Rusiei. Profund afectat de invazia franceză din 1812 și de Războaiele Napoleoniene, Alexandru I s-a afundat în misticism religios și iraționalism primitiv, ceea ce l-a împiedicat să adopte niște reforme necesare și cerute de populație. În schimb, țarul a intensificat sistemul de represiune a ideilor liberale și a tendințelor occidentale de modernizare care invadau Rusia în epoca post-napoleoniană. Ca urmare, multe societăți secrete, unele moderate, altele radicale, au început să apară în rândurile armatei și ale abia-formatei intelighenții. După moartea lui Alexandru I în 1825 și încoronarea lui Nicolae I, aceste societăți au orchestrat revolta decembriștilor, suprimată sub supravegherea personală a noului țar. Liderii revoltei sunt spânzurați sau exilați în Siberia pe viață. Este primul mare conflict dintre regim și intelighenția rusă cu doar câțiva ani după nașterea lui Dostoievski. Scriitorul se va dezvolta așadar într-o Rusie umbrită de severul stat polițienesc impus de țarul Nicolae I.
Aleksandr Herzen, contemporanul lui Dostoievski, observă că «nicăieri în lume religia nu joacă un rol atât de modest în educație ca în Rusia». Se referă, evident, în mod strict la educația primită de copiii aristocrației afluente, cu privilegii, funcții și domenii funciare, la familiile nobililor care s-au dezvoltat vreme de câteva generații în spiritul Iluminismului francez și pentru care Voltaire a reprezentat un far călăuzitor. La începutul secolului al XIX-lea, părinții acestor familii au încetat să mai fie atrași de creștinismul ortodox, chiar dacă au continuat să își boteze copiii în spiritul acestei religii și să respecte, în mod formal, ritualurile. În acest mediu au crescut și s-au format mari scriitori ruși ca Pușkin, Lermontov, Gogol, Herzen, Turgheniev, Tolstoi sau Nekrasov. Familia în care s-a născut Dostoievski însă, a avut un caracter foarte diferit. După cum scrie romancierul în Jurnalul unui scriitor: «Provin dintr-o familie rusă pioasă [...] În familia noastră, știam Evanghelia încă din fragedă pruncie ».

### Părinții
| Imagine indisponibilă                                            |  | Imagine indisponibilă |
| Părinții scriitorului: Mihail Dostoievski și Maria Dostoievskaia |  |                       |

Tatăl scriitorului, Mihail Dostoievski, descinde dintr-o stirpe de lituanieni din regiunea Pinsk. Strămoșii săi, cu rădăcini nobile datând încă din secolul al XVI-lea, sărăcesc și devin parte a castei clericale. Străbunicul lui Feodor Dostoievski dinspre tată este un protopop al bisericilor de rit oriental unite cu Roma din orașul ucrainean Bratslav. Bunicul este preot al aceluiași cult. Tatăl, căruia destinul părea să-i rezerve aceeași carieră clericală, fuge la Moscova în 1809 și se înscrie la Academia Imperială de Medicină Chirurgicală. Devine medic militar la un spital din Moscova în timpul campaniei din 1812 și o cunoaște în 1818 pe Maria Neceaieva (mama scriitorului), născută într-o familie de negustori. Cei doi vor avea opt copii: Mihail (1820-64), Feodor (1821-1881), Varvara (1822-92), Andrei (1825-97), Liubov (născut și mort în același an, 1829), Vera (1829-96), Nikolai (1831-83) și Aleksandra (1835-89). Pentru «serviciul deosebit de zelos», medicul Mihail Dostoievski primește în 1828 ordinul Sfintei Ana și devine asesor de colegiu. ceea ce îi oferă de jure statutul de nobil. Cu această ocazie familia Dostoievski achiziționează un mic domeniu în Darovoie, un oraș la aproape 150 km de Moscova, unde vor locui în timpul verii.

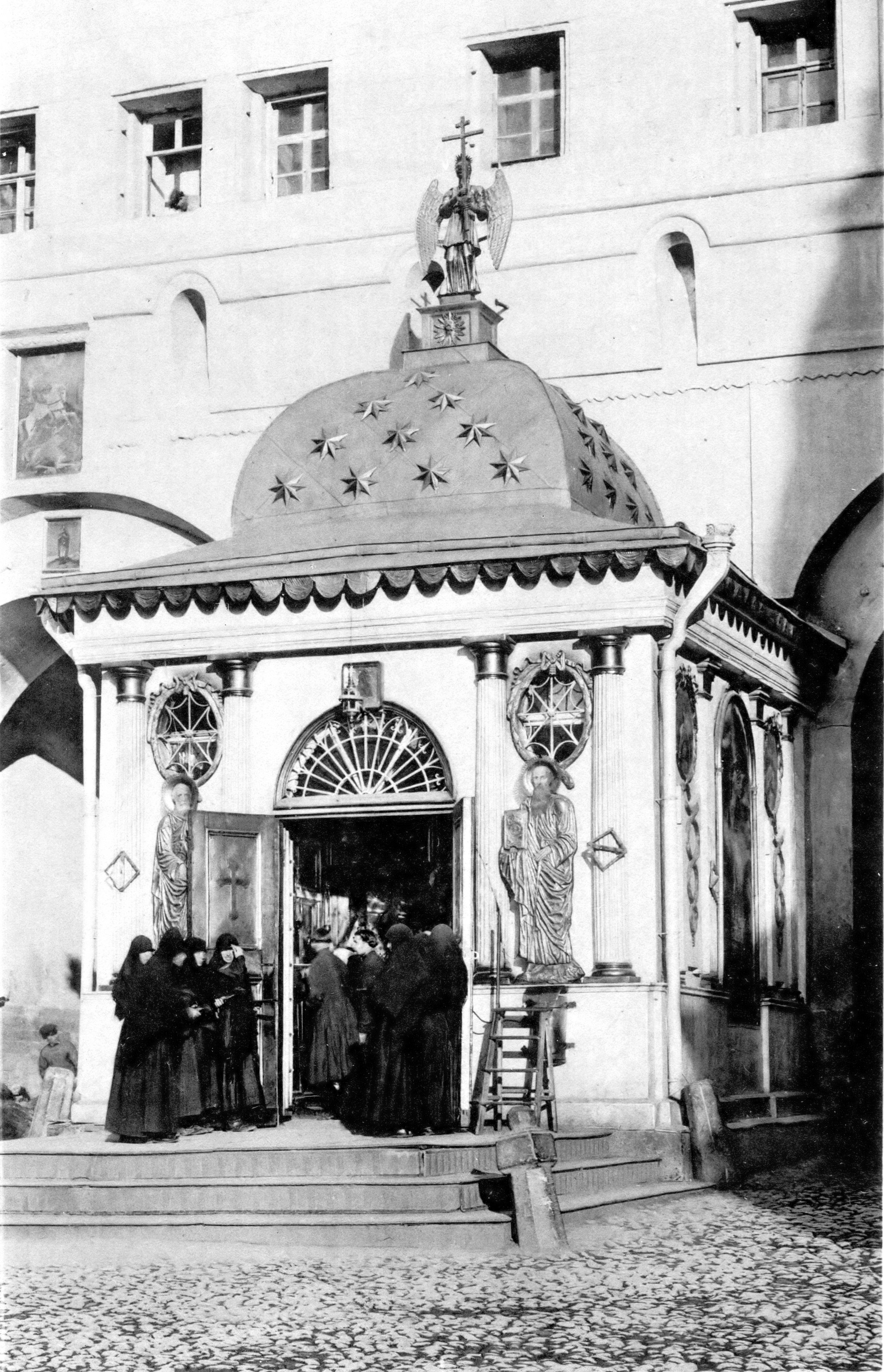
Capela Icoanei Ivirite din Moscova. Icoana Ivirită a avut o semnificație deosebită în viața părinților lui Dostoievki. Cei doi s-au închinat în fața ei pentru a-i mulțumi când au cumpărat o casă la țară în Darovoie sau pentru a-i cere ajutor când au aflat că respectiva casă a luat foc. Religiozitatea părinților l-a influențat mult pe scriitorul rus.

Cu toate că le plăcea să creadă că și-au recâștigat astfel statutul strămoșesc, membrii familiei Dostoievski aveau o situație foarte diferită de cea a nobililor cu tradiție. Deși onorabilă, meseria de medic nu reușea să-i aducă lui Mihail Dostoievski un salariu suficient de mare pentru toate necesitățile sale și mereu era nevoit să suplimenteze veniturile cu servicii medicale particulare. Familia locuia într-un apartament mic, înghesuit, pe terenul spitalului, iar lipsa spațiului privat era mereu o problemă. Copiii Mihail și Feodor dormeau într-o cameră fără ferestre, separată printr-o partiție de anticameră.
Deși medic, tatăl lui Feodor Dostoievski a păstrat o bună parte din educația clericală în spiritul căreia a fost crescut: chiar și în scrisorile sale folosește expresii specifice Bisericii. Mama romancierului are un stil epistolar mai personal, inspirat mai degrabă din romanul sentimental al secolului al XVIII-lea decât din viețile sfinților. De altfel, Dostoievski și-o va aminti mereu pe mama sa ca pe o femeie grațioasă, mereu capabilă să afișeze afecțiune și căldură. În contrast, personalitatea tatălui se remarcă prin rigiditate, ambiție, dar și un temperament predispus la melancolie. Cu toate acestea Mihail Dostoievski rămâne un tată responsabil și un soț fidel.

### Copilăria (1821–1835)

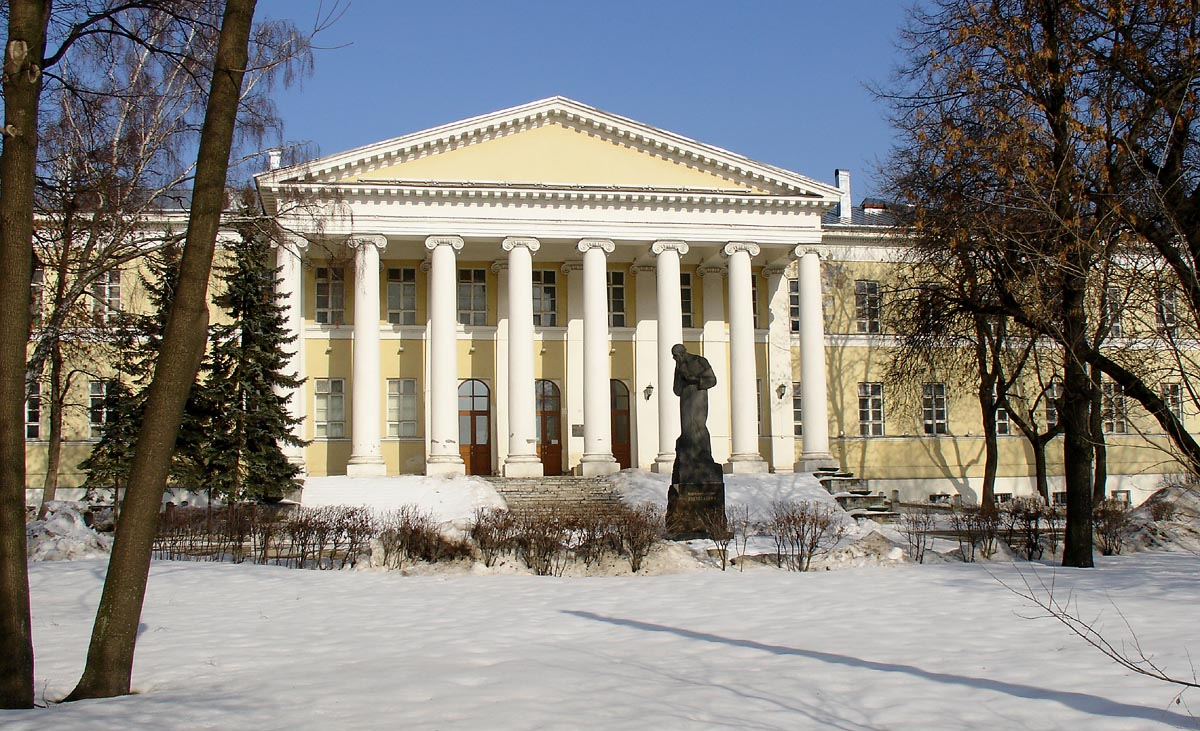
Spitalul Mariinsky, locul de naștere al scriitorului

Dostoievski locuiește în primii ani din viață în apartamentul de la Spitalul pentru săraci Mariinsky și astfel, în timp ce se joacă în grădinile spitalului, întâlnește mulți pacienți aparținând păturii de jos a societății. Mai târziu, după achiziționarea domeniului de la țară. Dostoievski nu are niciun fel de restricții în a se juca cu copiii țăranilor sau în a-i ajuta pe adulți la muncile câmpului. Influența religioasă exercitată de părinți rămâne neafectată de scepticismul care domina nobilimea rusă în acele vremuri. Una din primele amintiri ale scriitorului rămâne aceea în care își recită rugăciunile în fața icoanelor, în prezența unor musafiri care îl contemplă admirativ. Părinții îl învață să citească cu ajutorul unui abecedar religios, iar guvernanta, Alena Frolovna, care îi va marca profund copilăria, îi istorisește viețile sfinților ortodocși.
Alena Frolovna va fi și cea care îl va introduce pe Dostoievski în fascinanta lumea a literaturii, citindu-i încă de la vârsta de trei ani epopei eroice, basme și legende. Părinții îi citeau de asemenea, mai ales seara, literatură rusă și universală: scriitori ca Pușkin, Karamzin și Derjavin, ficțiune gotică precum cea a Annei Radcliffe, opere romantice de Schiller și Goethe, povești eroice de Cervantes și Walter Scott sau epopeile lui Homer. Doctorul Mihail Dostoievski era și abonatul unei reviste periodice intitulate Biblioteca pentru lectură (Библиотека для чтения), în paginile căreia Feodor Dostoievski îi întâlnește pe Victor Hugo, Balzac și George Sand.
Câteva din momentele copilăriei scriitorului și-au găsit un loc în opera acestuia. O amintire care l-a bântuit toată viața este cea în care o fată de nouă ani este violată brutal de un bețiv, iar doctorul Mihail Dostoievski, chemat de propriul fiu să îngrijească victima, ajunge prea târziu pentru a o salva din ghearele morții. Impactul tragicului eveniment este evident: în romanul Demonii, Stavroghin se sinucide, chinuit fiind de povara morală a unui abuz asemănător (violul unei fete de paisprezece ani, Matrioșa), iar alte romane precum Frații Karamazov sau Crimă și pedeapsă ne lasă să întrezărim vag același motiv tulburător al pedofiliei. O altă amintire marcantă din copilăria autorului apare în povestirea Mujicul Maréi din Jurnalul unui scriitor: în timp ce se afla la țară, într-o pădure, lui Feodor i se pare că aude pe cineva alertând prezența unui lup. Fuge speriat spre Maréi, un șerb care lucra pământurile în apropiere. Țăranul îl liniștește și face semnul crucii deasupra copilului, iar între cei doi se stabilește imediat o comunicare spirituală deosebită. Dostoievski evocă episodul ca pe o dovadă a măreției și profunzimii sufletului țăranului rus.
În 1833, Mihail și Feodor se înscriu la o școală franceză de tip internat, avându-l ca instructor de limbă pe Monsieur Souchard. Decizia este luată de tatăl lor, care cunoaște situația privilegiată a vorbitorilor de limbă franceză în societatea rusă din secolul al XIX-lea. Anul următor sunt trimiși la Cermak, cea mai bună școală-internat din Moscova. Pentru a îndeplini cerințele de limbă latină de la această instituție, doctorul Mihail Dostoievski se angajează să îi instruiască personal, dar o face cu multă severitate și cu puseuri de furie la cea mai mică greșeală a băieților. Dostoievski se va simți inconfortabil în mijlocul colegilor săi aristocrați de la școala moscovită, experiența sa fiind reflectată mai târziu în lucrări ca Adolescentul. Lumea de la internat îl descrie ca pe un visător palid și introvertit, precum și un romantic supraexcitabil, iar asta în ciuda faptului că părinții îl considerau mai degrabă un temperament vulcanic, încăpățânat și îndrăzneț.

### Adolescența și studiile la Academia Tehnică Militară (1836–1843)

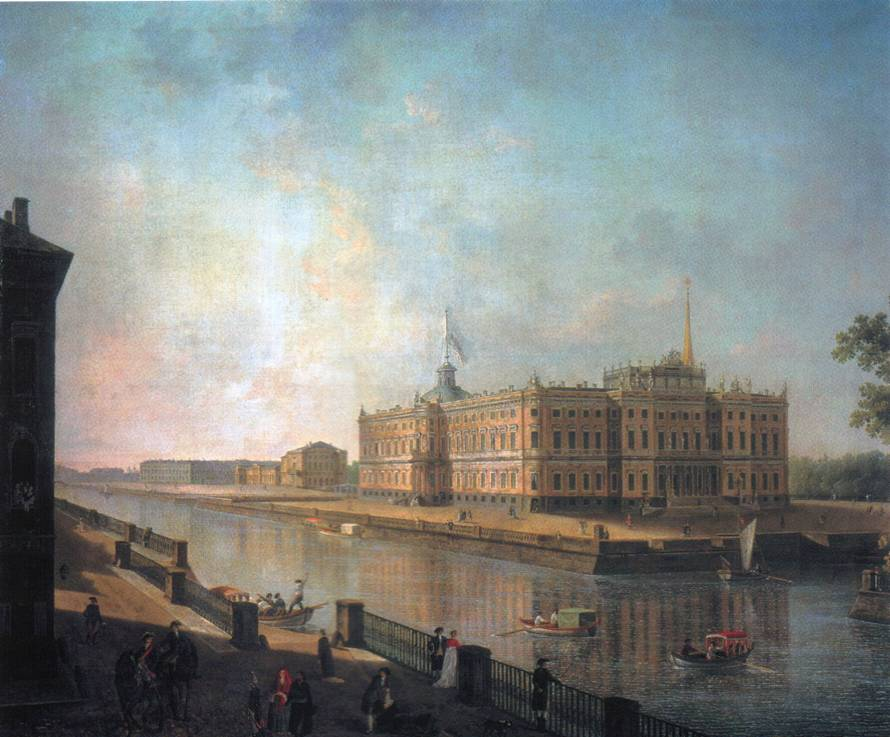
Palatul Mihailovski, unde se află Academia Tehnică Militară din Sankt Petersburg, pictură de Feodor Alekseev.

După ce Maria Dostoievskaia moare de tuberculoză în 1837, Feodor și fratele său Mihail sunt trimiși la Academia Tehnică Militară din Sankt Petersburg. Cei doi se simt însă mai degrabă chemați de vocația literară, dar trebuie să se supună tatălui. După cum scrie Dostoievski în Jurnalul unui scriitor: «[...] chiar dacă știam amândoi la perfecție tot ce ni se cerea la examenul de matematică, visam doar poezii și poeți. Fratele meu scria versuri, câte trei în fiecare zi, chiar și când ne aflam pe drum, iar eu, fără întrerupere, închipuiam în minte un roman despre viața venețiană.»  Drumul lor inițiatic de la Moscova, orașul mănăstirilor și al ceremoniilor religioase, la Sankt Petersburg, „fereastra către Europa”, cum o numea Petru cel Mare punctează momentul maturizării celor doi băieți.
Problemele nu se opresc însă aici: Feodor nu este admis fără taxă, iar Mihail este respins și se înscrie la Academia din Reval, Estonia. Tatăl lor este nevoit să plătească, cu mare dificultate, sume considerabile pentru a le susține studiile. Din cauza problemelor de sănătate, doctorul Mihail Dostoievski, este nevoit să-și părăsească slujba la numai patruzeci și șase de ani și se retrage la țară. Moartea soției, eșecurile băieților și solitudinea provinciei îl deteriorează emoțional și moral: cu un an înaintea morții sale, o menajeră cu care a întreținut relații după moartea soției va naște un copil nelegitim, iar băutura devine unul din principalele sale vicii. Unii biografi l-au asociat pe Mihail Dostoievski, ajuns în această ipostază degradantă, cu personajul Feodor Karamazov din romanul Frații Karamazov, dar analogia este improbabilă, deoarece scriitorul nu și-a vizitat deloc tatăl în cei doi ani care au precedat moartea acestuia.
Anii petrecuți la academie au reprezentat o perioadă de inadaptare și însingurare pentru Dostoievski. Mulți din colegii săi, nemți sau polonezi ca origine, erau interesați de o carieră militară și nu îi împărtășeau interesele pentru literatură. Mai mult, lui Dostoievski îi displăceau știința, matematica și ingineria militară, deși avea o oarecare preferință pentru desen și arhitectură. Konstantin Trutovski, prietenul său de atunci, își amintește cu umor de lipsa de prestanță militară a scriitorului: «Mergea împleticit, dar în același timp cu mișcări smucite. Mundirul îi stătea stingheritor, la fel și ranița, chivăra sau pușca - toate păreau un fel de cătușe pe care trebuia să le poarte pentru ceva timp și care cântăreau mult pe el» Alți foști colegi își amintesc că era foarte credincios și retras, ceea ce i-a și adus porecla «Călugărul Fotie».  Unii prieteni i-au descoperit o latură mai socială: compasiunea pentru cei săraci, slabi și fără apărare, curajul cu care încerca să oprească violența îndreptată împotriva unor categorii mai discriminate, de exemplu nou-veniții sau profesorii de etnie străină, în special germanii.

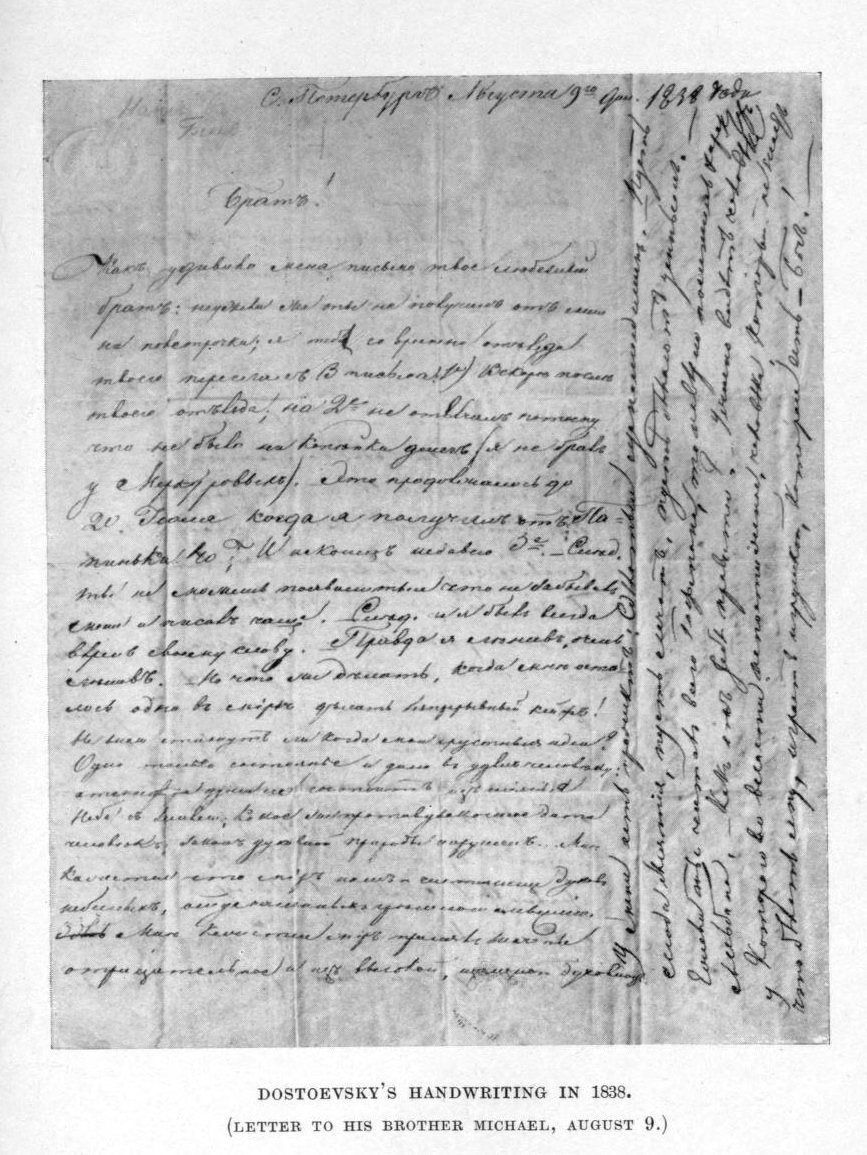
Scrisoarea din 9 august 1838, adresată de Feodor Dostoievski fratelui său mai mare, oferă multe indicii asupra cărților care l-au influențat pe romancier în adolescență. «Eu însumi» scrie el «am citit la Petergof, pe malul mării, nu mai puțin ca tine: Hoffmann întreg, în rusă și germană [...], Balzac aproape întreg [...] Faust de Goethe și poemele lui scurte, Istoria lui Polevoi, Ugolino. Ondine [...] Chiar și Victor Hugo, mai puțin Cromwell și Hernani.»

Tatăl lui Dostoievski moare în anul 1839 la începutul lunii iunie. Cu aproape două săptămâni înainte, Mihail Dostoievki îi trimitea fiului o scrisoare în care îi reproșa că îi mai solicită bani, chiar și după ce recoltele i-au fost distruse de secetă. Deși cauza oficială a decesului este atacul de apoplexie, un vecin, Pavel Hotiaințev, îi acuză pe țăranii lui Mihail Dostoievski de crimă: aceștia i-ar fi turnat votcă pe gât până la sufocare. Sursa nu este foarte credibilă: Hotiaințev ar fi putut să cumpere foarte ușor terenul vacantat, dacă șerbii ar fi fost găsiți vinovați și trimiși în Siberia. Acuzații sunt achitați de tribunalul din Tula, dar Andrei Dostoievski, fratele scriitorului, precum și unii biografi vor continua să susțină veridicitatea complotului. Joseph Frank, profesor la Princeton, enumeră ipotezele emise de-a lungul timpului - asasinatul ar fi putut fi spontan, comis într-un acces de furie, sau dimpotrivă, premeditat, având probabil drept cauză tratamentul inuman aplicat țăranilor sau, pur și simplu, condițiile grele provocate de secetă (iobagii ajunseseră să își hrănească animalele cu paiele de pe acoperiș) - finalmente admițând că în cazul morții lui Mihail Dostoievski nu se poate oferi un răspuns definitiv.
Conform fiicei lui Feodor Dostoievski, Liubov Dostoievskaia, primele crize de epilepsie ale scriitorului ar fi apărut imediat după auzul veștii că tatăl său a murit. Informația este îndoielnică, deoarece Dostoievski amintește de boala sa pentru prima oară într-o scrisoare din 1854. Freud va extrage din acest episod propria interpretare: Dostoievski, dominat fiind de complexul Oedip, a nutrit mereu pentru tatăl său un amestec de dragoste și ură aproape paricidă. După asasinarea lui Mihail Dostoievski, sentimentul vinovăției și supraeul autoritar, vindicativ, care a luat trăsăturile tatălui, i-au declanșat nevroza. Joseph Frank remarcă însă că în scrisoarea lui Feodor Dostoievski adresată fratelui mai mare, scriitorul se arată mai degrabă ușurat, despovărat fiind de sarcina de a deveni inginer militar și putând să își plănuiască viitorul în literatură cu mai multă relaxare. Biograful intuiește însă inevitabilul sentiment al vinovăției: din cauza notelor slabe obținute la academie și a eșecului de a promova (veste care i-a provocat, de altfel, părintelui un atac cerebral parțial), din cauza egoismului cu care a extras ultimele resurse financiare ale unei moșii aflate în colaps, Dostoievski se simțea cu siguranță responsabil, într-o anumită măsură, de moartea tatălui și de exploatarea nemiloasă a iobagilor, văzută ca mobil al presupusului asasinat.
Dostoievki își continuă studiile și este promovat în 1841 inginer cadet, ceea ce îi permite să locuiască în afara academiei. În același an, influențat de poetul german preromantic Friedrich Schiller, scrie două opere teatrale: Maria Stuart și Boris Godunov, ambele pierdute. După ce îl vizitează pe Mihail în Reval, Dostoievski participă frecvent la concerte, opere, piese de teatru și balet. Tot în această perioadă, doi din prietenii lui îl introduc în lumea jocurilor de noroc. În august 1843 își dă ultimele examene, dar în loc să accepte un post prestigios în afara orașului Sankt Petersburg, se mulțumește cu poziția de inginer proiectant. Împarte un apartament cu un anume Adolph Totleben, apoi cu un prieten al fratelui său mai mare, Aleksandr Rizenkampf. Rizenkampf îl descrie astfel: «Feodor Mihailovici nu era mai puțin bun, mai puțin amabil [ca fratele său], dar, când se afla într-o dispoziție proastă, privea adesea lumea prin ochelari fumurii, se aprindea ușor, lăsa bunele maniere, uneori uita de sine și devenea violent.»
În timpul anilor de studiu, Dostoievski se împrietenește cu Ivan Nikolaevici Șidlovski, un tânăr funcționar public cu o vastă cultură literară. Șidlovski îi influențează mult gândirea și îi îndrumă lecturile. Cei doi îi citesc și îi discută pe Homer, Shakespeare, Schiller sau Hoffmann. Pentru Dostoievski, Șidlovski este întruchiparea romanticului, o «ființă superbă, sublimă, adevăratul contur pe care l-au trasat Shakespeare și Schiller», dar în același timp un geniu gata «să se prăbușească în abisul nebuniei personajelor lui Byron».
Perioada adolescenței scriitorului coincide, în planul literaturii ruse, cu fenomenul de tranziție de la romantismul de tip german la realismul de inspirație franceză. Ultimul curent îl va influența pe Dostoievski mai ales prin intermediul lui Balzac. Despre romancierul francez, Dostoievski scrie cu entuziasm: «Balzac este uriaș! Personajele lui sunt creația minții universale! Nu spiritul unei vremi, ci un travaliu de milenii întregi a pregătit un asemenea rezultat în sufletului omului.» În lunile iunie și iulie ale anului 1843, Dostoievski publică în volumele 6 și 7 ale ziarului Repertoriu și panteon (Репертуар и пантеон) o traducere a romanului Eugénie Grandet. Urmează alte traduceri, niciuna din ele însă nu se bucură de succes. Situația financiară precară îl determină să scrie un roman.

## Maturitatea și cariera

### Începutul carierei literare (1844–1849)

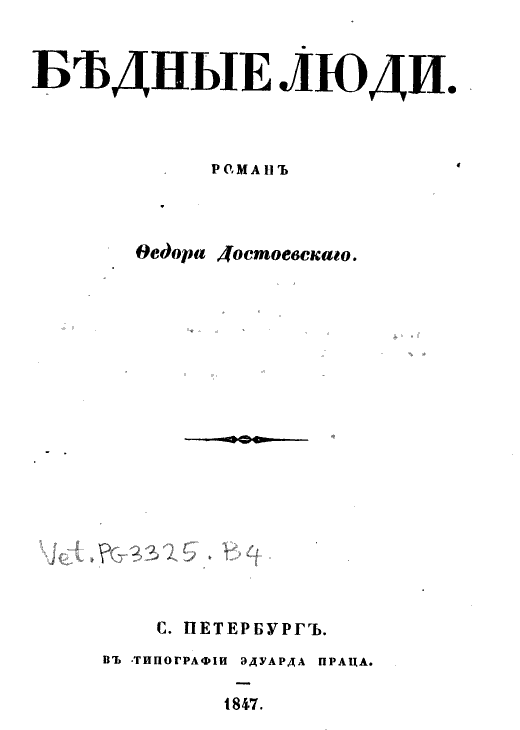
Prima pagină a unei ediții din 1847 a cărții Oameni sărmani.

Spre mijlocul anilor 1840, Dostoievski se simte mai mult atras de realismul și comicul lui Gogol decât de romantismul unor poeți ca Schiller sau Pușkin. De altfel, Gogol va confisca pentru aproape doi ani (1843-1845) întreaga presă literară prin magistralul său roman Suflete moarte, publicat în 1842. Vissarion Belinski, unul din cei mai apreciați critici ruși ai vremii și un aprig susținător al lui Gogol, face apel scriitorilor să se întoarcă spre subiectele societății contemporane. În afară de Gogol, o altă influență majoră pentru Dostoievski în acea perioada a fost George Sand, pe care scriitorul o va plasa mai târziu chiar deasupra lui Balzac și Dickens, pentru că de la ea, cititorii ruși au putut să extragă «toate lucrurile de care erau atât de păziți».
Scriitorul se mută în 1844 cu un prieten din perioada studenției, Dmitri Grigorovici. În noul apartament își scrie primul roman, Oameni sărmani, pe care îl termină în mai 1845. Grigorovici este cel care îi duce manuscrisul poetului Nikolai Nekrasov, care, la rândul său, i-l arată lui Belinski. Entuziasmul criticului nu poate fi stăvilit: Oameni sărmani, cu prezentarea sa plină de compasiune a locuitorilor săraci din orașe, «revelează taine ale vieții și personaje din Rusia cum nimeni nici nu a mai visat înainte» și este «primul roman social» rus, singurul său defect fiind prolixitatea. Romanul este publicat la 15 ianuarie 1846 în almanahul Colecția din Sankt Petersburg (Петербургский сборник) și devine un succes comercial. Dostoievski, considerat de Belinski un talent extraordinar și original, intră imediat în grațiile cercului de literați din jurul criticului. Își citește romanul la unul din saloanele organizate de soții Ivan Panaev și Avdotia Panaeva. Poziția sa în acest grup se deteriorează însă curând: marea lui timiditate, înfumurarea și sentimentul unei competiții acerbe cu scriitorii mai tineri îl vor transforma într-un personaj antipatic în ochii celorlalți. Așa cum dezvăluie Avdotia Panaeva, «Din cauza tinereții și a nervozității, nu putea să se controleze și își exprima prea deschis vanitatea auctorială și părerea foarte bună despre propriul talent scriitoricesc.» Unii literați, ca Nekrasov și Turgheniev, ostilizați de comportamentul scriitorului, compun un poem satiric unde Dostoiesvki este numit, ca Don Quijote, «Cavalerul tristei figuri». Într-o scrisoare din 26 noiembrie 1846, tânărul romancier răbufnește împotriva membrilor cercului literar, numindu-i pe toți «ticăloși și invidioși». Dintotdeauna predispus la boala nervoasă, scriitorul va suferi, de altfel, de depresie.
Pentru că simțea că înfloritoarea sa carieră literară ar putea fi afectată de activitatea de inginer militar, Dostoievski își cere demisia, în scris, la data de 19 octombrie 1844. La începutul anului 1846, publică nuvela Omul dedublat, care are parte de un tratament aspru din partea criticilor. Chiar și Belinski, deși intuiește «geniul creator» din spatele operei, îi critică prolixitatea și caracterul fantastic. Domnul Proharcin, povestire publicată în toamna aceluiași an, nu se bucură de mai multă indulgență din partea criticului, fiind condamnată pentru prețiozitate și manierism. Relațiile lui Dostoievski cu Belinski se răcesc treptat, pentru ca apoi, după o ceartă de la începutul anului 1847, să înceteze definitiv. Influența exercitată de critic asupra scriitorului în anii prieteniei este însă de necontestat. Prin intermediul lui Belinski, Dostoievski se familiarizează cu unele curente filozofice importante ale epocii: socialismul utopic francez (reprezentat de Fourier, Saint-Simon, Leroux și Cabet), hegelianismul de stânga (Feuerbach, David Strauss) și anarhismul (Proudhon, Stirner). În Jurnalul unui scriitor din 1873, Dostoievski chiar susține că Belinski ar fi reușit să-l atragă de partea socialismului și a ateismului și că, abia prin intermediul exilului siberian, a redescoperit valorile creștine. Mulți critici însă se îndoiesc de veridicitatea acestei capitulări.

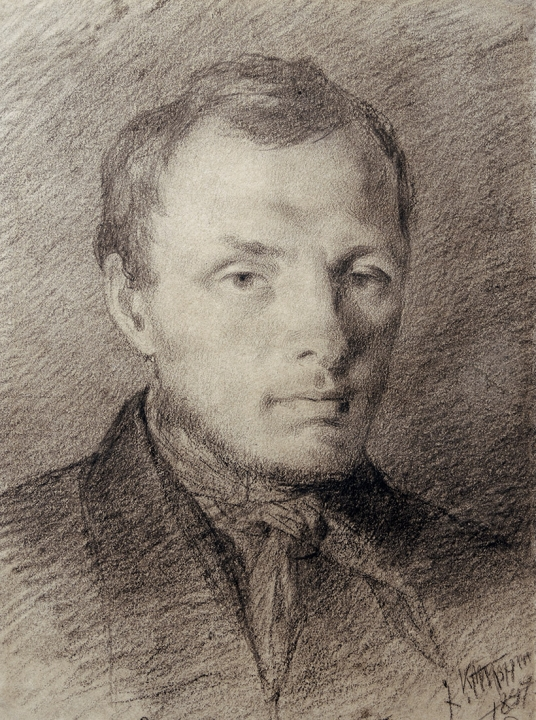
Dostoievski în anul 1847

În anii 1847 și 1848 Dostoievski mai publică Gazda (1847, nuvelă), Nopți albe (1848, povestire) și Inimă slabă (1848, povestire), cărți în care autorul își regăsește gustul pentru romantic și fantastic. Prin ele, spre exemplu, scriitorul dezvoltă motivul visătorului, al personajului care trăiește într-o lume a închipuirilor. Niciuna din aceste opere nu a fost primită bine atunci, de public și de lumea literară, chiar dacă, în ziua de astăzi, s-a ajuns la consensul că cel puțin Nopți albe e admirabil realizată stilistic, iar Nastenka, eroina povestirii, este unul din cele mai fascinante personaje feminine din universul dostoievskian. Pentru a-și ameliora reputația, aflată în scădere după repetate eșecuri, Dostoievski începe în 1848 primul său roman lung, plănuit încă din 1846, Netoșka Nezvanova, pe care nu reușește să-l termine până la momentul arestării. Părți din roman apar în revista Note patriotice (Отечественные записки) în 1849, iar mai apoi, sub o formă mult modificată, într-un volum din 1860.
Suferind mult după răcirea prieteniei cu Belinski, depresiv și cu o sănătate șubrezită, Dostoievski găsește consolare în grupul de orientare utopist-socialistă organizat de frații Beketov (Aleksei. Nikolai și Andrei). Grupului i se alătură și Dmitri Grigorovici, Aleksei Pleșceiev, Apollon Maikov și fratele acestuia, Valerian Maikov. Despre Cercul Beketov se știu puține lucruri, mai ales că se dizolvă foarte curând, în 1847, când cei doi frați mai tineri, Nikolai și Andrei, pleacă la studii în Kazan. Dostoievski se orientează așadar spre un nou grup, Cercul Petrașevski, patronat de filozoful socialist Mihail Petrașevski. Participă la unele discuții legate de libertatea de expresie sau abolirea iobăgiei și își petrece timpul în biblioteca vastă a filozofului. În ciuda faptului că Petrașevski este considerat agent provocator de către autoritățile țariste, în realitate el se comportă mai degrabă ca un moderat. Mihail Bakunin chiar îi scrie la un moment dat lui Aleksandr Herzen că grupul este «unul din cele mai nevinovate și inofensive companii» și că membrii săi «se opun sistematic tuturor obiectivelor și mijloacelor revoluționare». Mulți biografi, precum Joseph Frank, insistă pe latura complet inofensivă a organizației, deși ea poate fi pusă în discuție, deoarece în cercul Petrașevski exista și o orientare extremă radicală, aliniată în spatele lui Nikolai Speșnev, personaj care îi va servi lui Dostoievski drept model pentru Nikolai Stavroghin din Demonii. Nota mai revoluționară pe care Speșnev a imprimat-o grupului, precum și neliniștea pe care revoluțiile din Europa anului 1848 au inspirat-o țarului Nicolae I au fost probabil cauzele unei suprimări atât de violente a Cercului Petrașevski.

### Anii detenției (1849–1854)

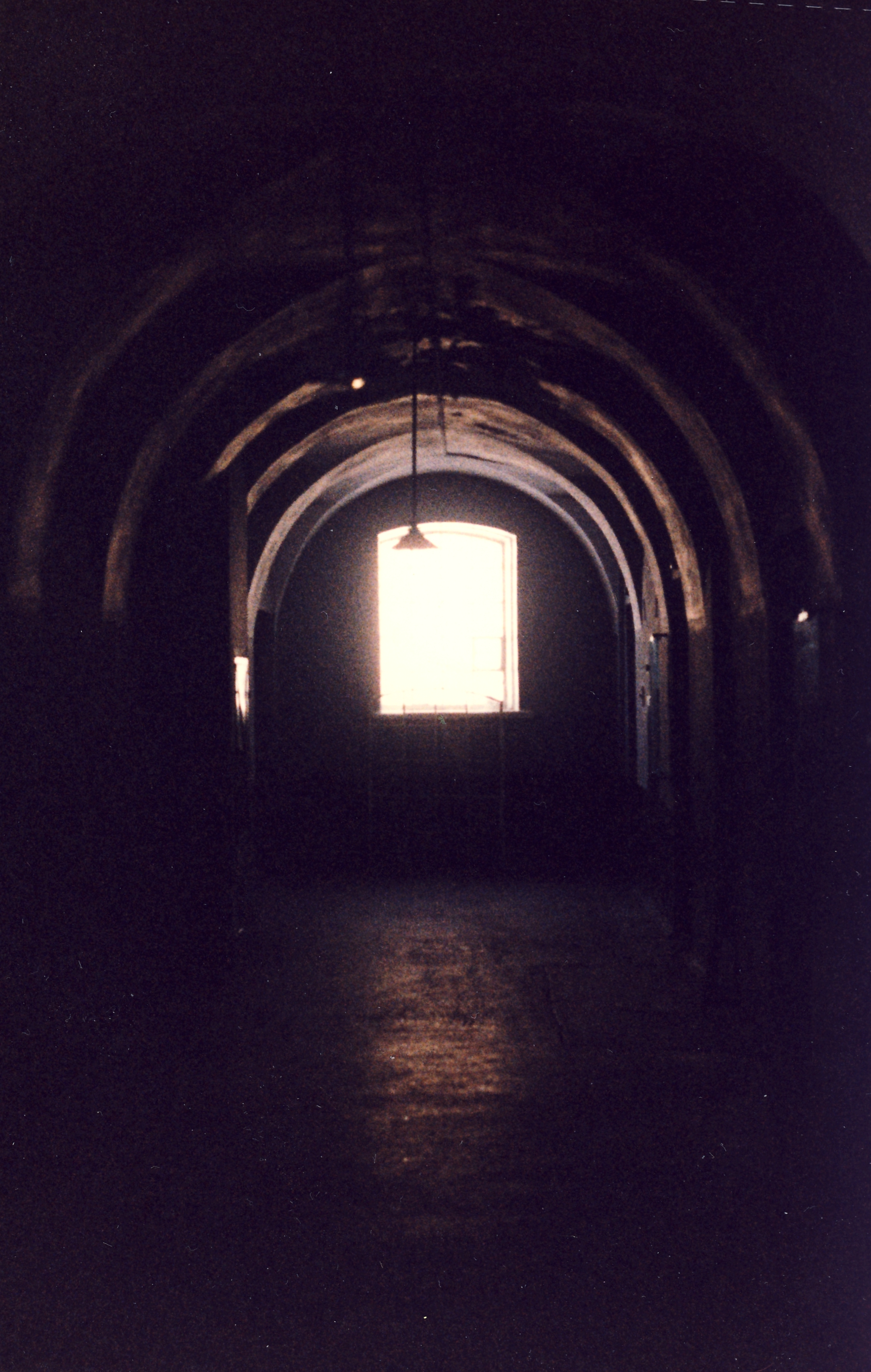
Un coridor de închisoare din Fortăreața Petru și Pavel, Sankt Petersburg. Dostoievski a fost întemnițat în această fortăreață pentru opt luni.

Ivan Petrovici Liprandi, secretar de stat al Ministerului de Interne, primește în martie 1848 însărcinarea de a începe monitorizarea Cercului Petrașevski. La 23 aprilie 1849, ora patru dimineața, Dostoievski este arestat sub acuzația că a citit în fața mulțimii și a propagat textul Scrisorii către Gogol, formulate de către Belinski. Scrisoarea, cu valoare de testament al criticului, este unul din cele mai energice apeluri la abolirea iobăgiei, scrise vreodată în limba rusă. Alături de Dostoievski, în aceeași noapte fatidică, sunt reținuți alți peste 200 de suspecți, din care doar douăzeci și doi vor fi duși în fața tribunalului militar spre judecare. Investigațiile durează șase luni, timp în care acuzații sunt încarcerați în Fortăreața Petru și Pavel din Sankt Petersburg, cunoscută și ca «Bastilia Rusiei» pentru faptul că era rezervată în special deținuților politici. Forțați să doarmă pe saltele umplute cu paie, în camere întunecoase, în tăcere și izolare, prizonierii simțeau mereu că erau ținuți sub observație.
Ancheta constă în special în interogarea separată a deținuților pe baza informațiilor culese de P.D.Antonelli, agent al poliției secrete care a reușit să se infiltreze în Cercul Petrașevski în timpul ultimelor șapte întâlniri ale grupului. Comisia de anchetă, aflată sub patronajul țarului, este condusă de generalul Ivan Nabokov și îi are ca membri pe contele Pavel Gagarin, contele Vasili Dolgorukov, generalul Iacob Rostovțev și pe Leonty Dubelt, comandantul poliției secrete. Verdictul este dat pe 16 noiembrie 1849. Din cei douăzeci și doi de acuzați, în afară de unul, toți vor fi condamnați la moarte prin executare. După alte surse, numărul condamnaților la moarte este cincisprezece.
În timpul interogatoriului, Dostoievski încearcă să se disculpe, spunând despre textul Scrisorii «Am fost ferm convins că nu poate duce pe nimeni în ispită, chiar dacă nu îi lipsește o anume valoare literară [...] Nu sunt complet de acord cu niciuna din exagerările pe care le conține». Citirea cu voce tare a scrisorii ar fi fost, conform lui Dostoievski, un act nepremeditat și accidental, motivat doar de curiozitatea literară pentru lucrarea lui Belinski și de dorința de a filozofa despre «personalitatea individului și egoismul uman».

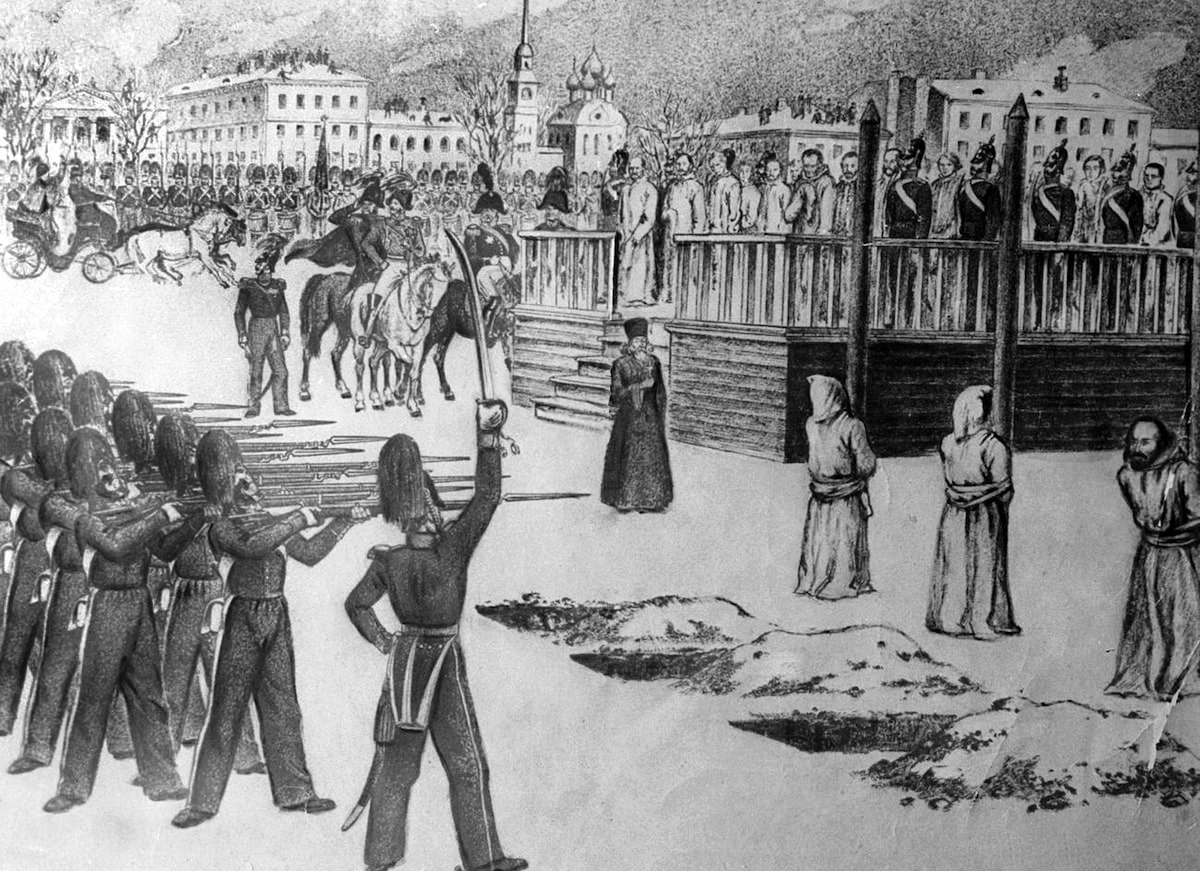
Schiță reprezentând execuția înscenată a membrilor Cercului Petrașevski.

La 23 decembrie 1849, condamnații sunt duși în Piața Semionovski, iar trei dintre ei (Petrașevski, Mombelli și Grigoriev) sunt legați de stâlpi în fața plutonului. Dostoievski se află chiar în grupul care ar fi urmat să fie executat imediat după cei trei și asistă la întreg spectacolul. Romanul Idiotul conține un fragment prețios referitor la ceea ce ar fi putut simți scriitorul în acele momente. Eroul narațiunii, prințul Mîșkin, povestește cum a asistat la o execuție în Lyon, Franța, fiind impresionat de tortura psihologică a condamnatului:
„Dar principala, cea mai groaznică suferință nu ți-o pot pricinui rănile, ci conștiința, certitudinea că peste un ceas, apoi peste zece minute, apoi peste o jumătate de minut, peste o  clipă, sufletul ți se va despărți de trup, că n-ai să mai fii om și că asta-i absolut sigur; important e că-i absolut sigur.”—Dostoievski, Idiotul, traducere de Nicolae Gane
F.N.Lvov, un membru al grupului, își amintește că, în așteptarea morții, Dostoievski a rostit «Vom fi cu Hristos» (“Nous serons avec le Christ”), moment în care Nikolai Speșnev i-a replicat sarcastic «O mână de praf» (“Un peu de poussière” ). Chiar în ultimul moment un ordin al țarului a întrerupt execuția, iar pedeapsa a fost comutată la muncă silnică în Siberia și serviciu militar pe viață. Grigoriev, unul din cei care fuseseră așezați în fața plutonului, nu a rezistat presiunii psihologice și a înnebunit.

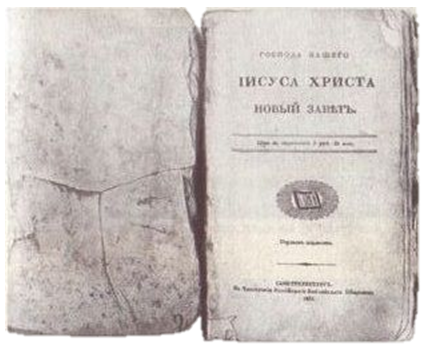
Noul Testament pe care Dostoievski l-a primit, în drum spre colonia din Omsk, de la niște femei.

Dostoievski a ispășit patru ani de muncă silnică într-o colonie penitenciară (katorga) din Omsk. În acest timp nu i s-a permis să corespondeze cu rude sau prieteni, așa că primele informații legate de viața sa în Siberia sunt conținute într-o scrisoare adresată în 1854 fratelui său, Mihail, la doar o săptămână de la eliberare. După un drum de paisprezece zile cu sania trasă de cai, Dostoievski și alți doi deținuți, Jastrzembski și Durov, ajung la 9 ianuarie 1850 în Tobolsk, un important centru de sortare a exilaților din Siberia. Pe Jastrzembski, care nu mai putea îndura chinurile cauzate de frig și oboseală, Dostoievski l-ar fi convins să nu se sinucidă. În Tobolsk scriitorul întâlnește trei femei decembriste (Natalia Fonvizina, Praskovia Annenkova și fiica celei din urmă) care îl binecuvântează și îi oferă Noul Testament, cu o bancnotă de zece ruble în paginile sale. Impresia creată de cele trei femei rămâne vie și în 1873, când Dostoievski scrie în Jurnalul unui scriitor: «Le-am văzut pe acele mărețe martire, care de bună voie și-au urmat soții în Siberia. Ele au renunțat la tot: rang, avere, legături de familie, au sacrificat totul pentru cea mai nobilă datorie morală (de ele însele impusă) care poate exista.»

La 23 ianuarie 1850, Dostoievski ajunge, împreună cu Serghei Dimov, la închisoarea din Omsk. Printre muncile pe care este obligat să le presteze se numără descărcarea șlepurilor, măcinarea alabastrului sau fabricarea și transportarea cărămizilor. Condițiile de viață sunt inumane: 
„Trăiam la grămadă, cu toții într-o singură cazarmă. Imaginează-ți o construcție veche, dărăpănată, de lemn, care demult ar fi trebuit să fie dărâmată și care deja nu mai putea folosi la nimic. Vara, căldură înăbușitoare; iarna, ger insuportabil. Toate podelele erau putrede. Mizeria de pe jos era groasă de un deget; oricine putea să alunece și să cadă. Ferestrele mici erau atât de acoperite de brumă, încât toată ziua era aproape imposibil de citit. [...] Din tavan picura; peste tot bătea curentul. Noi stăteam ca heringii în butoi. [...] Dormeam pe scânduri goale și ni se permitea doar să avem o pernă. Întindeam șubele peste noi, iar picioarele rămâneau mereu toată noaptea descoperite. Tremuram noapte de noapte. Purici, păduchi, gândaci, cu duiumul. [...] De mâncare ne dădeau pâine și niște varză, prin care se întrezărea câte un sfert de livră de carne de vacă, de persoană.”—F.M.Dostoievski, scrisoare trimisă lui Mihail Dostoievski, 22 februarie 1854
În timpul detenției, starea sănătății lui Dostoievski se înrăutățește: scriitorul suferă crize de epilepsie și de reumatism la picioare. Trăiește cu teama perpetuă că ar putea fi brutalizat de inspectorul închisorii, maiorul Krivțov, o fire impulsivă și tiranică, care îi biciua adesea pe captivi pentru cea mai mică abatere. Dostoievski este deseori internat la spitalul coloniei, unde beneficiază de un tratament uman din partea doctorului Troițki: luxul unui pat, hrană îndestulătoare, chiar și posibilitatea de a citi cărți și ziare. În camera de spital, Dostoievski notează într-un caiet expresii și argouri tipice limbajului pitoresc al prizonierilor din Omsk. Se va folosi de acest material în romanele sale ulterioare. Nevoia de a scrie îl chinuie în mod constant. După cum îi dezvăluie lui Apollon Maikov în 1856: «Nu pot să îți exprim, cât de mult am suferit că nu am putut să scriu în închisoare.»
Relația dintre Dostoievski și ceilalți condamnați ai închisorii din Omsk este mai mult decât tensionată. Intelectuali precum el sunt mereu tratați cu dispreț, bruscați și umiliți de «colegii» lor, majoritatea țărani analfabeți. Dintre prizonierii cu origine nobiliară, patru sunt ruși (Dimov, Akimici, Ilyinski, Aristov), iar opt polonezi. Pe Akimici și Aristov, Dostoievski îi consideră prea abrutizați de viața penitenciarului. În schimb, Ilyinski, condamnat pe nedrept pentru paricid, fire sangvină și veselă chiar și în condițiile cele mai vitrege, servește drept model pentru personajul Dmitri din Frații Karamazov. Cu nobilii polonezi are relații foarte bune la început, dar divergențele cauzate de naționalismul său exacerbat îi îndepărtează de el. Într-adevăr, în mod paradoxal, în ciuda pedepsei nejustificat de grele, Dostoievski dezvoltă, în timpul anilor detenției, o iubire necondiționată, irațională pentru Rusia, dar mai ales pentru poporul rus. Conform scriitorului, acest proces de «reconvertire» la valorile ortodoxe ruse s-ar fi produs în momentul în care un polonez și-ar fi exprimat dezgustul față de comportamentul țăranilor violenți, grobieni, îndobitociți de la închisoarea din Omsk. «Je hais ces brigands!» («Îi urăsc pe acești bandiți!») ar fi spus polonezul. Dostoievski, care nutrea o ură asemănătoare împotriva acestor oameni care îl maltratau zilnic, este chinuit de sentimentul solidarizării cu niște străini împotriva propriului popor. Are imediat o revelație: amintirea mujicului Maréi, care i-a alungat temerile din copilărie cu acel calm și căldură sufletească, îi readuc speranța și credința în oamenii simpli ai Rusiei. În plan spiritual, experiența echivalează cu victoria creștinismului ortodox asupra ideilor socialiste care au marcat tinerețea scriitorului. Schimbarea este atât de puternică, încât Dostoievski îi va declara prietenului său, Vsevold Soloviev: «Siberia și munca silnică... teroare și amărăciune, se spune [...] Teribilă absurditate! Eu abia acolo am învățat să trăiesc sănătos și fericit, abia acolo am reușit să mă înțeleg... să-l înțeleg pe Hristos... să-l înțeleg și să-l simt pe omul rus.» Dostoievski percepe așadar anii de detenție ca pe o formă de regenerare, spirituală, dar și artistică, pentru că, așa cum afirmă, multe idei creatoare i-au venit atunci.

### Serviciul militar în Siberia (1854–1859)

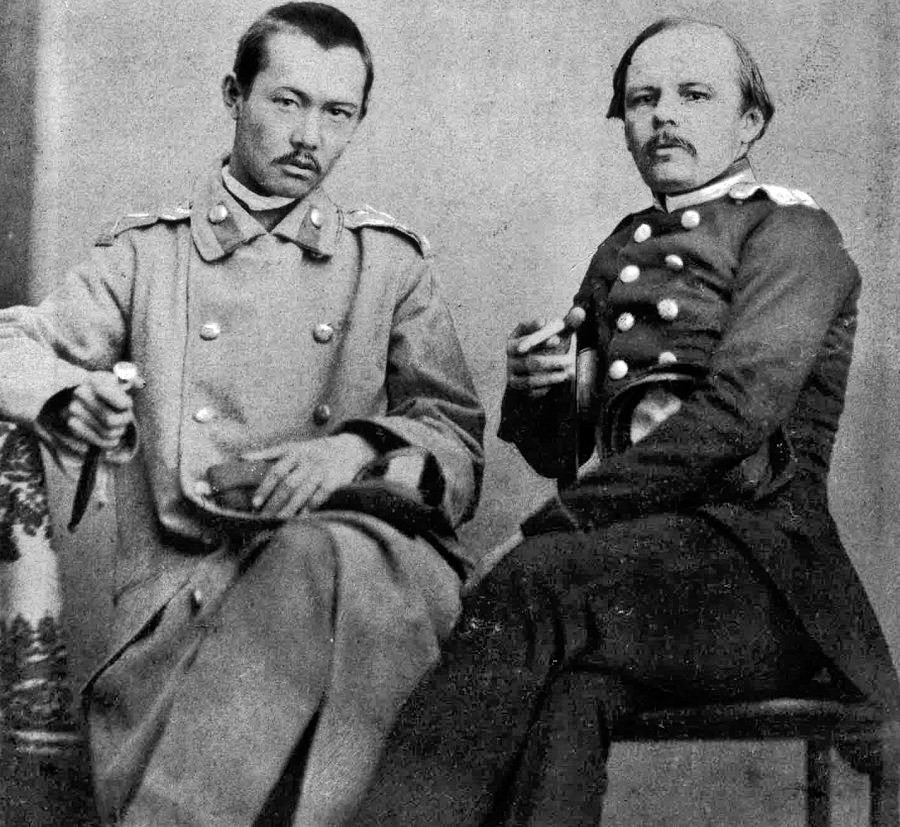
Dostoievski (dreapta) și eruditul kazah Șokan Valihanov, 1859. Pe Valihanov, Dostoievski l-a întâlnit mai întâi în Omsk, iar apoi din nou, în timpul serviciului militar, în Semipalatinsk. Între cei doi se stabilește o relație extraordinară: «Îmi scrii că mă iubești. Iar eu îți declar, fără ceremonie, că te iubesc. Niciodată și pentru nimeni, nici chiar pentru fratele meu, nu am simțit o asemenea atracție ca pentru dumneata și numai Dumnezeu știe cum s-a putut asta.»

Dostoievski iese din regimul de detenție la 15 februarie 1854, dar pedeapsa sa nu este pe deplin ispășită. El trebuie să mai îndeplinească «serviciu militar pe perioadă nedeterminată» în orașul Semipalatinsk, în Batalionul Linia a Șaptea a Corpului de Armată Siberian. Scriitorul va locui în Semipalatinsk de la 2 martie 1854 până la 2 iulie 1859, când, din cauza sănătății precare, este eliberat din armată și i se permite să se întoarcă în Rusia.
«În tunica de soldat mă simt la fel de captiv ca înainte.» mărturisește scriitorul în 1854. Cu toate acestea, el este determinat să își recâștige locul în literatura rusă. În consecință, îi trimite o scrisoare fratelui Mihail Dostoievski și îi solicită ajutorul: «Îmi trebuie bani. Trebuie să trăiesc, frate. Nu fără roade vor trece anii aceștia. Îmi trebuie bani și cărți. Ce cheltuiești pe mine nu se pierde.» Dintre cărți, scriitorul cere în special Critica rațiunii pure de Kant, Istoria filozofiei de Hegel, istorici (Vico, Guizot, Thierry, Thiers, Ranke), economiști și Sfinți Părinți. Deoarece oamenii mai educați ai orașului Semipalatinsk se bucurau de orice contact cu un intelectual în acea parte izolată a lumii, Dostoievski le câștigă ușor atenția. Devine profesor particular pentru câțiva copii de familie bună și se împrietenește cu locotenent-colonelul Belihov, comandantul batalionului său, care îl invită adesea pentru a-l auzi cum citește ziare și reviste. De asemenea îl întâlnește pe tânărul baron de origine germano-baltică Aleksandr Wrangel, care, din spirit de aventură, a aplicat pentru un post de procuror în Siberia. Întâmplător sau nu, Wrangel este de mult timp un mare admirator al cărților Oameni sărmani și Netoșka Nezvanova și a asistat cu emoție la comedia macabră din Piața Semionovski, când țarul a cruțat în ultima clipă viața lui Dostoievski.
Baronul Wrangel își amintește astfel prima întâlnire cu scriitorul rus:
„Era îmbrăcat în tunică militară cenușie, cu gulerul roșu ridicat în sus și epoleții roșii; sumbru, cu o față palidă și bolnăvicioasă, acoperită de pistrui. Părul castaniu deschis era tuns scurt; ca statură, era mai înalt ca media. Mă privea insistent cu ochii lui inteligenți, cenușiu-albaștri, încerca să se uite în sufletul meu - ce fel de om sunt? se întreba.”—Aleksandr Wrangel, text din antologia „F.M.Dostoievski în amintirea contemporanilor”
În ianuarie 1856, Dostoievski este promovat subofițer și i se permite să părăsească cazarma și să închirieze o cameră. În cele din urmă se retrage cu Aleksandr Wrangel într-o dacea de la periferia localității și își cultivă pasiunea pentru grădinărit. Moartea țarului din 1855 și instalarea unui nou regim îi trezește speranța amnistiei, dar nu reușește să o obțină. Într-o scrisoare adresată generalului Eduard Totleben, Dostoievski își descrie astfel anii tumultoși ai tinereții: «[...] atunci eram orb, credeam în teorii și utopii. [Înainte de episodul arestării] am fost doi ani la rând suferind de o boală morală, stranie. Eram ipohondru. Uneori, îmi pierdeam chiar mințile. Eram foarte iritabil și aveam o susceptibilitate bolnăvicioasă; aveam obișnuința să deformez cele mai obișnuite fapte și să le dau o înfățișare și o dimensiune nouă.» În cele din urmă, prin eforturile conjugate ale lui Dostoievski și ale lui Aleksandr Wrangel, scriitorul primește dreptul de a publica cărți și de a se însura, dar va rămâne sub monitorizarea poliției secrete pentru tot restul vieții.

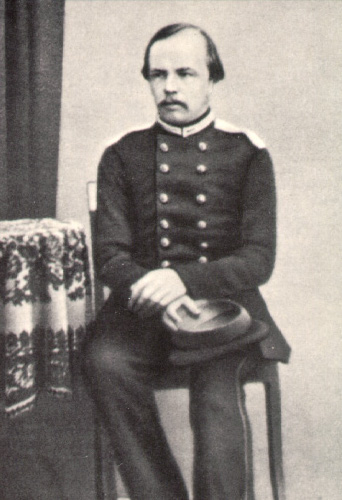
Dostoievski, în uniformă, 1858.

În timpul unei vizite la casa lui Belihov, Dostoievski îi cunoaște pe Aleksandr Ivanovici Isaev, un funcționar public sărac și alcoolic, și pe consoarta acestuia, Maria Dmitrievna Isaeva (născută Constant), care va deveni prima lui soție. Fata unui refugiat francez, educată la pension, minte cultivată și fire amabilă, Maria Dmitrievna suferă din cauza unui mariaj nefericit și a unei tuberculoze în stadiu incipient. Este imediat interesată de viața lui Dostoievski. Wrangel remarcă: «Nu cred că îi purta o stimă deosebită - era mai mult o formă de milă față de un om nefericit, strivit de soartă.» În mai 1855, soții Isaev se mută în Novokuznețk, unde Aleksandr Ivanovici intenționează să ocupe un nou post. El moare însă în august 1855, iar Maria Dmitrievna, bolnavă, singură și îngropată în datorii îi cere ajutorul lui Dostoievski. Cei doi se căsătoresc pe 6 februarie 1857, chiar în Novokuznețk, cu bani trimiși din Rusia de mătușa scriitorului, Alexandra Kumanina, și de Mihail Dostoievski. În timp ce proaspeții miri se întorc la Semipalatinsk, Dostoievski suferă de un teribil atac de epilepsie. «Atunci a venit peste mine nenorocirea: cu totul pe neașteptate, mi s-a întâmplat o criză de epilepsie, care a speriat-o de moarte pe soția mea, iar pe mine m-a umplut de amărăciune și deznădejde.» îi scrie Dostoievski fratelui său. Căsnicia celor doi va fi foarte mult afectată de atacurile scriitorului, care devin din ce în ce mai frecvente. Maria se dovedește între timp un temperament impredictibil și capricios și îl batjocorește adesea pe romancier din cauza afecțiunii lui nervoase. După terminarea serviciului militar, Dostoiesvski locuiește cu soția sa câteva luni în Tver (august-decembrie 1859), iar apoi revine în Sankt Petersburg.
În plan literar, perioada 1854-1859 este relativ săracă pentru Dostoievski. Scriitorul este preocupat de un proiect intitulat Scrisori despre artă, care tratează «misiunea creștinismului în artă». Proiectul este abandonat în 1857, când autorul recapătă dreptul de a publica și devine interesat de scrierea unor romane și a unor povestiri. Micul erou, povestire concepută chiar în timpul încarcerării în Fortăreața Petru și Pavel, este publicată în august 1857 în Note patriotice. Este urmată în 1859 de nuvela comică Visul unchiului și romanul Satul Stepancikovo și locuitorii săi. Cele două opere siberiene sunt complet ignorate de critica literară rusă, preocupată în acei ani de Turgheniev, Pisemski sau debutul lui Tolstoi. Dostoievski ratează, cu aceste cărți, tema principală a momentului: desființarea iobăgiei. În Visul unchiului frământările sociale se întrezăresc foarte vag de sub urzeala comicului, în timp ce Satul Stepancikovo și locuitorii săi descrie idilic relațiile dintre țărani și proprietarii de pământuri. Cel mai probabil, Dostoievski încearcă să tatoneze terenul cu niște lucrări literare care nu stârnesc violența autorităților.

### Revenirea în lumea culturală (1859–1865)

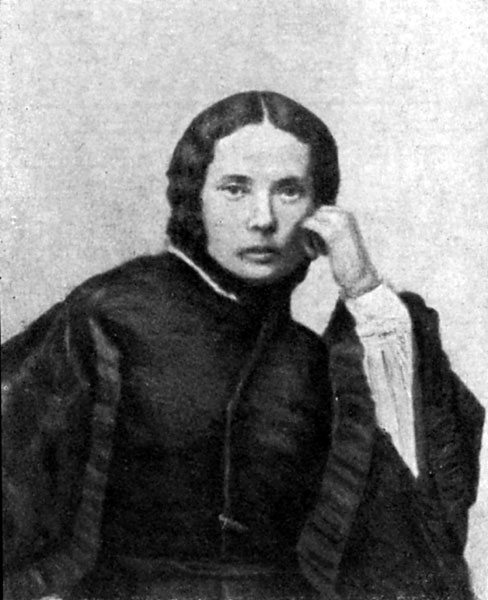
Maria Dmitrievna Dostoievskaia, prima soție a lui Dostoievski. Moare în 1864. «Mi-a arătat iubire infinită, iar eu de asemenea am iubit-o fără margini, dar nu am trăit fericiți împreună» îi scrie Dostoievski lui Wrangel.

Relaxarea cenzurii din 1859 îl determină pe Dostoievski să coaguleze experiențele trăite la katorga din Omsk într-un roman intitulat Amintiri din casa morților. Primele părți ale romanului apar în septembrie 1860 în gazeta săptămânală Lumea rusă (Русский мир). Apoi, începând cu ianuarie 1861, Mihail și Feodor Dostoievski încep să editeze propriul ziar, Vremea (Время), la care contribuie și Apollon Grigoriev sau Nikolai Strahov. Publicarea Amintirilor continuă aici în anii 1861 și 1862. Cartea este o revelație pentru societatea reformistă, dornică de a condamna nedreptățile regimului lui Nicolae I. Roman inițiator pentru literatura rusă a detenției, Amintiri din casa morților prezintă ororile închisorilor din Siberia, cruzimea paznicilor și bestialitatea unor prizonieri în stare de cele mai groaznice crime. În acest infern, există însă și suflete curate, capabile să se ridice deasupra mizeriei și a degradării. Tolstoi va considera romanul apogeul operei lui Dostoievski.
Ca orientare politico-culturală, ziarul Vremea se delimitează de extremele slavofile și occidentaliste, încercând să stabilească o punte între cele două curente antagonice ale epocii. Așa cum remarcă Nikolai Strahov «Ideea lui Dostoievski era să reconcilieze clasele educate și țăranii și să îi aducă împreună; clasele educate însă nu trebuie să renunțe la principiile pe care le-au extras din propria educație, dar nici oamenii simpli nu trebuie să se desprindă de principiile moștenite de la pământul strămoșesc. Ceea ce trebuia realizat era o anumită sinteză care să poată să conțină amândouă principiile.» Ideologic, frații Dostoievski întemeiează, împreună cu Strahov și Grigoriev pocivennicestvo (почвенничество), o mișcare ce se opune radicalismului, marxismului și nihilismului și care militează pentru răspândirea educației și a alfabetizării în rândul țăranilor și pentru identificarea unei direcții naționale. «Suntem convinși că, în sfârșit, suntem o națiune separată, originală în cel mai adevărat sens al cuvântului, și că sarcina noastră este să ne creăm o nouă formă, forma noastră proprie, nativă, extrasă din pământul strămoșesc, din spiritul și principiile oamenilor noștri.» scrie Dostoievski în Vremea. Repulsia scriitorului față de ideile radicale, materialism, instrumentarea propagandistică a artei sau negarea libertății și a responsabilității individuale l-au făcut incompatibil cu ideologia comunistă care a invadat Rusia în secolul al XX-lea. Sovieticii au exprimat mereu ostilitate și suspicine față de opera lui Dostoievski.
În anul 1861, Dostoievski publică în Vremea romanul Umiliți și obidiți. Cu un subiect complex, dar melodramatic și personaje despre care chiar scriitorul va admite că sunt «mai degrabă păpuși decât ființe umane» care și-au atins «forma artistică», Umiliți și obidiți nu este foarte apreciat de critici. Cu toate acestea, romanul este citit cu aviditate de public. În luna mai 1863, ziarul Vremea este închis de autorități, iar Feodor și Mihail Dostoievski încep să editeze din ianuarie 1864 Epoca (Эпоха), o continuatoare mult mai palidă a liniei trasate de Vremea. Noul proiect are o viață de aproape un an, marcată de eșecuri. Mihail Dostoievski moare în 1864. La fel și soția lui Feodor Dostoievski, Maria Dmitrievna, și Apollon Grigoriev, cel mai cunoscut colaborator al ziarului. Îndurerat și împovărat de datorii, scriitorul nu își găsește forța necesară pentru a salva Epoca de la faliment.

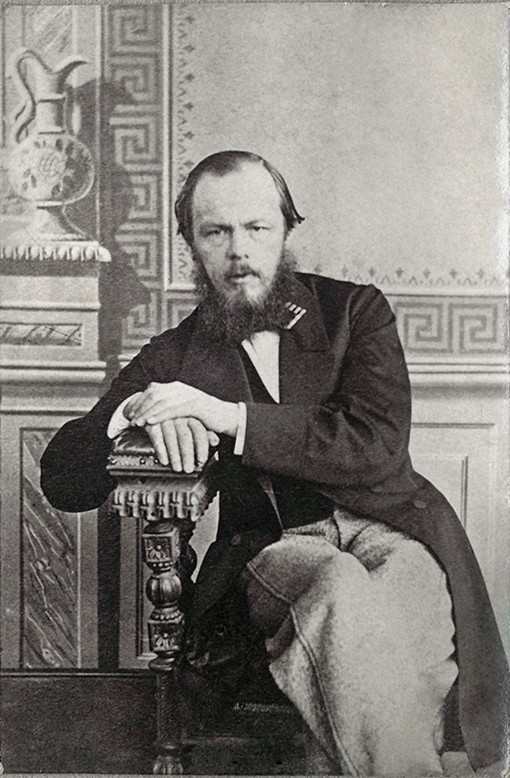
Dostoievski în Paris, 1863.

La fel ca mulți alți intelectuali ruși ai epocii, Dostoievski încearcă să definească identitatea poporului rus prin intermediul călătoriilor în Europa. La 7 iunie 1862 își părăsește pentru prima dată țara și, timp de zece săptămâni, vizitează Germania (Berlin, Dresda, Wiesbaden, Köln), apoi Belgia și Franța, unde cel mai mult îl impresionează Parisul, cu atmosfera sa de stabilitate și ordine. În schimb, lumea Londrei i se pare un contrast fascinant între bunăstare și sărăcie, între magnific și mizer. În capitala Imperiului Britanic, Dostoievski îl întâlnește pe Aleksandr Herzen și vizitează grandiosul Palat de Cleștar. Pentru Dostoievski, monumentul simbolizează triumful materialismului în Europa și este întruchiparea bestiei profețite de Apocalipsă: «Este ca un fel de ilustrație biblică, ceva babilonian, o proorocire a Apocalipsei care se împlinește în fața ochilor tăi. Simți că trebuie să ai o rezistență spirituală permanentă și putere de negare, astfel încât să nu capitulezi, să nu te lași pradă impulsului de a te închina în fața obiectului, de a-l idolatriza pe Baal, adică să nu îl accepți ca pe idealul tău.» Dostoievski mai călătorește cu Nikolai Strahov în Elveția și vizitează orașele din nordul Italiei: Torino, Livorno și Florența. În 1863 își publică impresiile într-un jurnal de călătorie, Însemnări de iarnă despre impresii de vară, ce îndeplinește și rolul unui eseu despre Europa și Rusia. Dostoievski este convins că Europa a devenit un continent muribund, și-a pierdut spiritualitatea și nu mai este un model demn de urmat pentru poporul rus.
În 1861 Dostoievski o cunoaște pe Apollinaria (Polina) Prokofievna Suslova, o tânără scriitoare de douăzeci și unu de ani, care provine dintr-o familie de țărani emancipați. Între cei doi se înfiripă în scurt timp o iubire tumultoasă și chinuitoare. Imperativă, geloasă și intrigantă, Polina îi cere încontinuu lui Dostoievski să divorțeze de Maria Dmitrievna. Feministă convinsă, Polina este probabil arhetipul unei serii întregi de femei mândre și pasionale din proza lui Dostoievski: Polina (Jucătorul), Nastasia Filipovna (Idiotul), Katerina Ivanovna Marmeladova (Crimă și pedeapsă), Lizaveta Nikolaevna (Demonii), Katerina Ivanovna și Grușenka (Frații Karamazov). Așa cum Dostoievski îi mărturisește mai târziu Nadejdei Suslova, sora Polinei: «Egoismul la ea este colosal. Ea cere totul de la ceilalți, totul trebuie să fie perfect și un singur defect nu este iertat în lumina celorlalte trăsături mai bune; ea singură însă se eliberează de orice responsabilități față de ceilalți.» Perioada acestei iubiri tăinuite coincide cu alte călătorii pe care scriitorul le efectuează în Occident (spre exemplu între august și octombrie 1863). Polina și Dostoievski se întâlnesc la Paris în luna august 1863, dar tânăra începe să-l tachineze spunându-i că s-a îndrăgostit de un student spaniol. În Wiesbaden și Baden-Baden, scriitorul frecventează cazinourile și prinde gustul jocurilor de noroc. Situația sa materială este însă precară, mai ales că, după moartea fratelui și a soției, este nevoit să îl întrețină pe fiul vitreg Pavel Aleksandrovici Isaev și devine principalul sprijin al familiei defunctului Mihail Dostoievski. În 1865, îi cere mâna Polinei, dar aceasta refuză, iar relațiile se răcesc complet.
Deși, în plan personal, un an deosebit de greu pentru Dostoievski, 1864 este și anul scrierii nuvelei Însemnări din subterană, considerată aproape unanim de critici o capodoperă. Se apreciază că lucrarea este o prefață excelentă pentru romanele dostoievskiene ce i-au urmat, deoarece pune în discuție teme ce vor ocupa o poziție centrală în opera ulterioară a scriitorului.

### Miracolul literar (1865–1871)

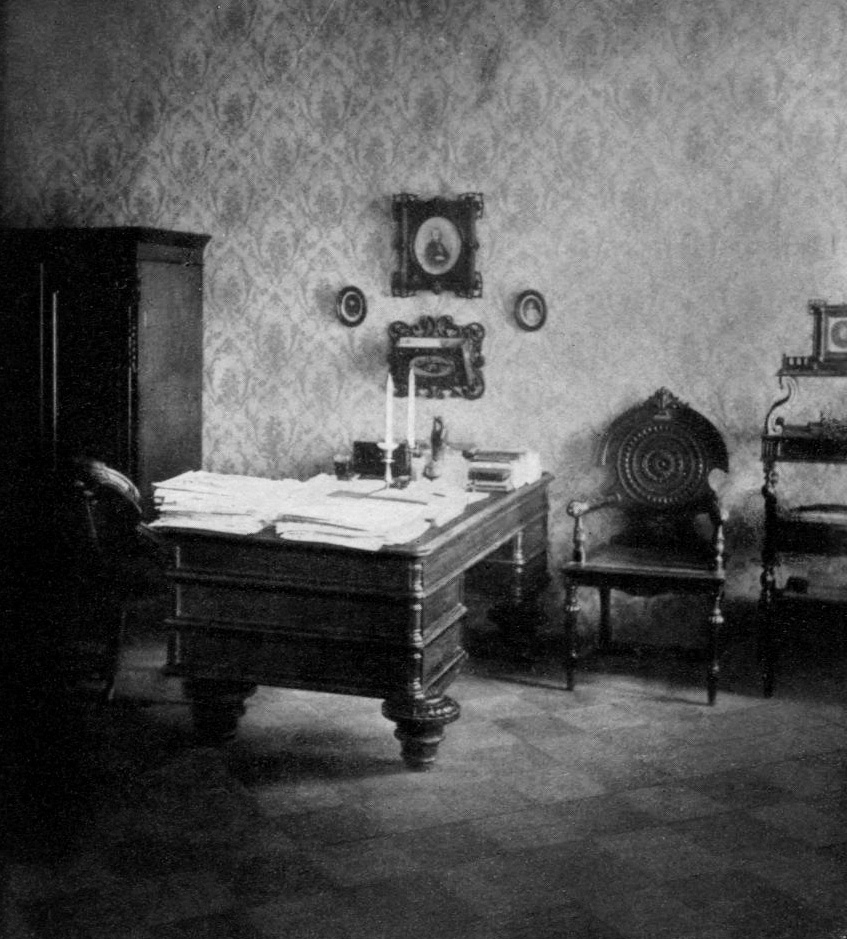
Camera de lucru a lui Dostoievski, Sankt Petersburg, 1870.

Aflat într-o situație financiară disperată, Dostoievski i se adresează editorului Feodor Stellovski, cunoscut pentru contractele nefavorabile pe care le impune. Stellovski îi oferă 3000 de ruble pentru dreptul de a tipări o ediție cu operele complete ale scriitorului. Mai mult, Dostoievski se angajează să îi furnizeze un nou roman de 160 de pagini până la 1 noiembrie 1866. În cazul nerespectării clauzelor, Stellovski este îndrituit să publice toate operele lui Dostoievski de acum înainte, timp de nouă ani, fără să onoreze drepturile de autor.
Între timp, Crimă și pedeapsă, primul mare roman al lui Dostoievski, începe să apară într-o formă serializată în ianuarie și februarie 1866 în Mesagerul rus (Русский вестник). «Numai asta citeau», scrie Nikolai Strahov în 1866, «numai despre asta vorbeau împătimiții de literatură, plângându-se adesea de forța covârșitoare a romanului și de impresia apăsătoare, din cauza căreia, oamenii cu nervi puternici aproape că se îmbolnăveau iar oamenii cu nervi slabi erau obligați să abandoneze cititul cu totul.» Romanul urmărește transformările psihologice ale lui Rodion Raskolnikov, un student sărac, care, impulsionat de ideile vremii, ucide o bătrână cămătăreasă. Subiectul cărții a scandalizat zona liberală și radicală a criticii. G. Z. Eliseev, de la Contemporanul (Современник), afirmă că romanului îi lipsește veridicitatea și că, prin el, scriitorul încearcă să arunce anatema asupra unei întregi generații de studenți.
1866 este pentru Dostoievski un an febril, în care lucrează concomitent la Crimă și pedeapsă și Jucătorul, romanul promis lui Stellovski. Având ca temă atracția distrugătoare a jocurilor de noroc, Jucătorul se află doar în stadiu de proiect la aproape o lună înainte de termenul limită impus de editor. Presat de timp, Dostoievski îi dezvăluie prietenului său Aleksandr Miliukov complicațiile pe care i le-au cauzat contractul cu Stellovski. Prin intermediul lui Miliukov, scriitorul angajează o stenografă, pe Anna Grigorievna Snitkina, care va transcrie după dictare întreg romanul. La 30 octombrie, după 26 de zile de muncă, Jucătorul este finalizat. Anna Grigorievna avea să devină cea de-a doua soție a lui Dostoievski.

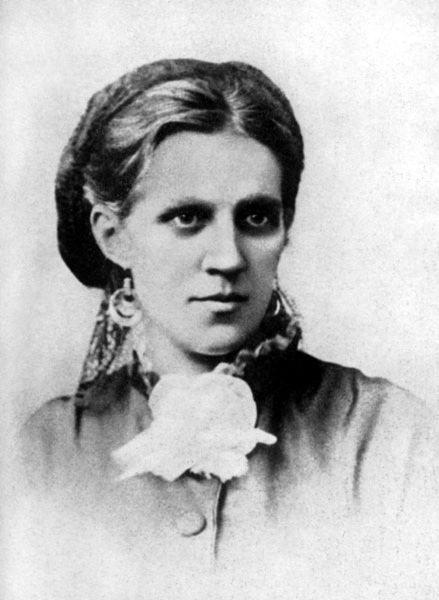
Anna Grigorievna Dostoievskaia, a doua soție a lui Feodor Dostoievski

«Mâhnirea profundă, aceasta a fost prima mea impresie: pentru prima dată în viață vedeam un om înțelept, bun, dar nefericit, ca și cum toți l-ar fi abandonat; un sentiment adânc de milă și compasiune s-a înfiripat în inima mea...» Astfel își amintește Anna Grigorievna primele întâlniri cu Dostoievski. Cei doi se căsătoresc la 15 februarie 1867 la Catedrala Sfânta Treime din Sankt Petersburg. La puțin timp după aceea, Anna asistă la una din înspăimântătoarele crize de epilepsie ale scriitorului, dar dovedește o stăpânire de sine admirabilă. Fericirea cuplului va fi mai degrabă umbrită de relațiile ostile dintre Anna și rudele lui Dostoievski (Pavel Isaev, fiul vitreg din prima căsătorie, sau Emilia Feodorovna Dostoievskaia, soția lui Mihail Dostoievski), decât de instabilitatea nervoasă a scriitorului. Pe 14 aprilie 1867, cei doi miri părăsesc Rusia, cu intenția de a călători pentru trei luni în Europa. Amenințat fiind însă cu tribunalul de către creditori, Dostoievski hotărăște să prelungească șederea: soții se întorc astfel peste aproape patru ani.
Anna și Dostoievski se stabilesc mai întâi în Berlin, apoi se mută în Dresda. Scriitorul este fascinat de tablourile cu temă religioasă de la Gemäldegalerie Alte Meister, în special de cele care îl reprezintă pe Iisus Hristos. Accentul pus pe latura umană a Mântuitorului precum și statornicia obsedantă cu care sunt înfățișate Patimile i se par atât de diferite de frumusețea enigmatică a icoanelor ortodoxe. Călătoria continuă prin Frankfurt, Darmstadt, Heidelberg și Karlsruhe. În Basel, Dostoievski vizitează celebrul Kunstmuseum, unde este puternic impresionat de tabloul Trupul cel mort al lui Hristos în mormânt de Hans Holbein cel Tânăr și îl studiază îndelung. Observându-i reacțiile, Anna Grigorievna s-ar fi temut chiar că o nouă criză epileptică îl va cuprinde:
„Tabloul acesta? strigă prințul, lovit deodată de un gînd neașteptat. Tocmai 
tabloul acesta! Păi, eu cred că privind tabloul acesta, unii ar putea mai degrabă să-și 
piardă credința decît să se întărească în ea!”—F.M.Dostoievski, Idiotul, traducere de Nicolae Gane
„Eu nu eram în stare să mă uit la acel tablou: așa de puternic era efectul lui asupra mea, mai ales din cauza condiției mele bolnăvicioase, și de aceea am plecat în altă sală. Când, m-am întors peste cincisprezece sau douăzeci de minute, l-am găsit pe Feodor Mihailovici continuând să stea în fața tabloului ca vrăjit. Pe fața lui agitată se citea aceeași expresie înfricoșată, pe care nu o dată mi-a fost dat să o văd în primele minute ale unui atac epileptic. Mi-am luat încet soțul de braț, am plecat într-o altă sală, ne-am așezat pe bancă așteptând în orice moment începutul crizei.”—A.G.Dostoievskaia, Amintiri

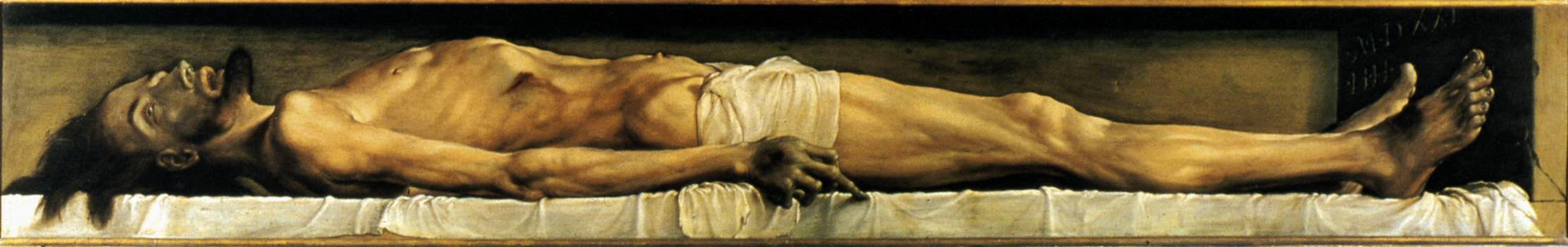

Foarte mulți critici au identificat influența lui Holbein asupra personajului Mîșkin din romanul Idiotul, o figură hristică, golită parcă de substanța divină. De altfel, capodopera pictorului german este invocată de un personaj al romanului, Ippolit, ca dovadă supremă că nu există nemurire, nici înviere, și că viața este condusă de forțele haosului: «Tabloul acesta parcă e menit anume să trezească ideea unei puteri oarbe, sfidătoare, de o veșnicie stupidă căreia totul îi e supus și care fatal ți se impune.»

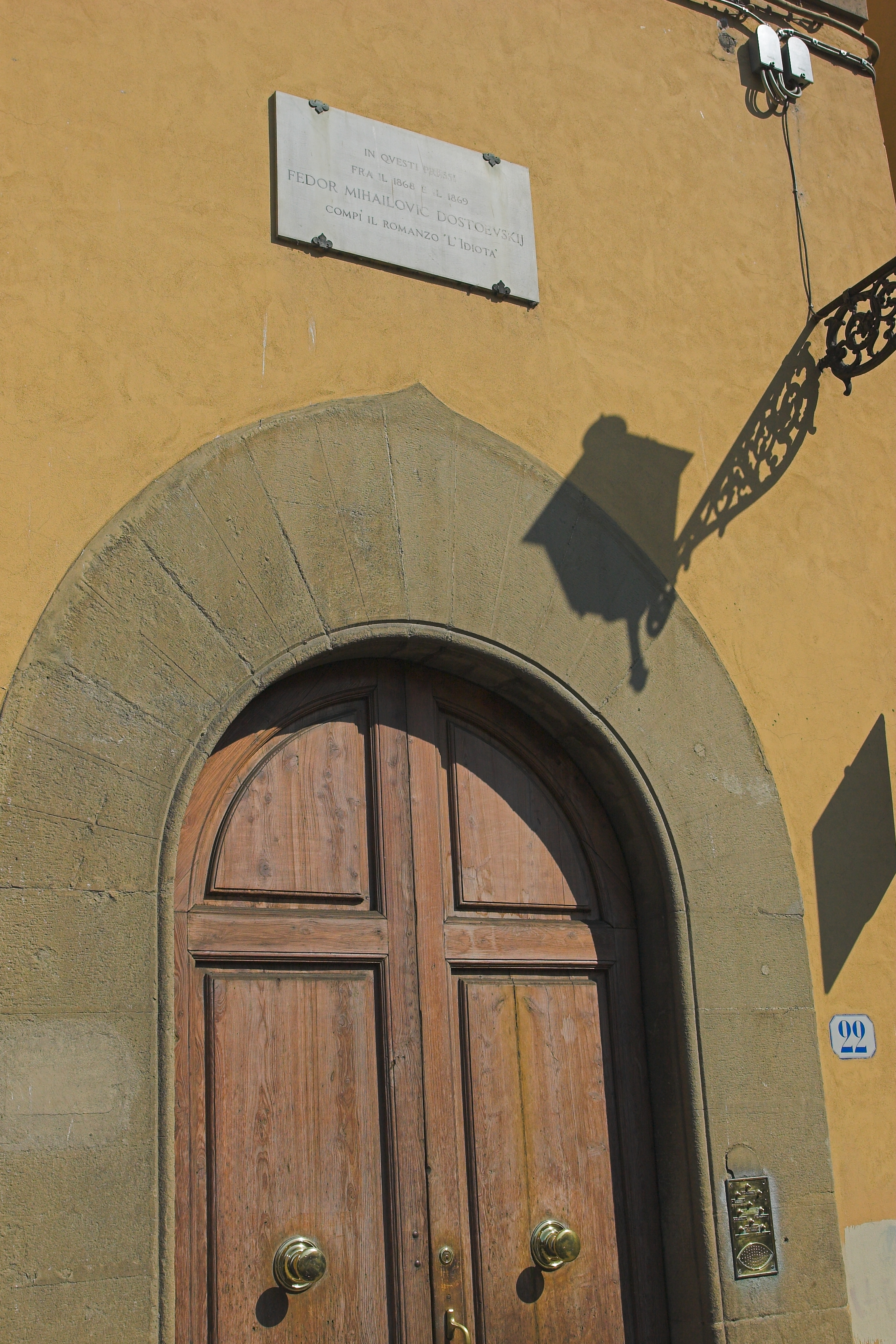
Casa din Florența unde Dostoievski a terminat scrierea romanului Idiotul.

La 13 august 1867, Anna și Dostoievski se stabilesc în Geneva. Dostoievski corespondează cu Apollon Maikov, exprimându-și adesea dorul de casă și disprețul față de unii atei aroganți ca Turgheniev, care nu reușesc să descifreze în Hristos «reprezentarea sublimă a omului» și «idealul omenirii în vecii vecilor». Scriitorul începe să lucreze, din septembrie 1867, la un nou roman, dar procesul de creație este foarte anevoios și dezordonat, din cauza tot mai frecventelor crize de epilepsie și a dificultăților financiare. După numeroase răzgândiri asupra subiectului și personajelor, Dostoievski reușește să trimită în ianuarie 1868 Mesagerului rus primele părți ale romanului Idiotul. La 5 martie i se naște primul copil, Sofia, care va muri de pneumonie trei luni mai târziu. La moartea fetiței, scrie Anna Grigorievna, Dostoievski «plângea în hohote, ca o femeie, stînd lângă trupușorul rece al copilei sale și-i săruta neîncetat fețișoara albă și mânuțele. N-am mai văzut niciodată o disperare atât de violentă.»  Nemaisuportând atmosfera Genevei, încărcată de amintirea copilului, cuplul se mută la Vevey, apoi la Milano și Florența, unde petrec iarna dintre anii 1868 și 1869. Romanul Idiotul este finalizat acolo, în ianuarie 1869, iar publicarea are loc în Mesagerul rus în februarie. Personajul principal al cărții, gentilul și copilărosul prinț Mîșkin, care se întoarce în Rusia după patru ani de tratament împotriva epilepsiei la o clinică din Elveția, este adesea comparat cu personaje precum Don Quijote al lui Cervantes, Samuel Pickwick al lui Dickens sau „Cavalerul sărman” din poezia lui Pușkin.
La 26 septembrie 1869, în Dresda, se naște cel de-al doilea copil al lui Dostoievski, Liubov. Între timp, scriitorul se confruntă cu o dependeță cruntă de jocurile la ruletă. După cum mărturisește, Anna Grigorievna:
„Mi s-a părut că e vorba chiar de o anume înjosire, nedemnă de caracterul lui elevat, și-mi era greu și dureros să recunosc această slăbiciune, a scumpului meu soț. In curînd, însă, am înțeles că nu este vorba doar de o « lipsă de voință », ci de o pasiune pustiitoare, de o stihie, împotriva căreia nu pot lupta nici caracterele ferme.”—A.G.Dostoievskaia, Amintiri, traducere de Leonida Teodorescu
După promisiuni fierbinți făcute soției, că va renunța la jocurile de noroc, urmate apoi de recidive, se pare că Dostoievski reușește în cele din urme să abandoneze acest viciu. În aprilie 1871, vizitează ultimul cazino în Wiesbaden.
În perioada 1868-1870, Dostoievski lucrează la mai multe romane, Ateism, Viața unui mare păcătos și Eternul soț, dar numai ultimul se concretizează și este publicat în 1870 în revista Răsărit (Заря). Vestea asasinării lui Ivan Ivanov din 21 noiembrie 1869 de către colegii săi din grupul socialist revoluționar al lui Serghei Neceaev îl determină pe Dostoievski să înceapă un nou roman: Demonii. Inițial conceput ca o lucrare polemică care să dezbată temele politice ale momentului și să expună consecințele distructive ale nihilismului, Demonii devine unul din cele mai importante romane dostoievskiene. La 8 iulie 1871, soții Dostoievski se întorc în Sankt Petersburg după o absență de patru ani.

### Întoarcerea în Rusia (1871–1875)

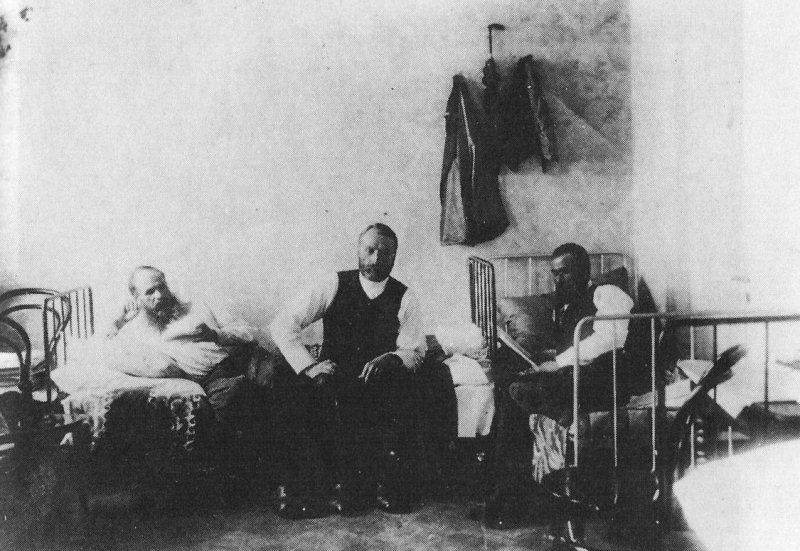
Dostoievski se află sub arest în Sennaia Ploșad (Piața cu fân) din Sankt Petersburg în zilele de 21 și 22 martie 1874 pentru o încălcare minoră a legii cenzurii.

La Sankt Petersburg, Dostoievski reia legătura cu poetul Apollon Maikov, care îl introduce în cercul literar-politic al prințului Vladimir Meșerski. Prințul patronează un ziar conservator subvenționat de stat, Cetățeanul (Гражданин), la care contribuie și Dostoievski în 1873 cu articole periodice. «Despre ce voi vorbi? Despre tot ce mă impresionează și mă pune pe gânduri.» scrie Dostoievski în articolul-program al unei serii ce se va numi Jurnalul unui scriitor. Următoarele cincisprezece articole sunt detalii autobiografice, polemici cu alți scriitori (precum Leskov și Nekrasov), opinii estetice despre pictură și teatru, comentarii politice sau chiar lucrări de ficțiune (povestirea Bobok). Tot în acești ani, scriitorul reia legătura cu vechiul colaborator Nikolai Strahov și îi cunoaște pe frații Vsevolod și Vladimir Soloviov sau pe Constantin Pobedonosțev, instructorul personal al țareviciului Alexandru. Pobedonosțev, care va deveni mai târziu ober-procurorul Sfântului Sinod, influențează mult traseul politic al lui Dostoievski spre conservatorism. Între 1873 și aprilie 1874, scriitorul lucrează ca redactor la Cetățeanul, dar experiența îi cauzează multe neplăceri. În ianuarie 1873, publică un articol al prințului Meșerski în care țarul Alexandru al II-lea este citat fără aprobare specială. Cum răspunderea legală îi aparține redactorului și nu autorului, Dostoievski este somat să plătească o amendă de douăzeci și cinci de ruble și să execute două zile de detenție. Mai mult de atât, lucrul în redacția Cetățeanului îi expune sănătatea la noi pericole: Dostoievski va fi deranjat de o tuse acută și de probleme de respirație. Este începutul unui emfizem pulmonar de la care i se va trage și moartea.

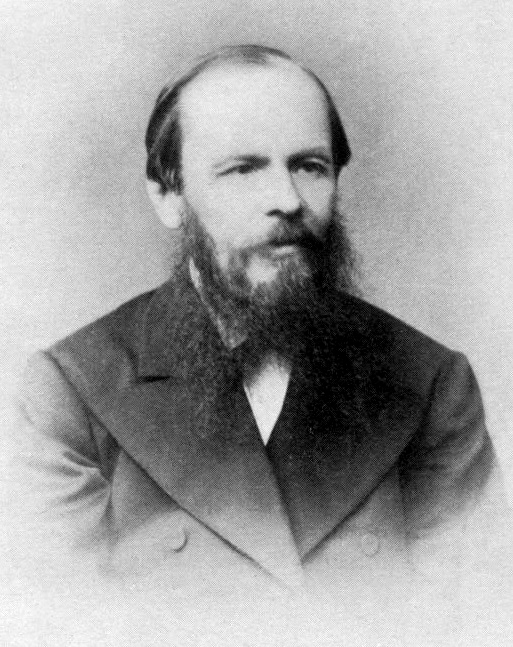
Feodor Dostoievski, 1876

La 16 iulie 1871, se naște fiul scriitorului, Feodor Feodorovici Dostoievski. Situația financiară a familiei este foarte strâmtorată. Datoriile acumulate în anii 1860 din afacerile fratelui Mihail sau din întreținerea ziarelor Vremea și Epoca se ridică, la revenirea scriitorului în Rusia, la 25.000 de ruble. Vânat de creditori, Dostoievski este nevoit să amaneteze unele bunuri și să își schimbe domiciliul: vinde casa din cartierul Peski și se mută într-un apartament din apropierea Institutului de Tehnologie. Din cauza emfizemului pulmonar, se retrage în timpul verilor, precum și în iarna dintre anii 1874 și 1875 la Staraia Russa, un mic oraș, cunoscut pentru apele minerale, aerul curat și băile de noroi. Petrece de asemenea câteva săptămâni (iulie 1874 și iunie 1875) în stațiunea balneară germană Bad Ems, unde, la sosire, primește diagnosticul de «catar temporar». Starea sănătății i se ameliorază considerabil datorită băilor termale. Între timp, găsește inspirația pentru un nou roman, Adolescentul, pe care îl începe în februarie 1874. La 10 august 1875 se naște ultimul copil, Aleksei (Alioșa). Băiatul va suferi de epilepsie încă de la aproape trei ani; la 16 mai 1878 este atacat de o criză convulsivă atât de puternică încât își dă suflarea după douăsprezece ore de chin. Părinții sunt îndurerați, iar sora, Liubov Dostoievskaia, traumatizată de imaginea convulsiilor, va dezvolta tulburări nervoase. «Feodor Mihailovici a fost zguduit îngrozitor de această moarte. [...] îl chinuia mai ales faptul că băiatul a murit de epilepsie, boala pe care a moștenit-o de la el.» își amintește Anna Grigorievna Dostoievskaia.
Romanul Demonii apare de-a lungul anului 1872 sub formă de foileton în Mesagerul rus. Terminat la 26 noiembrie 1872, este republicat în volum în ianuarie 1873 de către o companie înființată chiar de cuplul Dostoievski, la inițiativa Annei Grigorievna. Ideea riscantă a soției de a investi în tipărirea cărților și de a le distribui dintr-o librărie improvizată chiar în apartamentul familiei le va aduce stabilitatea financiară. Romanul Demonii este un adevărat succes și se vinde în 3000 de exemplare. Compania lui Dostoievski continuă cu publicarea unei ediții din Idiotul și a altor lucrări minore. Satiră politică și caricatură ideologică a unor curente precum nihilismul, idealismul liberal, utilitarismul și ateismul, romanul Demonii îl va anatemiza pentru totdeauna pe Dostoievski în ochii radicalilor. La sfârșitul anului 1875, Dostoievski termină Adolescentul, deși părți ale romanului apar în Note patriotice încă din luna ianuarie. Adolescentul prezintă viața lui Arkadi Dolgoruki, copilul ilegitim al aristocratului Versilov și al unei femei sărace. Tema cărții este conflictul dintre generații și relația dintre tată și fiu. Dostoievski va dezvolta mai pe larg această problemă în Frații Kramazov.

### Ultimii ani (1876–1881)

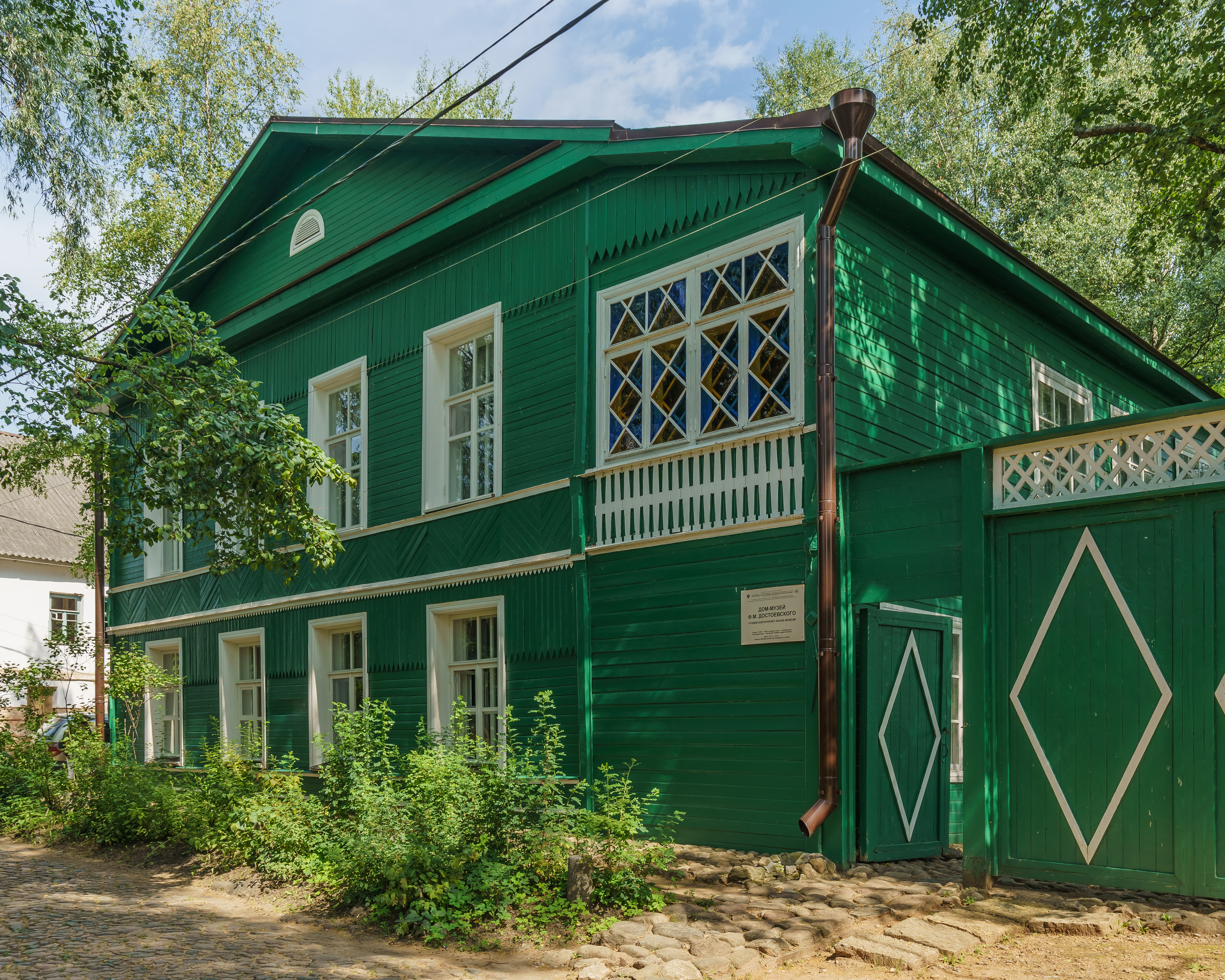
Casa lui Dostoievski din Staraia Russa, regiunea Novgorod

Dostoievski reia Jurnalul unui scriitor în 1876, dar de această dată proiectul prinde forma pe care ar fi dorit-o de la început: un ziar lunar independent, unde singurul editor, redactor și autor este chiar el. Publicul este captivat de stilul inedit al publicației, care îmbină cu măiestrie discuția temelor publice cu elemente de viață privată și lasă impresia cititorului că pătrunde în intimitatea scriitorului. Dostoievski continuă să cultive în articolele sale un melanj de specii jurnalistice și beletristice: eseul, memoriile, povestirea, schița, analiza (psihologică, politică, literară), sinteza, satira, pamfletul, polemica, alegoria sau corespondența cu cititorii. Un asemenea material eterogen, inegal tematic, dar și calitativ, poate fi încadrat doar cu foarte mare greutate de criticii literari. De altfel, antologiile de astăzi ale Jurnalului rețin doar câteva, cele mai semnificative estetic, din sutele de articole apărute în 1873, 1876–1877, 1880 și 1881. Dintre acestea, amintim Visul unui om ridicol (1877) -- povestea cu iz fantastic a unui tânăr, profund afectat de ideile materialiste și nihiliste, care, într-un moment de criză solipsistă începe să se îndoiască de existența universului și vrea să se sinucidă—sau O femeie blândă (1876) -- o anchetă psihologică a motivelor pentru care soția unui cămătar avar comite gestul disperat de a se arunca de la fereastră cu o icoană în mână. Jurnalul unui scriitor capătă și un puternic caracter politic, avansând doctrina naționalist-ortodoxă a scriitorului, pocivennicestvo, conform căreia intelighenția rusă trebuie să se întoarcă spre valorile strămoșești ale poporului. În contextul izbucnirii Războiului ruso-turc, Dostoievski militează pentru eliberarea popoarelor slave din Balcani și proclamă rolul mesianic al Rusiei de a elibera Constantinopolul și de a deveni centrul ortodoxismului. Din acest motiv, atacă romanul lui Tolstoi, Anna Karenina, care deși « perfect ca operă artistică » , trădează misiunea sfântă a Rusiei: Tolstoi își exprimă scepticismul și repulsia față de un asemenea război prin intermediul personajului Levin, promovat ca exemplu de moralitate. « Oameni precum autorul Annei Karenina sunt învățătorii societății noastre [...] Ce ne învață așadar învățătorii noștri? » izbucnește Dostoievski în una din paginile Jurnalului. Expansiunea ideilor socialiste în Europa precum și evenimente ca Războiul franco-prusac (1870-1871), instaurarea Comunei din Paris (1871) și distrugerea Palatului Tuileries de către revoluționarii marxisto-anarhiști îl vor determina pe Dostoievski să își piardă cu totul speranța în cultura europeană. Spre sfârșitul vieții va exprima în Jurnal idei extremiste: xenofobie, antieuropenism, antisemitism, anti-catolicism și anti-protestantism, toate pe fondul unui slavofilism și ortodoxism exacerbat.
Cu toate acestea, succesul Jurnalului este imens. Numerele din 1876 au 2.000 de abonați, iar alte 2.000-2.500 de copii se vând separat. În 1880 și 1881, cifra vânzărilor crește la 6.000, respectiv 14.000 de copii. Dostoievski primește scrisori de la cititori și este vizitat de admiratori de toate vârstele și ocupațiile. În 1876, cu ajutorul unui împrumut de la fratele Annei Grigorievna, reușește să cumpere o dacea în Staraia Russa. În vara aceluiași an, din cauza unor probleme respiratorii, vizitează Bad Ems pentru a treia oară și i se spune că mai poate spera la cincisprezece ani de viață dacă se mută într-o zonă cu climat sănătos. În toamna anului 1876, Pobedonosțev îi cere să trimită regulat un exemplar al Jurnalului țareviciului Alexandru. Entuziasmat, Dostoievski îi scrie direct prințului moștenitor, căruia îi mai dedicase cu trei ani înainte o copie a romanului Demonii, exprimându-și « iubirea nemărginită » pentru familia imperială. Mai mult de atât, scriitorul este onorat de însuși țarul Alexandru al II-lea, care îi solicită să discute cu fiii săi, Serghei și Pavel, astfel încât cei doi tineri să fie influențați într-un mod benefic de ideile lui. Reputația lui Dostoievski crește enorm datorită asocierii cu casa imperială. Este invitat frecvent la saloanele din Sankt Petersburg și cunoaște multe personalități, cum ar fi prințesa Sofia Tolstaia, Iacov Polonski, Serghei Witte, Aleksei Suvorin, Anton Rubinstein și Ilia Repin.

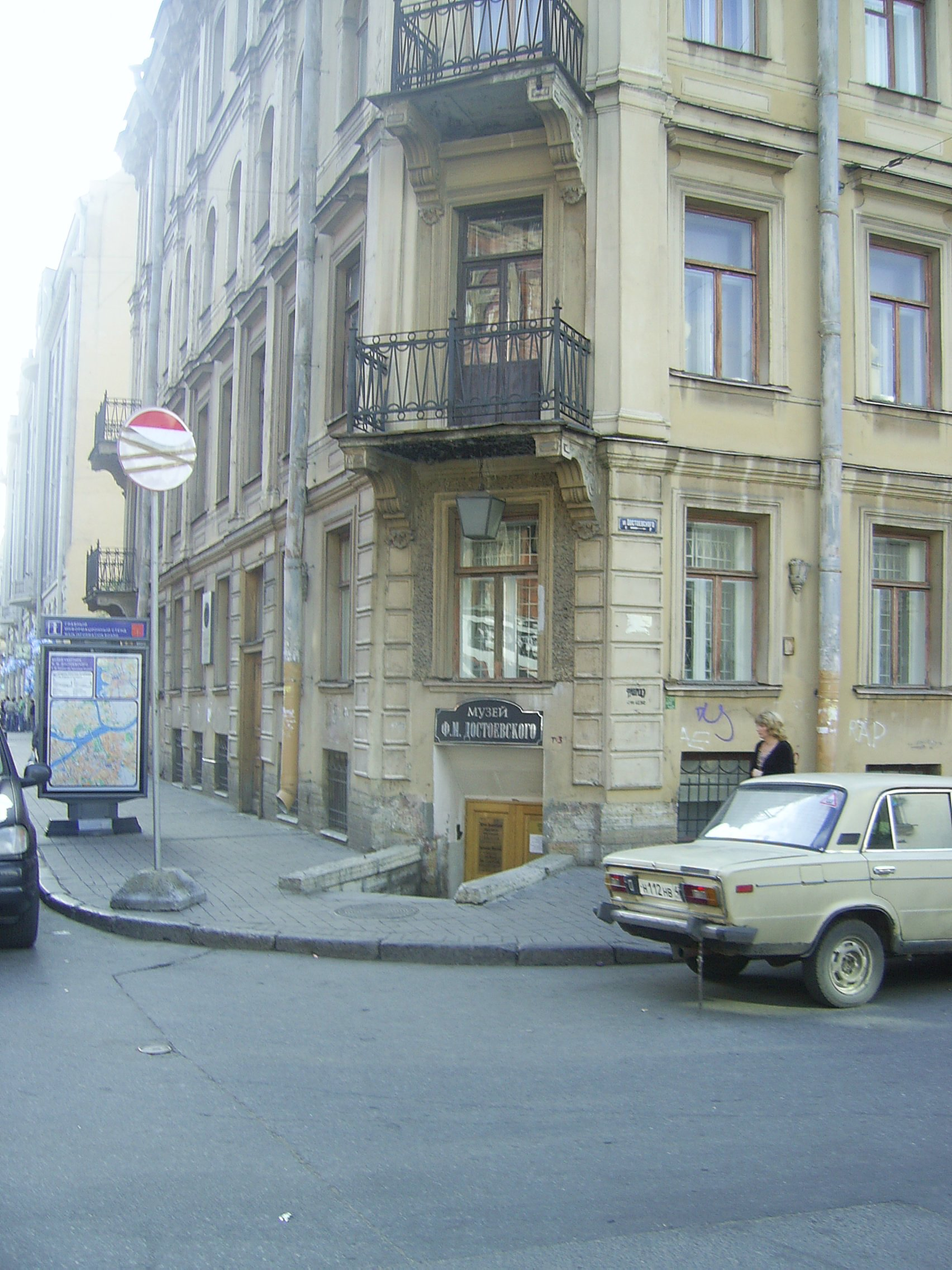
Muzeul Dostoievski din Sankt Petersburg se află în apartamentul în care a locuit scriitorul în 1846, pentru o scurtă perioadă, iar apoi la sfârșitul vieții, între octombrie 1878 și ianuarie 1881. Aici a scris două opere importante: nuvela din tinerețe Omul dedublat și ultimul său roman, Frații Karamazov.

Problemele de sănătate ale scriitorului se accentuează, iar în luna martie 1877 suferă patru atacuri epileptice. Convulsiile repetate îi afectează memoria de lungă durată. Contactat de jurnalistul și scriitorul P.V.Bîkov, care aduna detalii despre viața și opera scriitorilor ruși, Dostoievski răspune: « Vă declar simplu că în momentul de față sunt incapabil să vă furnizez biografia mea exactă [...] Ca urmare a crizelor mele epileptice, cu care totuși am reușit să mă obișnuiesc, aproape că mi-am pierdut memoria și - vă rog să mă credeți - am uitat (literalmente am uitat, fără cea mai mică exagerare) subiectele romanelor mele și personajele înfățișate, chiar și pe cele din Crimă și pedeapsă. » În vara anului 1877, scriitorul călătorește cu soția la conacul Maly Prikol din apropierea orașului Kursk, apoi vizitează Darovoie, reședința estivală a copilăriilor sale. În octombrie Dostoievski anunță că va suspenda pentru doi ani publicarea Jurnalului din cauza afecțiunilor medicale, dar și pentru că dorește să se dedice exclusiv beletristicii. Participă la înmormântarea poetului Nekrasov și ține o cuvântare elogioasă în cinstea lui, plasându-l ca valoare chiar după Pușkin și Lermontov. Un grup de tineri radicali, discipoli ai lui Cernîșevski, care asociau cauza lor revoluționară cu versurile lui Nekrasov protestează vehement în acel moment, susținând că poetul se află deasupra celor doi romantici « byroniști ».
Cu toată animozitatea pe care i-o arată radicalii, Dostoievski este privit cu venerație și nemărginită admirație, aproape ca un profet, de o bună parte a societății. Devine membru onorific al Academiei Ruse de Științe, din partea căreia primește un certificat de onoare în februarie 1879. Moartea fiului Alioșa îl determină să renunțe la participarea la un congres internațional din Paris despre drepturile autorului. Soții Dostoievski se mută într-un nou apartament, bântuiți fiind de amintirea copilului. În aprilie 1878, scriitorul așterne primele idei pentru viitorul roman, Frații Karamazov, deși se folosește și de unele elemente din proiectele anterioare, abandonate, precum Viața unui mare păcătos. Procesul de creație este de această dată neabătut. Personajele principale și tema centrală, paricidul, se conturează încă de la început, iar cartea este publicată în Mesagerul rus în porții periodice între februarie 1879 și noiembrie 1880. Prin Frații Karamazov, romanul unei familii, Dostoievski vrea să creeze imaginea răsturnată a seriei Les Rougon-Macquart de Émile Zola. Determinismului zolian bazat pe ereditate Dostoievski îi opune credința în libertatea nestrămutată a individului, a personalității umane. Romanul plasează în centru o suită de personaje fascinante: moșierul hedonist și vulgar Feodor Karamazov, precum și fiii săi — nestatornicul și impetuosul Dmitri, inocentul și piosul Alioșa, raționalistul ateu Ivan și insidiosul bastard Smerdiakov. Temele abordate sunt moralitatea, liberul arbitru și existența lui Dumnezeu.
În 1878, Dostoievski este admis în consiliul de administrație al Societății Slave de Binefacere din Sankt Petersburg, o organizație care promovează panslavismul, precum și în Asociația Internațională Literară și Artistică, ce are ca membri scriitori de calibru, precum Victor Hugo, Ivan Turgheniev, Paul Heyse, Alfred Tennyson, Anthony Trollope, Henry Longfellow, Ralph Waldo Emerson și Lev Tolstoi. Dostoievski nu va căuta însă compania unor literați europeni și nu se va implica efectiv în viața culturală a acestora. Cu Turgheniev, campionul ideilor liberale și occidentale, are, ca de obicei, o relație tensionată. Pe Tolstoi nu îl va cunoaște niciodată, cu toate că cei doi sunt la un pas să se întâlnească în martie 1878, când amândoi asistă la Prelegerile despre umanitatea divină ale lui Vladimir Soloviev. Nicolai Strahov, care îl însoțea atunci pe Tolstoi a susținut că Tolstoi i-ar fi cerut să nu-l introducă nimănui și astfel întâlnirea istorică a fost ratată. Chiar dacă opiniile pe care unul le-a nutrit pentru opera celuilalt au oscilat de-a lungul anilor, Dostoievski și Tolstoi s-au studiat mereu reciproc cu seriozitate. Romanul Copilăria, citit în timpul exilului în Semipalatinsk, a rămas una din cărțile favorite ale lui Dostoievski, în timp ce Amintiri din casa morților este plasat de Tolstoi în sfera cea mai înaltă a artei, cea izvorâtă din « iubirea față de Dumnezeu și de seamăn » alături de Mizerabilii sau Coliba unchiului Tom.

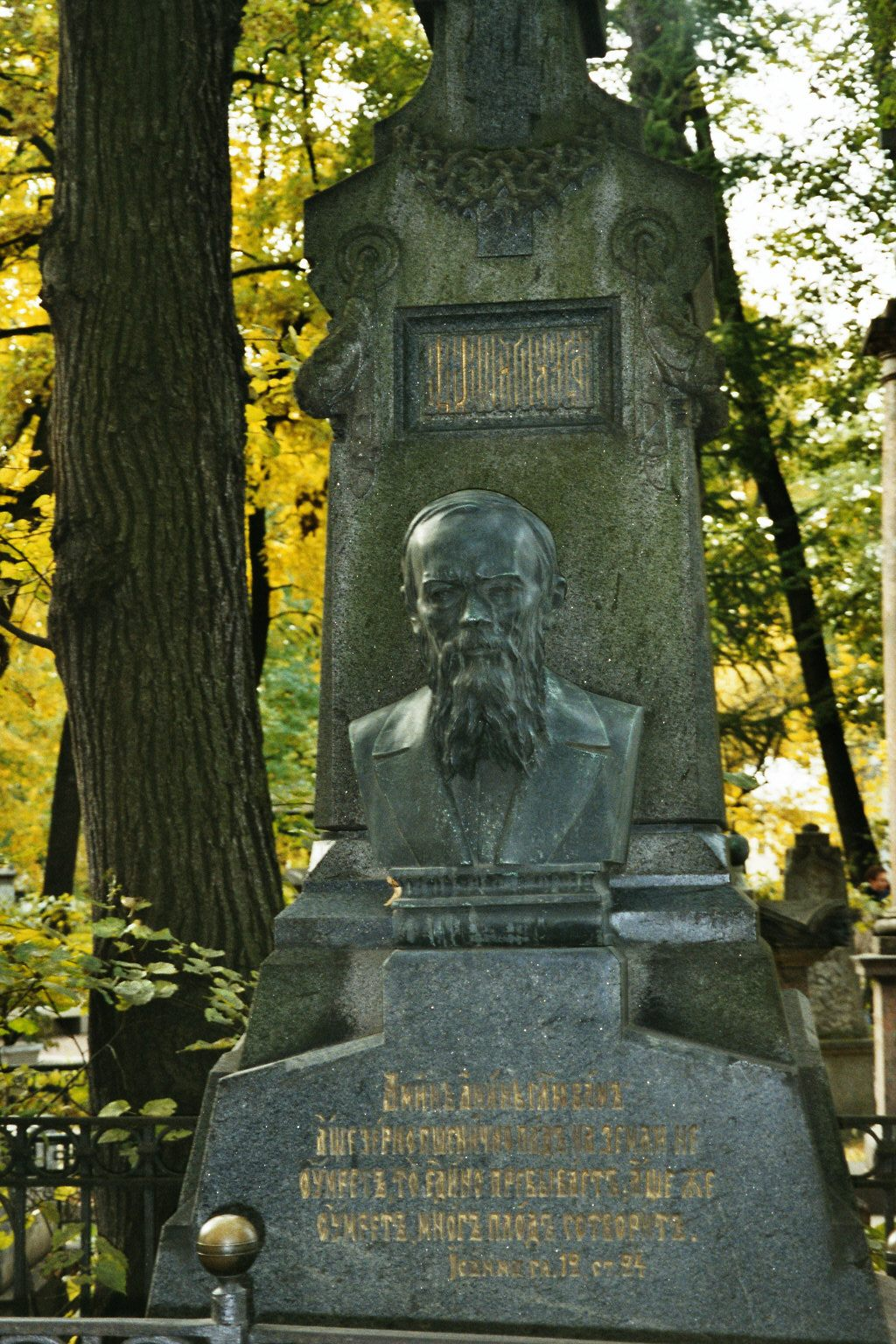
Mormântul lui Dostoievski

La începutul lunii august 1879, Dostoievski întreprinde a patra și ultima călătorie la Bad Ems, dar nu reușește să își trateze emfizemul pulmonar. În anul 1880, este invitat să țină un discurs în cadrul unei ceremonii de dezvelire a monumentului lui Pușkin din Moscova. Evenimentul suferă mai multe amânări și durează trei zile. Discursul lui Dostoievski este planificat pe 8 iunie 1880. Cu o zi înainte cuvântează Turgheniev, dar dezamăgește audiența prin refuzul de a-l ridica pe Pușkin la rangul de scriitor « național », la fel cum erau considerați Shakespeare, Goethe sau Molière. Acest refuz este perceput de ascultători ca o încercare de a diminua importanța culturii ruse în raport cu cea europeană sau ca o bagatelizare a operei lui Pușkin. Dostoievski, în schimb, aflat în lumina proaspetelor succese cu Frații Karamazov și livrând un discurs electrizant și mesianic, este primit cu aplauze și atinge nu doar apogeul carierei, ci apoteoza. « Ce sunt succesele mele din Petersburg? Nimic, zero pe lângă asta! » exclamă romancierul într-o scrisoare adresată soției; « mă întrerupeau cu aplauze furtunoase la fiecare pagină, uneori chiar la fiecare frază. Eu citeam tare, cu patos. Când am proclamat la sfârșit unitatea universală a umanității, sala părea să fi intrat în isterie » Constantin Staniukovici laudă discursul în eseul său Jubileul lui Pușkin și cuvântarea lui Dostoievski și constată că « limbajul lui Dostoievski chiar seamănă cu o predică. El vorbește cu tonul unui profet [...] este foarte profund, sincer și înțelegem că vrea să stârnească emoțiile ascultătorilor ». Gleb Uspenski își amintește: « Vorbea cu simplitate, ca și cum ar fi purtat o conversație cu niște cunoscuți, fără să declame fraze umflate sau să arunce capul pe spate. Simplu și clar, fără devieri sau ornamentații inutile, spunea că găsește în Pușkin un exponent al aspirațiilor, speranțelor și dorințelor publicului care îl asculta în acel moment, în acea sală. A făcut posibil, cum ar veni, ca Pușkin însuși să se înființeze în acea sală, și prin gura lui să explice celor adunați câte ceva despre îngrijorările lor prezente, despre angoasele lor. Înainte de F.M.Dostoievski nimeni nu a mai făcut asta și acesta este motivul pentru succesul extraordinar al discursului. »

### Moartea

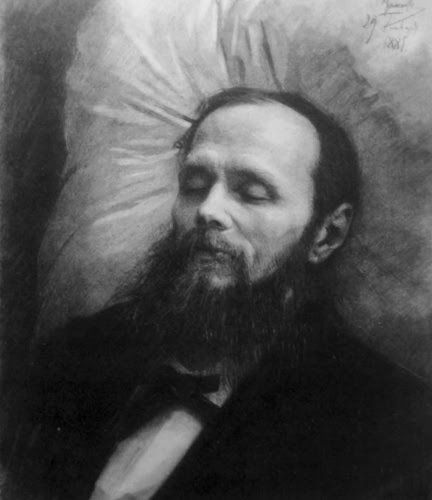
Dostoievski pe catafalc, desen de Ivan Kramskoi, 29 ianuarie 1881.

La 25 ianuarie 1881, înainte de miezul nopții, poliția efectuează o percheziție în apartamentul vecinului lui Dostoievski, Aleksandr Barannikov, suspectat pe bună dreptate de colaborare cu gruparea teroristă de extremă-stânga Voința Poporului (Народная Воля). Barannikov și Dostoievski au trăit două luni și jumătate în același imobil, dar este foarte posibil ca scriitorul să nu fi știut cine este vecinul său și cu ce se ocupă. Nu se cunoaște nici dacă poliția nu l-a interogat pe Dostoievski în timpul nopții din dorința de a aduna informații despre Barannikov. Dostoievski, conservator convins, ar fi fost foarte afectat de vestea că se pregătește asasinarea țarului. Cert este că în ziua care a urmat percheziției, Dostoievski suferă o hemoragie pulmonară. Bagatelizează afecțiunea pentru a nu-și alarma soția, dar când hemoragia se repetă în după amiaza aceleiași zile, Dostoievski cheamă un doctor și un preot pentru spovedanie și împărtășanie.
În dimineața zilei de 28 ianuarie, Anna Grigorievna Dostoievskaia se trezește și își găsește soțul fixând-o cu privirea. « Știi, Ania, îmi spuse Feodor Mihailovici aproape în șoaptă, nu dorm de trei ore și mă tot gândesc, dar abia acum mi-am dat limpede seama că am să mor astăzi. » își amintește ea. Este rugată să citească la întîmplare din Noul Testament pe care Dostoievski îl mai păstra de la femeile decembriste din Tobolsk. În mod incidental, Anna Grigorievna citește din Evanghelia după Matei, cap. 3, v.14-15:
„Ioan însă îl oprea, zicând : Eu am trebuință să fiu botezat de Tine, și Tu vii la mine ? 
 Și răspunzînd. Iisus a zis către el: Nu Mă opri, că așa se cuvine nouă să împlinim marele adevăr”

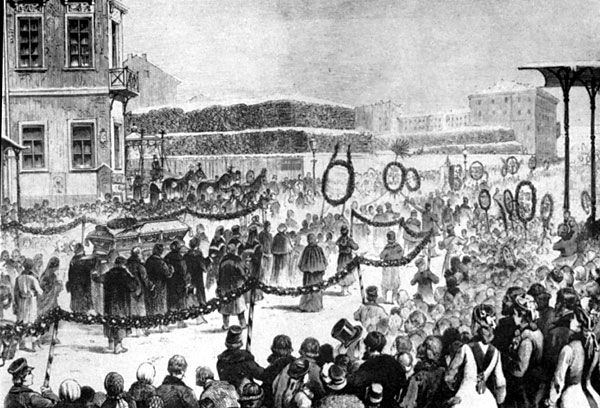
Funeraliile lui Dostoievski

Ascultând aceste versete, Dostoievski răspunde: « Auzi — „nu Mă opri” , înseamnă că am să mor ». În următoarele ore, scriitorul are o a treia hemoragie și se stinge sub privirile îndurerate ale soției. Este înhumat la cimitirul Tihvin de la Mânăstirea Alexandr Nevski, Sankt Petersburg, lângă mormintele unor poeți pe care i-a iubit: Nikolai Karamzin și Vasili Jukovski. După unele surse, 40.000-50.000 de oameni ar fi fost prezenți la ceremonia de înmormântare, sau poate chiar 100.000. Toți reprezentanții vieții cultural-politice din Rusia l-au omagiat, chiar și cei aparținând sferelor mai radicale. Pe piatra de mormânt a scriitorului stau scrise următoarele cuvinte din Noul Testament:
„Adevărat, adevărat zic vouă că dacă grăuntele de grâu, când cade în pământ, nu va muri, rămâne singur; iar dacă va muri, aduce multă roadă.”—Sfânta Evanghelie după Ioan, 12:24

## Opera

### Încadrare: realism social și fantastic. Caracterul profetic și mitic
Feodor Dostoievski este un reprezentant al realismului literar pentru că prezintă cu fidelitate aspecte din viața și societatea contemporană. După cum singur avea să recunoască: « Mi se spune că sunt un psiholog; nu este adevărat, eu sunt doar un realist în sensul mai înalt al cuvântului, adică un realist care înfățișează toate adâncimile sufletului uman ». Primele opere ale scriitorului, în special Oameni sărmani, aparțin, conform lui Vissarion Belinski, realismului social, datorită capacității de a analiza discrepanțele uriașe dintre viețile bogaților și cele ale săracilor din societatea rusă. Influențele lui Gogol și George Sand din Omul dedublat, respectiv Un hoț cinstit sunt atât de evidente, încât Dostoievski a fost acuzat chiar de plagiat de către unii contemporani ai săi. Câțiva critici au plasat creațiile de debut ale scriitorului în fruntea « naturalismului sentimental » (termen introdus de Apollon Grigoriev).
Evoluția ulterioară a operei lui Dostoievski a cunoscut un viraj surprinzător spre literatura fantastică. În Jurnalul unui scriitor apar trei povestiri de acest gen: Bobok, Visul unui om ridicol și O femeie blândă. În Bobok, naratorul asistă într-un cimitir la conversațiile morților despre jocurile de cărți și scandalurile politice, iar în Visul unui om ridicol, eroul experimentează o călătorie onirică spre o insulă idilică, identificată ca fiind « pământul înainte de Căderea în păcat ». Elemente fantastice apar, într-o formă mai subtilă, și în marile romane. În Frații Karamazov, Ivan discută cu diavolul, o plăsmuire morbidă a propriei imaginații, iar romanul Idiotul evoluează, conform lui Mihail Bahtin, « într-o atmosferă fantastică de carnaval », în care Mîșkin este principiul raiului, iar Nastasia Filippovna cel al iadului carnavalesc. Episodul din Crimă și pedeapsă, în care Raskolnikov își visează victima, pe Aliona Ivanovna, cum râde spasmodic a fost comparat, tot de Bahtin, cu imaginea bătrânei contese, care, din coșciug, îi face semn cu ochiul ucigașului ei în nuvela fantastică Dama de pică de Pușkin. În Omul dedublat, motivul romantic doppelgänger (двойник) pare inspirat din Elixirele diavolului de Hoffmann. Nu se poate neglija nici influența ficțiunii gotice: siniștrii și violenții Stavroghin (Demonii) și Rogojin (Idiotul), femmes fatales precum Nastasia Filippovna (Idiotul) și Katerina Ivanovna (Frații Karamazov), cu aura lor vampirică, efectele melodramatice și întrebuințarea fără măsură a coincidențelor sunt elemente care par insuflate de autori gotici ca Ann Radcliffe, Charles Maturin, Frédéric Soulié și Edgar Allan Poe pe care Dostoievski i-a studiat cu atenție. Ceea ce diferențiază însă arta lui Dostoievski de literatura fantastică, de romantism și de romanul gotic este capacitatea lui de a situa personaje și evenimente excepționale într-un context contemporan și de a le da credibilitate și o dimensiune spirituală și psihologică. Romanele dostoievskiene nu lasă niciodată impresia că ar păși în afara realității apăsătoare. Din acest motiv, se spune că opera lui Dostoievski se înscrie în realismul fantastic.
„Eu privesc realitatea (în artă) într-un mod deosebit, și ceea ce majoritatea consideră aproape fantastic și excepțional, este uneori pentru mine însăși esența realității. Caracterul cotidian al evenimentelor și concepția stereotipă la adresa lor nu înseamnă încă, după părerea mea, realism, ba poate chiar din contra.”—Dostoievski, Scrisoare către Nikolai Strahov, 26 februarie 1869
În volumul Aspecte ale romanului, E.M. Forster îl așează pe Dostoievski alături de Melville, D. H. Lawrence sau Emily Bronte într-o categorie stilistică numită « ficțiunea profetică », pe care o definește astfel: « Tema [profetului] este universul sau ceva universal [...] Își propune să cânte, iar stranietatea cântecului său reverberat în saloanele ficțiunii ne obligă să trecem printr-un șoc. » Deși Forster folosește cuvântul profetic în mod metaforic, profetismul lui Dostoievski poate fi interpretat, într-o anumită măsură, și literal. Un exemplu interesant este ultimul vis al lui Raskolnikov, care, internat la infirmeria închisorii, prevede, în haosul delirului, invazia unei « ciume » nihiliste în Rusia și Europa:
„I se părea mereu că lumea întreagă este osândită să cadă victimă unei ciume înfiorătoare, nemaiauzită și nemaivăzută, venind din străfundurile Asiei spre Europa. Toți erau condamnați să piară, în afară de câțiva aleși. Apăruseră niște trichine noi, niște vietăți microscopice, care pătrundeau în corpul omului. Acestea erau, de fapt, niște spirite înzestrate cu rațiune și voință. Oamenii în corpul cărora pătrundeau turbau și-și pierdeau mințile. Dar niciodată, niciodată oamenii nu s-au considerat atât de inteligenți și atât de siguri de adevărul lor ca cei atinși de boală. Li se părea că niciodată n-au existat verdicte, deducții științifice, convingeri morale și credințe mai neclintite ca ale lor. Sate întregi, orașe întregi, popoare întregi se molipseau și cădeau pradă nebuniei. Toți erau agitați și nu se înțelegeau între ei; fiecare credea că el singur cunoaște adevărul și se chinuia, uitându-se la ceilalți, se bătea cu pumnul în piept, plângea și-și frângea mîinile. Oamenii nu mai știau să judece ce este bine și ce este rău. Nu știau pe cine să condamne și pe cine să achite. Se omorau între ei într-o furie absurdă.”—Dostoievski, Crimă și pedeapsă, epilog, II, traducere de Ion Covaci
Criticul sloven Janko Lavrin, care a asistat la Revoluția Rusă din 1917 și i-a cunoscut pe Vladimir Lenin, Leon Troțki și alți lideri comuniști, consideră pasajul « profetic prin simbolismul său ». Dostoievski este socotit de asemenea și un scriitor mitic, la fel ca Herman Melville, pentru modul în care operează cu elemente de folclor și mitologie. Studiul Mit. Ritual. Simbol. Imagine de Toporov inventariază folosirea frecventă a numerelor magice (100, 1000, 10000) în romanul Crimă și pedeapsă, precum și a momentului de timp crepuscular, specific, în basme, manifestării elementelor fantastice. În Frații Karamazov, motivul celor trei frați, dintre care mezinul, cel mai naiv, se dovedește a fi și cel mai înzestrat spiritual, pare de asemenea preluat din tehnica basmului.

### Stilul. Timp și spațiu. Temele

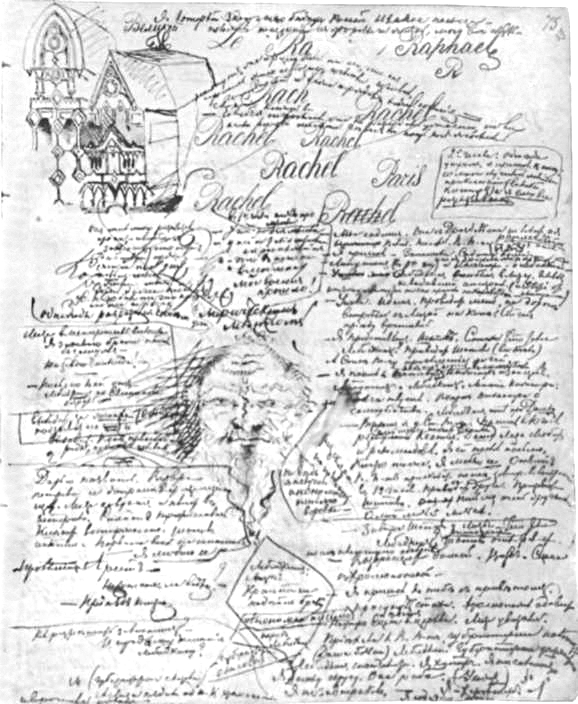
O pagină din manuscrisul romanului Demonii (1870-1871)

Dostoievski a creat opere de o imensă putere hipnotică, însuflețite de scene dramatizate (conclavuri) în care personajele, într-o atmosferă înfierbântată sau scandaloasă, se antrenează în dialoguri socratice à la russe despre existența lui Dumnezeu, problema răului și suferințele celor inocenți. Tipologia personajelor sale este relativ simplă: creștini umili (prințul Mîșkin, Sonia Marmeladova, Alioșa Karamazov), nihiliști autodistructivi (Svidrigailov, Smerdiakov, Stavroghin, omul din subterană), depravați cinici (Feodor Karamazov), intelectuali rebeli (Raskolnikov, Ivan Karamazov). Eroii lui Dostoievski acționează sub impulsul ideilor și nu al instinctelor.
Acțiunea romanelor lui Dostoievski evoluează precipitat și spasmodic, este comprimată în timp și se consumă în câteva zile. Filologul Vladimir Toporov observă predilecția pentru excepțional și imprevizibil: cuvântul вдруг (deodată) apare de 560 de ori în romanul Crimă și pedeapsă și întreține senzația de tensiune, nervozitate și instabilitate. Ritmul alert și cadrul temporal restrâns îl ajută pe Dostoievski să se debaraseze de unul din stereotipurile operelor realiste, și anume coroziunea în timp a vieții umane. Personajele sale devin astfel întruchipări ale unor idei spirituale și se sustrag timpului, sunt atemporale. George Steiner evidențiază, din acest punct de vedere, contrastul dintre Dostoievski și Tolstoi. În timp ce Tolstoi este un creator de epopei homerice, care se desfășoară minuțios pe spații largi și perioade temporale îndelungate, Dostoievski este poetul tragic prin excelență. Făcând aluzie la lucrarea Nașterea tragediei de Nietzsche, Nikolai Berdiaev declară: « Creația lui Tolstoi este apolinică. Cea a lui Dostoievski dionisiacă.. Ritmul febril al prozei dostoievskiene, accentul pus pe individualitate, abundența dialogului și a monologului - toate acestea sunt caracteristici inconfundabile ale artei dramatice. În eseul Dostoievski și romanul-tragedie, Viaceslav Ivanov remarcă:
„Romanul lui Dostoievski este romanul catastroficului, pentru că întreaga sa dezvoltare se precipită ca o catastrofă tragică.  [...] avem înaintea noastră o tragedie amplificată, complicată înlăuntrul oricărei fapte și multiplicată, ca și cum am privi tragedia printr-o lupă și am vedea, repetat la nivelul fiecărei structuri moleculare, principiul tragic care guvernează întreg organismul.”
Opera lui Dostoievski este adesea asociată cu orașul Sankt Petersburg, un simbol al peisajelor urbane schimbătoare, despiritualizate de fenomenul modernizator, în care ființe marginalizate, inadaptabile se confruntă cu « maladii apocaliptice » precum nihilismul și materialismul. Berdiaev consideră că, pentru Dostoievski, « orașul este destinul tragic al omului [...] Totul este concentrat, înnodat în jurul omului, care a fost rupt de temeiul divin. » . La fel ca Tolstoi, Dostoievski se va raporta la idealurile Rusiei rurale, dar nu pe baza principiilor etice, ca autorul Annei Karenina, ci din pură iubire creștină. Opera târzie a scriitorului respinge cultura vestică și afirmă valorile ortodoxiei ruse și ale țarismului.
Așa cum observă Berdiaev, în centrul operei lui Dostoievski se află omul: « Omul este un microcosmos, centrul existenței, soarele în jurul căruia se învîrt toate. Totul este în om și pentru om. [...] Dostoievski a dezvoltat o nouă știință a omului.» Dostoievski analizează omenirea în integritatea ei. Teme obsedante precum crima, suicidul, nebunia, umilirea, mândria rănită, auto-distrugerea, colapsul valorilor familiei se întâlnesc (câteodată chiar la același personaj) cu iubirea, regenerarea spirituală prin suferință, smerenia, solidaritatea față de cei aflați în nevoie. Dostoievski percepe umanismul însă strict prin intermediul religiei creștine. Se distanțează de filozofi precum Ludwig Feuerbach, cel care avansase doctrina unui Om-Dumnezeu (întreaga umanitate) care ar putea să ia locul tradiționalului Dumnezeu-Om. De altfel, Feuerbach este satirizat în romanul Demonii prin intermediul personajului Kirillov, care postulează « Dacă nu există Dumnezeu, atunci eu sunt Dumnezeu ».
Concentrându-se mai mult pe umanitatea in extremis, pe omul care atinge trăiri de o intensitate maximă, Dostoievski nu a excelat și în descrierea vieții cotidiene, a peisajelor, a arhitecturii urbane, așa cum au reușit reprezentanți ai realismului (Balzac, Tolstoi, Turgheniev, Flaubert) sau ai naturalismului (Émile Zola). Nikolai Strahov, care îl cunoștea personal pe Dostoievski, afirmă: « Feodor Mihailovici nu a fost un maestru al călătoriilor; nu-l preocupau prea mult nici natura, nici monumentele istorice sau lucrările de artă, exceptându-le poate pe cele mai mari; toată atenția sa se concentra pe oameni și era captivat doar de natura și caracterul lor »

### Personaje
Criticul rus Mihail Bahtin evidențează caracterul polifonic al operei: eroii lui Dostoievski sunt conștiințe individuale, neînfrânate de voința creatorului. Spre deosebire de alți romancieri, pentru care personajele sunt concepute ca instrumente ale unui discurs auctorial unitar, Dostoievski polemizează cu tipuri umane distincte, cu viziune proprie și gândire independentă. E ca și cum operele sale nu ar avea un singur autor, ci ar fi scrise de oameni cu sisteme filozofice diferite: Raskolnikov, Mîșkin, Stavroghin, Ivan Karamazov, Marele Inchizitor. Romanul dostoievskian este, din acest motiv, un roman de idei, în care puncte de vedere conflictuale, întrupate de personaje inedite, se dezvoltă în contrapunct într-un crescendo insuportabil. Conform lui Bahtin, diversitatea eroilor lui Dostoievski amintește de o « viziune carnavalescă asupra lumii » și resuscitează forme literare antice precum dialogul socratic și satira menipee.

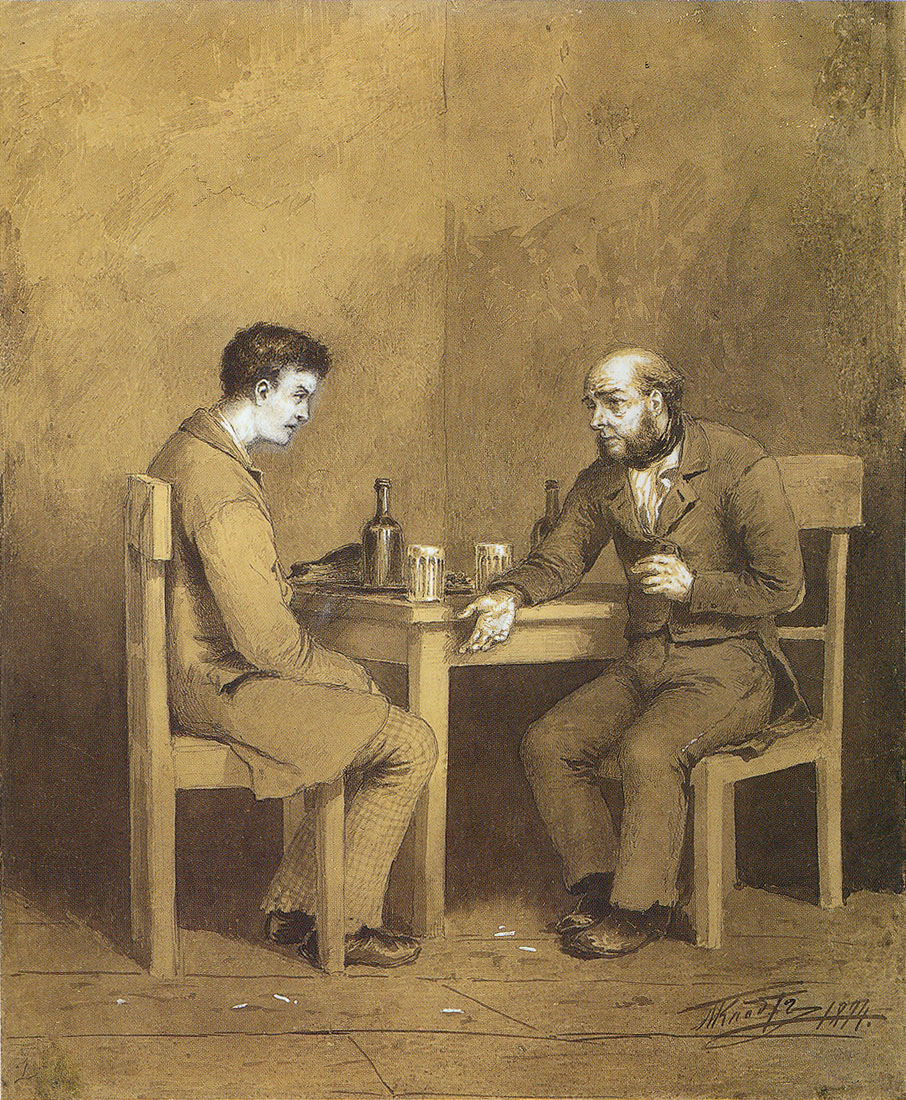
Studentul ucigaș Raskolnikov și bețivul Marmeladov, două personaje ale romanului Crimă și pedeapsă. Ilustrație de Mihail Petrovici Klodt.

Grație libertății maxime a personajelor sale de a alege binele sau răul, necondiționate de istorie, ereditate sau condiție socială, Dostoievski este considerat un gânditor existențialist, la fel ca Søren Kierkegaard, Friedrich Nietzsche sau Jean-Paul Sartre. În eseul Existențialismul este un umanism, Sartre consideră afirmația lui Dostoievski din Frații Karamazov « Dacă Dumnezeu nu există, totul va fi permis » punctul de plecare al crizei existențiale. În vidul moral creat de ateism prin expulzarea lui Dumnezeu se nasc monștri nihiliști precum Svidrigailov (Crimă și pedeapsă), Stavroghin (Demonii) sau Smerdiakov(Frații Karamazov)
, care, prin maniera lor distructivă, nu pot obține împăcarea cu propria conștiință decât prin intermediul unui suicid. 
« Când ideea vieții veșnice este pierdută, sinuciderea devine o necesitate absolută, chiar inevitabilă pentru orice om, care s-a dezvoltat puțin mai mult de nivelul fiarelor. » clarifică Dostoievski în Jurnalul unui scriitor . Un alt traseu spiritual parcurg personaje bine-intenționate, dar mult prea raționale și orgolioase, precum Raskolnikov (cel mai cunoscut personaj al lui Dostoievski) sau Ivan Karamazov. Amândoi se folosesc strict de instrumentul logicii pentru a cunoaște lumea, dar cad striviți sub propriul edificiu intelectual: Raskolnikov relativizează binele și răul într-o asemenea măsură încât ajunge să ucidă, iar Ivan își pierde credința și, socotind că ideile lui atee l-au influențat pe Smerdiakov să îi omoare tatăl, înnebunește. Dintre cei doi, doar Raskolnikov găsește calea mântuirii, fiind impulsionat de Sonia Marmeladova, un suflet nobil al mahalalelor din Sankt Petersburg, să își mărturisească păcatul și să se purifice prin suferință:
„Ridică-te! [...] Du-te chiar acum, în clipa asta, la răspântia cea mai apropiată, prosternă-te adânc, sărută pământul pe care l-ai pângărit, apoi închină-te lumii întregi, în cele patru zări, și rostește tare, în auzul tuturor: «Am ucis!». Atunci Dumnezeu îți va reda viața. Ai să te duci?”—Dostoievski, Crimă și pedeapsă, partea a V-a, cap. IV, traducere de Ion Covaci
În universul lui Dostoievski, un loc special este ocupat de copii, ființe pe care scriitorul le consideră superioare prin inocența lor și suferința pe care sunt capabile să o îndure. Într-un capitol din Frații Karamazov, Ivan își dezlănțuie furia asupra unei societăți și a unui Dumnezeu care fac posibilă orice formă de abuz împotriva copiilor. Polenka Marmeladova din Crimă și pedeapsă, Iliușa din Frații Karamazov și Kolea din Idiotul sunt exemple elocvente de copii înzestrați cu spirit de sacrificiu și o remarcabilă putere de înțelegere a idealurilor creștine. « Un copil de cinci-șase ani știe câteodată despre Dumnezeu, despre bine și rău lucruri atât de uimitoare și de o profunzime atât de surprinzătoare, încât nu poți decât să ajungi la concluzia că natura i-a dat acelui copil alte mijloace de a dobândi cunoștințe, mijloace nu numai necunoscute de noi, dar și pe care, conform principiilor pedagogice, ar fi trebuit chiar să le respingem. » afirmă Dostoievski în Jurnalul unui scriitor. Cele două modele de virtute din proza dostoievskiană, prințul Mîșkin și Alioșa Karamazov, se apropie, în consecință, mai mult de lumea copiilor decât de fauna personajelor dominate de vicii și idei materialiste. De o puritate pre-adamică, tânărul Alioșa își îndeplinește ucenicia la o mănăstire, sub îndrumarea starețului Zosima. Prințul Mîșkin este construit după modelul lui Hristos, însă un Hristos care nu are puterea de a vindeca răul din jurul lui. Compasiunea pe care i-o arată femeii pierdute Nastasia Filipovna sau tinerei ostracizate, Marie, din satul elvețian îl apropie și mai mult de paradigma hristică.

### Listă cronologică
| Romane și nuvele - (1846) Oameni sărmani (Бедные люди) - (1846) Omul dedublat sau Dublul (Двойник) - (1847) Gazda (Хозяйка) - (1849) Netoșka Nezvanova (Неточка Незванова) - neterminat - (1859) Visul unchiului (Дядюшкин сон) - (1859) Satul Stepancikovo și locuitorii săi (Село Степанчиково и его обитатели) - (1861) Umiliți și obidiți (Униженные и оскорблённые) - (1862) Amintiri din casa morților (Записки из Мёртвого дома) - (1864) Însemnări din subterană (Записки из подполья) - (1866) Crimă și pedeapsă (Преступление и наказание) - (1867) Jucătorul (Игрок) - (1869) Idiotul (Идиот) - (1870) Eternul soț (Вечный муж) - (1872) Demonii (Бесы) - (1875) Adolescentul (Подросток) - (1880) Frații Karamazov (Братья Карамазовы) | Povestiri - (1846) Domnul Proharcin (Господин Прохарчин) - (1847) Un roman în nouă scrisori (Роман в девяти письмах) - (1848) Nevasta altuia si un soț sub pat (Чужая жена и муж под кроватью) - (1848) O inimă slabă (Слабое сердце) - (1848) Polzunkov (Ползунков) - (1848) Un hoț cinstit (Честный вор) - (1848) Un pom de Crăciun și o nuntă (Ёлка и свадьба) - (1848) Nopți albe (Белые ночи) - (1849) Micul erou (Маленький герой) - (1862) O întâmplare penibilă (Скверный анекдот) - (1865) Crocodilul (Крокодил) - (1873) Bobok (Бобок) - (1876) Poveste de Crăciun (Мальчик у Христа на ёлке) - (1876) Centenara (Столетняя) - (1876) O femeie blândă sau Smerita (Кроткая) - (1876) Mujicul Maréi (Мужик Марей) - (1877) Visul unui om ridicol (Сон смешного человека) |

| Colecție de eseuri - (1863) Însemnări de iarnă despre impresii de vară - (1873–1881) Jurnalul unui scriitor Traduceri - (1843) Eugénie Grandet (Honoré de Balzac) - (1843) La dernière Aldini (George Sand) | Teatru - (1841) Maria Stuart (pierdut) - (1841) Boris Godunov (pierdut) - (1842? 1843?) Evreul Yankel (pierdut) |

### Lucrări majore

#### Oameni sărmani
Oameni sărmani este un roman epistolar care descrie relație dintre Makar Devușkin, un funcționar-copist de patruzeci și șapte de ani, și Varvara Dobroselova, o tânără croitoreasă. Cei doi sunt rude îndepărtate și încep să corespondeze sau să își trimită cărți. Devușkin nutrește pentru Dobroselova o iubire paternă, care se transformă încet în simțăminte de un romantism curtenitor, aflat în disonanță cu sărăcia pe care este nevoit să o înfrunte: funcționarul este adesea ridiculizat de colegii săi pentru îmbrăcămintea mizeră și locuiește într-o bucătărie împreună cu alți chiriași. Dobroselova, orfană de tată, nu beneficiază de condiții mai bune de viață și este tiranizată de Anna Feodorovna, gazda ei, o femeie fără scrupule care-și clădește bunăstarea pe nenorocirea altora. Prin intermediul Annei, Dobroselova îl cunoaște pe Bîkov, un moșier cu caracter respingător, dar foarte bogat. În ciuda suferinței pe care i-o pricinuiește lui Devușkin, fata decide să se căsătorească cu Bîkov și să se salveze astfel de sărăcie. Ultima scrisoare a romanului este un apel disperat al lui Devușkin către Dobroselova să reînnoade relația.
Prin acest roman, Dostoievski investighează lumea celor striviți de o orânduire bazată pe exploatare și nesocotință a demnității umane. Tema este chiar drama omului sărac, pentru care libertatea interioară, individualitatea și respectul de sine se surpă sub imperiul condiționărilor sociale. Oameni sărmani este un exemplu foarte bun al realismului social de inspirație gogoliană (mai ales prin nuvela Mantaua) caracteristic operei dostoievskiene din perioada de debut. Începând cu Însemnări din subterană însă, scriitorul va aborda teme psihologice și spirituale mai complexe.

#### Însemnări din subterană
Nuvela Însemnări din subterană este împărțită stilistic și structural în două părți. Prima parte este un monolog, ale cărui idei, aparent dezordonate, se încheagă treptat într-un veritabil eseu filozofic. A doua parte, situată la șaisprezece ani înaintea primeia, adoptă forma unei narațiuni la persoana I. Protagonistul monologului (și, în același timp, naratorul) este un individ mizantrop și cinic de 40 de ani, fără nume, cunoscut ca omul din subterană. El singur se caraterizează cu următoarele epitete: bolnav, rău, lipsit de farmec, vanitos, suspicios, supărăcios, însă precizează că boala, durerea și singurătatea i-au șlefuit luciditatea gândirii. Despre situația sa nu știm decât că și-a părăsit slujba și trăiește, cu banii unei moșteniri modeste, într-o cameră « urâtă și infectă » de la periferia orașului Sankt Petersburg.
Prima parte se remarcă prin stilul vituperant și zeflemitor cu care omul din subterană dezamorsează doctrina determinist-utopică a lui Nikolai Cernîșevski. Cernîșevski susținea că liberul arbitru nu există, iar legile științifice ghidează omenirea către un ideal al fericirii eterne. În opoziție cu aceste idei, protagonistul subteranei elogiază capacitatea omului de a se abate de la drumul rațiunii și al avantajului propriu, de a fi liber să aleagă și răul, nu doar binele. Mai mult, el postulează necesitatea durerii:
„Și de ce sunteți atât de ferm și solemn convinși că numai normalul și pozitivul, într-un cuvânt, că numai prosperitatea îi este omului avantajoasă? [...] Nu s-ar putea ca suferința să-i fie exact tot atât de avantajoasă ca și prosperitatea?”—F. M. Dostoievski, Însemnări din subterană, partea I, cap.IX
A doua parte descrie scene din viața protagonistului, responsabile pentru eșecul acestuia în plan personal și profesional. Naratorul povestește întâlnirea cu niște foști colegi de școală care îl disprețuiesc pentru situația sa materială precară și îl tratează cu superioritate. După niște minute, pe care le va considera mai târziu « cele mai abjecte, mai ridicole și mai îngrozitoare » din viața lui, omul din subterană hotărăște să îi urmărească pe colegii săi pentru a-și recâștiga demnitatea. Ajunge la un bordel, unde o cunoaște pe Liza, o prostituată. Printr-un discurs emoționant, reușește să o convingă pe Liza să își regândeadscă viitorul și să urmeze calea decenței și a vieții de familie. Îi oferă adresa lui, dar regretă ulterior gestul, deoarece realizează că imaginea sa de erou va fi periclitată când tânăra va vedea în ce sărăcie trăiește. Vizita ulterioară a Lizei îl rușinează și îl înfurie într-o asemenea măsură, încât se dezlănțuie împotriva fetei cu vorbe de ocară. Îi dezvăluie că în seara discuției lor nu a vrut decât să o umilească, deoarece a fost, la rândul lui, umilit de colegii săi. Cei doi se despart, iar omul din subterană nu o mai vede pe Liza niciodată. 
În concepția lui Mihail Bahtin, omul din subterană tinde spre « un gen de estetism, dar cu sens invers » deoarece el « caută să apară în mod voit dizgrațios cu altul, să se exprime „în ciuda” lui și a gusturilor lui în toate. » Nuvela Însemnări din subterană a influențat mult evoluția filozofiei (în special existențialismul), precum și modernismul în literatură. De exemplu, Omul invizibil de Ralph Ellison i se aseamănă Omului din subterană prin forța ironiei.

#### Crimă și pedeapsă
Protagonistul romanului, Rodion Raskolnikov, este un student din provincie, care, din cauza sărăciei, este nevoit să abandoneze studiile. Cititorul îl cunoaște pe Raskolnikov in media res: tânărul locuiește deja de mult timp într-o cameră mică, mizeră din Sankt Petersburg, îndură foamea și umilința șomajului, dar refuză ajutorul prietenului său Razumihin. Ideea crimei (uciderea și jefuirea cămătăresei bătrâne Aliona Ivanovna) îi vine, conform criticului român Valeriu Cristea, « pe cale silogistică »: Raskolnikov raționează că binele pe care îl poate face cu banii bătrânei compensează păcatul omuciderii. Planul fostului student se complică însă, când sora Alionei, Lizaveta, o femeie naivă și sufletistă, devine martor al crimei și victimă colaterală. După săvârșirea actului ucigaș, Raskolnikov intră într-o stare febrilă, dominat fiind de teroarea de a nu fi descoperit. Revizitează locul crimei, are reacții stranii când lumea îi vorbește despre moartea celor două femei, se întâlnește chiar cu detectivul care anchetează cazul, Porfiri Petrovici. Porfiri, un adevărat exemplu pentru literatura polițistă, intuiește vinovăția lui Raskolnikov, pe baza comportamentului acestuia. În delirul chinuitor al conștiinței, tânărul ucigaș are și o serie de vise cu bogată încărcătură simbolică și profetică. « Poate cea mai cutremurătoare pagină din literatura milei », așa cum o numește Valeriu Cristea, descrie coșmarul șocant al lui Raskolnikov, care își imaginează un cal bătrân omorât în bătaie de niște mujici. Tocmai prin această dualitate a personajului, capabil să ucidă, dar și să arate empatie pentru ceilalți, putem explica probabil natura lui schismatică (raskol înseamnă schismă). Raskolnikov este înduioșat și de regresul lui Marmeladov, un bețiv care își târăște familia în sărăcie. Fiica acestuia, Sonia Marmeladova, este nevoită să se prostitueze pentru a-și întreține frații, dar rămâne un suflet curat și demn. Prin intermediul ei, Raskolnikov reușește să descopere necesitatea pocăinței și se autodenunță.
Un fir epic paralel urmărește destinul surorii lui Raskolnikov, Avdotia Romanovna (Dunia) care încearcă să salveze situația materială a familiei printr-o căsătorie de conveniență cu avocatul Lujin. Un parvenit josnic, Lujin este disprețuit de Raskolnikov încă de la prima lor întrevedere. Alt pretendent la mâna Duniei este depravatul Svidrigailov, cel care o urmărește pe tânăra femeie până la Sankt Petersburg pentru a-i mărturisi iubirea. Intrus omniprezent, Svidrigailov ascultă dintr-o cameră adiacentă discuția Soniei și a lui Raskolnikov, aflând astfel cine este ucigașul Alionei Ivanovna.
Romanul urmează laitmotivul lui Lazăr din Betania, cel al morții și al învierii. De altfel, în una din scenele cărții, Raskolnikov îi poruncește Soniei să citească celebrul pasaj al învierii lui Lazăr din Noul Testament. În această cheie religioasă este scris și epilogul romanului, unde protagonistul, aflat într-o închisoare din Siberia, păstrează speranța redempțiunii și a unei vieți purificate de păcat. « Dar aici începe o altă poveste, povestea regenerării treptate a unui om, a renașterii lui progresive, a trecerii lui pe nesimțite dintr-o lume într-alta, într-o realitate nouă, necunoscută de el până atunci.» își concluzionează Dostoievski romanul. Câțiva critici importanți (Lev Șestov, Mihail Bahtin, Viktor Șklovski) nu au înțeles miza epilogului și i-au contestat importanța sau valoarea, susținând că este un fel de deus ex machina menit să îl salveze pe Raskolnikov din degringolada morală. Spre exemplu, Bahtin este de părere că intervenția auctorială de la final strică structura polifonică a romanului.

#### Idiotul
Expozițiunea romanului Idiotul îl prezintă pe eroul principal, prințul Mîșkin, un tânăr de douăzeci și șase de ani care se întoarce în Sankt Petersburg, după ce a petrecut câțiva ani la o clinică elvețiană. Debilitat de cele două afecțiuni ale sale, epilepsia și „idioția”, Mîșkin iradiază inocența și bunătatea unui alter Christus. În tren, protagonistul îl cunoaște pe cel ce îi va deveni antagonist, Parfion Semionovici Rogojin, fire vulcanică și sadică, mistuită de atracția pentru o femeie misterioasă, Nastasia Filippovna. În jurul acestei eroine « animate de un fel de veselie a dezastrelor » se va țese conflictul principal al romanului.
Singurele rude din Petersburg ale prințului, Lizaveta Prokofievna (soția generalului Epancin) și fiicele ei (Alexandra, Adelaida, Aglaia) îl întâmpină pe Mîșkin și îl ajută să se instaleze într-o camera închiriată de Ganea (Gavrila Ardalionovici Ivolghin), secretarul generalului. În ciuda obiecțiilor formulate de familia Ivolghin, Ganea vrea să se însoare cu Nastasia Filippovna și negociază cu protectorul ei, moșierul Toțki, o zestre de 75 000 de ruble. Eroina este dezgustată de aceste înțelegeri matrimoniale și își convoacă toți cunoscuții la o petrecere aniversară pentru a le comunică refuzul ei ferm de a se mărita cu Ganea. Rogojin încearcă să o câștige de partea lui cu o sumă de 100 000 de ruble, însă Filippovna se arată din nou neimpresionată, aruncându-i banii în flăcări. Tentația ei inexorabilă de a se avânta cu o voluptate tragică spre abisul autodistrugerii îl fascinează pe Mîșkin. Prințul privește cu milă și înțelegere conflictele interne ale eroinei și chiar se oferă să îi devină soț. Pusă pentru prima oară în situația de a alege să i se sustragă destinului catastrofal, Nastasia Filippovna își ratează șansa după ce îl respinge pe Mîșkin și dispare împreună cu Rogojin. În următoarele capitole, sentimentele eroinei se întreaptă oscilant și nestatornic spre fiecare din cei doi pețitori, care întrupează de fapt două opțiuni spirituale: Mîșkin este posibilitatea mântuirii, iar Rogojin voluptatea mistuitoare a păcatului. Rogojin îl percepe pe Mîșkin ca pe un rival și chiar încearcă să îl asasineze, dar ocazia îi este zădărnicită când prințul este cuprins pe neașteptate de un atac de epilepsie. În cele din urmă, Nastasia Filippovna optează pentru Rogojin și este ucisă de el într-un exces al erotismului satanic. Prințul Mîșkin înnebunește și este internat într-un sanatoriu.
Un personaj care ar merita amintit într-o discuție despre Idiotul este cu siguranță Ippolit Terentiev, pe care G. M. Fridlender îl numește « principalul adversar de idei al prințului ». De altfel, Dostoievski chiar ar fi dorit să îi ofere acestui erou o poziție centrală în cadrul romanului, dar în cele din urmă el a căzut pe planul al doilea. Ippolit Terentiev este un tânăr care, suferind de o boală terminală, trăiește cu perspectiva terifiantă și obsedantă a morții iminente. Sfidând scurtimea timpului cronologic, conștiința eroului se intensifică și se lărgește, astfel încât, spune el, « am trăit mai mult decât ar arăta cei optsprezece ani ai mei ». Mania de a raționa excesiv, presiunea de a înțelege sensul existenței sale îl conduc spre o viziune cinică și nihilistă asupra lumii, unde Dumnezeu este înlocuit de o forță naturală impersonală: moartea. Prințul Mîșkin, în schimb, întrunește multe din idealurile creștine: umilința, abnegația, dorința de a ajuta pe cei aflați în nevoie. Personaj nelumesc și inadaptabil într-o lume despiritualizată, el este adesea batjocorit și desconsiderat de ceilalți. „Idioția” lui, în realitate un diagnostic impus de cei care nu îl înțeleg, reflectă modul prin care vulgul percepe expresia creștină „sărac cu duhul”.

#### Demonii
Romanul Demonii se deosebește de celelalte mari creații dostoievskiene prin narațiunea de tip cronică pe care o dezvoltă. Folosind persoana întâi, naratorul intradiegetic, Anton Lavrentievici G., are un discurs oscilant și lipsit de obiectivitate, iar faptele relatate în calitate de martor direct, dar discret, al acțiunii se îmbină adesea cu episoade la care nu ar fi avut cum să participe și care au fost reconsitituite pe baza zvonurilor sau a intuiției. Unii critici vorbesc chiar de doi naratori, unul personaj, iar celălalt instanță omniscientă. În orice caz, dintre toate personajele romanului, G. are oportunitatea unică de a privi evenimentele în ansamblul lor, mai ales din postura de secretar și confident al lui Stepan Verhovenski, filozoful care va deveni în mod involuntar mentorul unei sângeroase revoluții. Stepan întrupează generația Rusiei din anii 1840, o generație hedonistă și indulgentă, care, aflată într-o beție a liberalismului și ateismului, eșuează să insufle valorile creștine tinerilor, devenind inevitabil victima noilor curente politice. Acest fenomen terifiant este pus în evidență când fiul lui Verhovenski, Piotr, se întoarce din străinătate în micul oraș de provincie de lângă moșia Skvoreșniki. Este însoțit de un cortegiu de personaje sinistre care planifică să destabilizeze imperiul pentru a instaura un nou regim, de tip socialist. Piotr le creează camarazilor săi iluzia că grupul lor se află într-o rețea internațională complexă și o manipulează abil pe soția guvernatorului gubernial, Iulia Mihailovna Lembke, o femeie de altfel bine-intenționată. Scopurile lui Piotr Verhovenski sunt destul de vagi: el vrea să instaureze o nouă ordine socială, probabil una bazată, conform sistemului lui Șigaliov, pe înrobirea populației de către o elită atotputernică. Modelul și ideologul lui Verhovenski este Nikolai Stavroghin, « figura centrală » a romanului, « încremenită ca un idol » într-un ideal de amoralitate. Stavroghin nu este un afiliat politic, nici nu face parte oficial din grupul lui Verhovenski; derapajele lui au gratuitatea și „grandoarea” pe care doar o conștiință dislocată complet de conceptele de bine și rău le poate genera. Pentru a se amuza, Stavroghin se căsătorește în secret cu Maria Timofeevna Lebeadkina, o femeie debilă mintal, pentru ca mai târziu, să îi propună ocnașului Fedka uciderea ei și a fratelui acesteia, căpitanul Lebeadkin. O altă victimă, frumoasa și delicata Lizaveta Nikolaevna, fire bolnăvicioasă, dominată de nevroze, nu rezistă magnetismului fatal al lui Stavroghin și este linșată de mulțimea care vrea să-i răzbune pe frații Lebeadkin. Mai mult, într-un capitol suprimat în primele ediții ale cărții, La Tihon, Nikolai Stavroghin îi destăinuie arhiereului Tihon că a violat o fată de 12 ani, pe Matrioșa, dar refuză să se pocăiască.
Fascinat de spectrul misteriosului Stavroghin, Piotr Verhovenski încearcă în mod constant, de-a lungul romanului, să emuleze acest ideal al răului. Nu se ridică însă niciodată la statutul de geniu diabolic, ci se afundă în banalitate și grosolănie. În relație cu Stavroghin, Verhovenski este, așa cum remarcă Ion Ianoși, « dublura sa vulgară, cel ce transpune ideile în practică, smulgându-le prin aceasta aureola ». Verhovenski distribuie manifeste, organizează proteste muncitorești, incendiază orașul, stârnește teroare, pentru ca în cele din urmă să comită crima supremă: îl asasinează pe Ivan Șatov, un fost membru al grupului care s-a reconvertit la ortodoxism și slavofilism, abandonând cauzele socialismului. În ultimele capitole, evenimentele se precipită tot mai haotic, aruncând întreaga comunitate într-o confuzie și panică generală, și sfârșesc cu un deznodământ tragic pentru aproape toate personajele. Titlul (dar și laitmotivul romanului) este explicat chiar de Stepan Verhovenski spre sfârșitul cărții, când filozoful reușește să descifreze starea disperată în care a ajuns Rusia. Demonii sunt acele idei politice subversive, violente, opuse creștinismului, care „posedă” mințile fragile conducându-le spre ruină. Stepan Verhovenski evocă episodul biblic în care Isus a exorcizat un om posedat de Legiune (un grup de demoni), iar demonii alungați au intrat într-o turmă de porci: 
„Să vezi, ar fi exact ca Rusia noastră. Acești demoni, care ies din bolnav și intră în porci, sunt toate tarele, racilele, toate miasmele, toate necurățeniile, toți demonii și toți drăcușorii, care s-au acumulat în marele și scumpul nostru bolnav, în Rusia noastră, în decurs de veacuri, de veacuri!”—Feodor Dostoievski, Demonii, traducere de Marin Preda și Nicolae Gane

#### Frații Karamazov
Frații Karamazov, ultimul și cel mai voluminos roman al lui Dostoievski, are statut de magnum opus, fiind considerat cea mai importantă lucrare dostoievskiană. Acțiunea se concentrează în jurul conflictului dintre Feodor Pavlovici Karamazov, un latifundiar bătrân, avar și depravat (un „bufon” și „măscărici în carne și oase”), și cei patru fii ai săi. Fiul cel mare, din prima căsătorie, Dmitri, un militar hedonist și impulsiv, se manifestă adesea prin izbucniri violente împotriva trufașului său tată. Motivele sale sunt întemeiate: Feodor Karamazov refuză să-i cedeze moștenirea care îi revine din partea mamei și, mai mult, îl rivalizează în fața frumoasei (dar declasatei) Grușenka, o tânără de 22 de ani pe care moșierul încearcă să o câștige cu ajutorul banilor. Pentru Grușenka, Dmitri Karamazov a renunțat la logodna cu Katerina Ivanovna Verhovțeva, o reprezentantă a aristocrației occidentaliste, fire calculată, rece, dominată de un orgoliu fără margini. Dmitri nu este însă singurul fiu al lui Feodor Karamazov, care se opune autorității îndoielnice a tatălui. Ivan și Alioșa, băieții din a doua căsătorie, au incompatibilități spiritual-filozofice cu mentalitatea vetustă și desfrânată a moșierului. Raționalul Ivan întrupează noile idei nihiliste, este consumat de probleme existențiale și incertitudinea existenței lui Dumnezeu, iar Alioșa se formează în spiritul religiei ortodoxe, la o mănăstire aflată sub conducerea starețului Zosima. A. Boyce Gibson observă că fiecare din cei trei fii „legitimi” ai lui Feodor Karamazov stă în centrul romanului: Dmitri monopolizează firul epic, Ivan construiește nucleul ideologic, iar Alioșa trasează ținta spirituală. Lor li se adaugă un al patrulea fiu, bastardul Smerdiakov, care, crescut ca un servitor la casa propriului tată, dezvoltă o ură viscerală, mocnită față de Feodor Karamazov și îl asasinează în taină, sub înrâurirea ateismului lui Ivan. A doua jumătate a volumului se transformă într-un roman de investigație, în care Dmitri devine principalul suspect și este supus interogatoriului în sala de judecată. Singurul care află, chiar de la Smerdiakov, de identitatea făptașului este Ivan Karamazov, ideolog, deși indirect, al crimei. Cuprins de remușcări și realizând în sfârșit efectul devastator al filozofiei sale, Ivan înnebunește, imaginația lui fiind torturată de apariția unui demon. Eroul se autodenunță în timpul procesului lui Dmitri, aruncând sala într-o nouă stare de confuzie. Katerina Ivanovna, devenită între timp admiratoarea înverșunată a lui Ivan Karamazov, hotărăște să-l protejeze, arătând o scrisoare veche primită de la Dmitri, în care fostul ei logodnic își confesa teama că într-o zi ar putea să-și ucidă tatăl. Documentul îl incriminează irevocabil pe Dmitri, nevinovatul fiind condamnat la închisoare în Siberia.
Un loc central în cadrul romanului este ocupat de discuțiile filozofice purtate de unele personaje cu statut de reprezentanți ai unor sisteme de idei antagonice. În cartea a cincea, Pro și contra, Ivan Karamazov îi expune pe larg lui Alioșa refuzul său de a crede într-un Dumnezeu care îngăduie existența răului în propria creație, sub pretextul acordării liberului arbitru. Revolta lui împotriva teodiceei este argumentată de exemplele omniprezente și nejustificabile ale răului. Ivan afirmă:
„[...] eu nu accept lumea asta a lui Dumnezeu în finalitatea ei [...] Nu spun că nu-l accept pe Dumnezeu, înțelege-mă, ci nu accept lumea plăsmuită de el, această creație divină, și nici prin gînd nu mi-ar trece c-am s-o pot accepta vreodată.”—F. M. Dostoievski, Frații Karamazov, traducere de Ovidiu Constantinescu și Isabella Dumbravă
În cel mai faimos capitol al lui Dostoievski, parabola Marele Inchizitor, Ivan povestește cum Isus Hirstos coboară din nou pe pământ, în orașul Sevilia, și este arestat de un agent al Inchiziției spaniole, un cleric catolic de nouăzeci de ani intitulat „Marele Inchizitor”. Acesta îi dezvăluie lui Hristos că învățăturile creștine sunt o povară mult prea grea pentru oamenii de rând și că ele au fost înlocuite de structura organizațională a Bisericii spre binele întregii umanități. Mântuitorul ar fi greșit, susține Marele Inchizitor, refuzând a treia ispită a diavolului de a deveni cârmuitorul lumii, o funcție de altfel necesară, care a trebuit să fie asumată în cele din urmă de cler, pentru a nu permite omenirii să descindă în haos și deznădejde. Enigmatica parabolă a cauzat incertitudini în rândul criticilor, neajungându-se la un consens dacă Dostoievski este un susținător al cauzei Inchizitorului sau un critic vehement al ei. Principalul „oponent” ideologic al lui Ivan este, în mod evident, Alioșa Karamazov, care întrupează idealurile creștine ale smereniei, bunătății și dreptății. Deși mulți critici îl consideră pe Alioșa personajul central al romanului, el joacă mai mult rolul unui martor, ascultător sau mesager și „nu se desfășoară pe deplin”, fiind rezervat de fapt unui roman viitor, pe care Dostoievski nu a mai reușit să-l scrie. O altă opoziție interesantă este cea dintre starețul Zosima și schimnicul Ferapont, două fețe diferite ale creștinismului ortodox. Dacă Zosima reprezintă latura luminoasă a ortodoxismului, manifestată prin cunoaștere, studiul și aplicarea Evangheliei, umanism și sentimentul comunității (соборность), caricaturalul Ferapont scoate în evidență obscurantismul, superstiția, nevoia de a fascina masele prin miracole, mortificări, sforțări ascetice și pretenții de sanctitate. Prin Ferapont, Dostoievski vrea să atraga atenția asupra vestigiilor păgâne și a interpretărilor greșite care au rămas prezente în structura creștinismului ortodox.

## Crez

### Politic
Multe din ideile politice ale lui Dostoievski, legate de conservatorism și sprijinirea absolutismului monarhic, au fost inspirate și consolidate de lectura Istoriei statului rus de Nikolai Karamzin, un ciclu de volume pe care scriitorul l-a studiat în tinerețe. Autocrația țarului era esențială, în viziunea lui Dostoievski, pentru menținerea independenței și a unității statului rus: 
„Pentru popor, țarul nu este o forță din afară, a unui cuceritor străin (cum a fost, de exemplu, cazul dinastiilor de altădată ale Franței), ci este o forță a întregului neam, o forță unificatoare, pe care poporul însuși a dorit-o, care s-a născut în inimile lui și de care s-a îndrăgostit; o forță pentru care oamenii au suferit chiar, pentru că doar prin ea au sperat că vor fi eliberați din Egipt.”—F. M. Dostoiesvski, Jurnalul unui scriitor, ianuarie 1881
Dostoievski considera ridicolă ideea transformării Rusiei în republică. Cu toate că se opunea ferm iobăgiei și sistemului feudal, era sceptic în ceea ce privește adoptarea unei constituții sau implementarea democrației. Conform lui, democrația și oligarhia sunt două sisteme europene ineficiente, atât de diferite utopiilor sale creștine, în care binele este săvârșit de om din pură inițiativă, nu ca o constrângere, pentru că « Dacă toți oamenii ar fi creștini practicanți, nicio singură problemă socială nu ar apărea [...] Dacă ar fi creștini, ar rezolva totul ». Într-un articol din 1876 despre situația politică din Franța, Dostoievski afirmă: 
„Oligarhii țin seama numai de interesele bogaților, iar democrații doar de cele ale săracilor, dar nimeni nu ține seama de interesul tuturor și de viitorul întregii Franțe; nimeni nu își bate capul cu asta, mai puțin visătorii socialiști și pozitiviști [...]”—F. M. Dostoievski, Jurnalul unui scriitor, Vise despre Europa, martie 1876
Tocmai din dorința de a reconcilia cele două clase sociale (al căror contrast părea mai evident chiar în Rusia decât în Franța) într-o « uniune universală întru numele lui Hristos », Dostoievski promovează doctrina pocivennicestvo (почвенничество), o sinteză a curentelor slavofile și occidentaliste, două expresii (cu toate că antagonice) ale aceluiași ideal rus de fraternitate și universalitate. Din curentul occidentalist, Dostoievski extrage ideea că Rusia trebuie să iasă din izolaționismul autoimpus, recunoașterea importanței istorice pe care a avut-o Petru cel Mare fiind în acest sens esențială. Avântul internațional al Rusiei trebuie însă mereu însoțit de o conștiință a propriei identități naționale, căci altfel poate duce la dezrădăcinarea de glia străbună, rodina (родина), ca în cazurile lui Raskolnikov, Kirilov, Stavroghin sau Ivan Karamazov. De aici și latura slavofilă a lui Dostoievski, care se manifestă prin idealizarea comunității rurale rusești, obșina (община), o structură socială organică, unitară, bazată pe tradiție și ortodoxism. Descoperirea acestei lumi primordiale de către intelectualul francofil Stepan Verhovenski, la sfârșitul romanului Demonii, demonstrează credința scriitorului că occidentaliștii, rușii „corupți” de ideile Europei, mai pot fi încă recuperați de obșina.
Într-un articol neterminat, intitulat Socialism și creștinism, Dostoievsi împarte istoria omenirii în trei epoci de dezvoltare: prima aparține « comunităților patriarhale primitive », când oamenii trăiau nemijlocit (непосредственно) și se grupau în mod spontan în mase; a doua (cea prezentă), civilizația, are un caracter individualist, angoasant și se remarcă prin respingerea autorității patriarhale și a lui Dumnezeu; a treia epocă, o predicție a lui Dostoievski, semnifică reîntoarcerea omului, prin intermediul creștinismului, la comunitate și trăirea nemijlocită. Încrederea lui Dostoievski în importanța comunității este similară conceptului slavofil sobornost (соборность), care desemnează o asociere liberă a creștinilor, bazată pe credință, iubire și responsabilitate.
Dostoievski credea că Rusia are o misiune mesianică de a răspândi în lume ortodoxismul, singura formă autentică (credea el) a creștinismului. Catolicismul, reprezentat în special de Franța, s-ar fi construit pe temeliile Romei păgâne, însetate de putere, infailibilitatea papală constituind pentru Dostoievski expresia supremă a celei de-a treia ispite diavolești. Conform scriitorului, socialismul și catolicismul sunt asemănătoare și compatibile chiar, deoarece au ca obiectiv hegemonia asupra lumii și alinierea forțată a maselor. Protestantismul în schimb, reprezentat în special de Germania, ar avea ca origine sentimentul de revoltă al popoarelor barbare față de dominația romană; de aceea, după părerea lui Dostoievski, el nu ar fi putut exista fără catolicism, fără acel concept căruia să i se opună. Scriitorul era convins că în scurt timp Franța și Germania își vor disputa din nou, după Războiul franco-prusac (1870-1871), supremația asupra Europei, într-un conflagrație care va antrena și Rusia și din care ortodoxismul va ieși biruitor. Nu avea cum să anticipeze însă ca cel mai mare dușman al creștinismului ortodox se afla în interiorul Rusiei și nu în afara ei.

### Religios

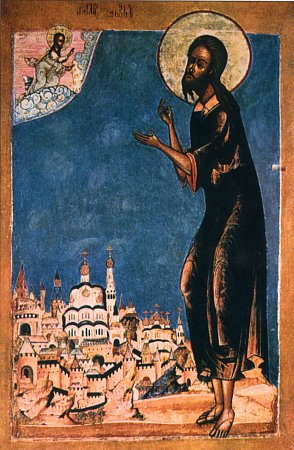
Sfântul Alexie din Roma, care a servit drept model pentru personajul dostoievskian Alioșa din romanul Frații Karamazov.

În viziunea lui Dostoievski, religia și naționalitatea sunt legate indisolubil, deoarece o națiune se naște prin intermediul unei religii:
„La originea fiecărui popor, a fiecărei naționalități, ideea morală precede mereu apariția etnicității, pentru că tocmai această idee este cea care creează naționalitatea. Ideea morală emerge întotdeauna din ideile mistice, din credința că omul este veșnic, că nu este o simplă ființă pământească, ci una contectată unor alte lumi și eternității. Această credință este întotdeauna și oriunde formulată sub forma religiei; [...] o nouă naționalitate se naște în plan civic chiar în momentul înfiripării unei noi religii.”— F. M. Dostoievski, Jurnalul unui scriitor, Două jumătăți, august, 1880
În romanul Demonii, personajul Șatov, un reprezentant al lui Dostoievski, mărturisește că și-a modelat convingerile după două afirmații aruncate în treacăt de enigmaticul Stavroghin: «Un ateu nu poate fi rus.» și «Chiar și cine nu este ortodox nu poate fi rus.» Deși, prin identificarea religiei cu națiunea, cele două propoziții rezonează cu citatul de mai sus din Jurnalul unui scriitor, este îndoielnic că Dostoievski le-ar fi adoptat literalmente. De altfel, Stavroghin îi reproșează lui Șatov, în paginile aceluiași capitol, că «reduce noțiunea de Dumnezeu la un simplu atribut al nației », demonstrându-i că nu a atins încă stadiul unei credințe autentice în divinitate.
În plan cognitiv, Dostoievski pare să fi preluat conceptul filozofului slavofil Ivan Kireievski de întregire a spiritului (цельность духа), conform căruia înțelegerea adevărului nu se poate realiza decât prin apelul la toate cele trei forme ale cunoașterii: rațional, instictiv și spiritual. Deseori chiar, scriitorul privilegiază lumea spiritului în detrimentul logicii, deoarece, așa cum afirmă Șatov în Demonii, «niciodată rațiunea n-a fost în măsură să definească binele și răul, sau numai să separe binele de rău.» Adept al unui iraționalism aproape kierkegaardian, Dostoievski afirmă:
„Dacă mi-ar demonstra cineva că Hristos Se află în afara adevărului și ar fi real că adevărul se află în afara lui Hristos, aș prefera să rămân cu Hristos, decât cu adevărul.”—F. M. Dostoievski, Scrisoare din 20 februarie 1854
În ciuda unor astfel de exemple de iraționalitate religioasă, trebuie remarcată schimbarea convingerilor religioase ale scriitorului de-a lungul timpului: la început de carieră, atât în anii în care se face simțită influența ideologiilor opuse autocrației (socialism utopic francez, socialism materialist german) cât și în timpul (sau după) perioada de pedeapsă, Dostoievski respinge superstițiile populare și religia formală a Bisericii Ortodoxe, considerată a fi fatalistă și mistică și „o religie a fricii și groazei” (în cuvintele lui J. Frank); el se identifică în această perioadă mai degrabă cu mentalitățile secularizate ale epocii, influențate de știintele occidentale, ale lumii intelectuale și educate din care era parte; un motiv principal al condamnării lui Dostoievski de către justiția țaristă a fost de altfel citirea publică a scrisorii lui Belinskii către Gogol, în care criticul face o clară distincție între Hristos și învățătura lui pe de-o parte și Biserica Ortodoxă pe de cealaltă, aceasta din urmă percepută fiind drept stâlp al despotismului autocratic și al superstiției. Mai târziu însă, spre sfârșitul vieții (după 1867), Dostoievski va apăra tradițiile religioase simpliste ale țărănimii și mai mult chiar, le va împărtăși chiar superstițiozitatea: scriitorul manifestă astfel credința în ideea că visele au valoare premonitorie și devine influențat de orice semn care îi pare a proveni dinspre supranatural. În ultimii zece ani de viață, Dostoievski era de altfel convins că „Antihristul se născuse”, iar sfârșitul lumii (apocalipsa biblică) urma să aibă loc curând (obsesii dostoievskiene pe care narodnicii vremii le considerau drept „delir” și „halucinații epileptice”). Se insinuează astfel un alt factor care poate explica atașamentul ferm al lui Dostoievki pentru formele populare de religiozitate, în afară de influența importantă a educației tradiționaliste din familie si anturajul primilor săi ani de viață, anume atacurile epileptice și boala nervoasă, care i-au ocazionat scriitorului în mod repetat atât halucinații auditive cât și vizuale, unele dintre ele luând forma unor veritabile stări de extaz; Dostoievski le va interpreta drept confirmări ale existenței Raiului, și în consecință a unei lumi supranaturale. În opinia mai multor biografi opera dostoievskiană însăși reprezintă totuși o dovadă a permanentei lupte dată între scepticism și credință în conștiința scriitorului, remarcat fiind de către aceștia și faptul că multe personaje ale marilor lui romane și nuvele deși credincioase, ele nu sunt însă și neaparat ortodoxe în credințele lor, deși nu trebuie scăpată din vedere nici constatarea, deja veche, că tehnica narativă dostoievskiană (considerată înnoitoare și unică de anumiți cercetători), se pretează cu greu la analize din care să poată fi desprinsă cu precizie opinia sau poziția scriitorului: deși respinsă de marxiștii sovietici atunci când a fost emisă, în plină epocă stalinistă, teza lui Mihail Bahtin (care observa că scrierile lui Dostoievski sunt polifonice, astfel încât personajele lui nu sunt simple reprezentări ale rolurilor distribuite de autor și purtătoare ale vocii acestuia, ci veritabile conștiințe autonome, purtătoare fiecare a propriei ei viziuni despre lume), rămâne un avertisment valabil pentru orice astfel de tentativă de a-l caracteriza pe omul Dostoievski apelând la scrierile lui de ficțiune și nu la cele politice.
Dostoievski a folosit adesea în cărțile sale citate și aluzii biblice, influența principală aparținând în special celor patru Evanghelii sau Apocalipsei lui Ioan. În Frații Karamazov, limbajul slavon bisericesc se amestecă adesea cu rusa vernaculară, dar aceste nuanțe se pierd după traducere: spre exemplu, dublete ca jitié (житие, viață sacră) - jizn` (жизнь, viață), lik (лик, fața lui Hristos sau fața spirituală a omului) - lițó (лицо, față), lobzánie (лобзание, sărut cu funcție ritualică) - poțelúi (поцелуй, sărut), slovesá (словеса, cuvinte sfinte) - slová (словa, cuvinte), uspénie (успение, adormire) - smert` (смерть, moarte) etc. rămân nediferențiate pentru un cititor necunoscător al limbii ruse.

### Filozofic

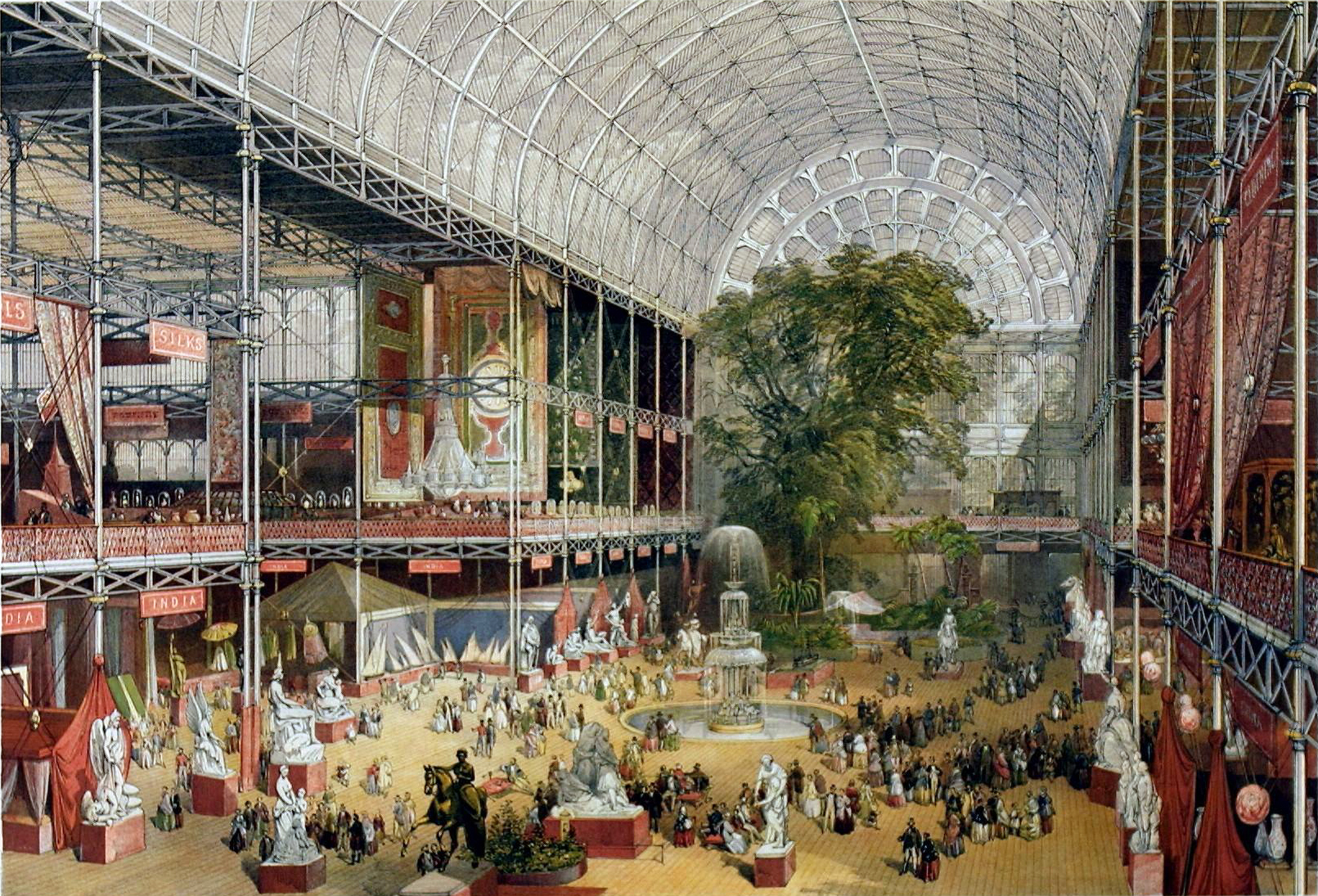
Palatul de Cleștar din Londra (1851) este transformat în nuvela Însemnări din subterană într-un simbol al utopismului promovat de Nikolai Cernîșevski. Dostoievski critică vehement acest curent filozofic, prin vocea omului din subterană.

Într-o scrisoare adresată lui Strahov, Dostoievski mărturisește: «Cunoștințele mele în filozofie sunt slabe, dar nu și dragostea pentru ea; dragostea mea pentru ea este puternică» . Poate de aceea conceptele filozofice ale scriitorului s-au întipărit mai ușor în conștiința cititorilor prin intermediul ficțiunii și nu al eseurilor sau al articolelor junalistice. Dostoievski a expus în operele sale idei despre om, existența lui Dumnezeu, iubire, nemurire, libertate, sinucidere, consecințele etice ale nihilismului și ale ateismului, originea răului sau esența însăși a vieții. Romanele sale prezintă adesea sisteme de valori antagonice, pe care autorul știe să le arbitreze cu măiestrie. Un foarte bun «avocat al diavolului», Dostoievski a reușit deseori să pună în încurcătură chiar și cititori avizați în ceea ce privește opțiunile sale filozofice:
„Nu e ușor de înțeles de care parte este Dostoievski. Ce acceptă din admirabilele cugetări ale eroului din „Însemnări din subterană” sau ale lui Ivan Karamazov? [...] Viața ideilor la Dostoievski nu poate fi înțeleasă static, ea este dinamică și antagonică în mare măsură. În cazul său nu poți găsi „da” sau „nu” afirmate tranșant.”—Nicolai Berdiaev, Filozofia lui Dostoievski, traducere de Radu Părpăuță
Libertatea
Una din temele filozofice centrale din opera lui Dostoievski este libertatea. Marele Inchizitor afirmă că liberul arbitru este o sursă a angoaselor sociale și că libertatea de conștiință, câștigată de Hristos prin refuzul de a se lăsa ispitit de diavol, a devenit pentru omul de rând o responsabilitate mult prea mare, de nesuportat: o povară. Libertatea este astfel, în concepția Inchizitorului, incompatibilă cu fericirea. Pentru a trăi fericiți, oamenii trebuie doar să se simtă liberi, dar în realitate să fie subjugați de o autoritate precum Biserica: 
„Vrei să te duci în lume așa, cu mâinile goale, făgăduind oamenilor o libertate pe care ei, în ignoranța și becisnicia lor înnăscută, nu pot s-o înțeleagă, de care chiar se feresc, îngroziți, fiindcă nu există și nici n-a existat vreodată nimic mai insuportabil pentru om și pentru societate decît libertatea!”—Feodor Dostoievski, Frații Karamazov, traducere de Ovidiu Constantinescu și Isabella Dumbravă
Omul din subterană, dimpotrivă, preamărește libertatea ca pe o trăsătură esențială a umanității; libertatea este privilegiul omului de a se îndrepta spre rău și dezastru, de a sfida rațiunea și legile determinismului:
„Omul are nevoie doar de un singur lucru: voință independentă, oricât l-ar costa și oriunde l-ar duce.”—Feodor Dostoievski, Însemnări din subterană
Așa cum observă Kenneth Lantz, la Dostoievski libertatea trebuie întotdeauna înțeleasă prin intermediul lui Dumnezeu, căci altfel conduce la autodistrugere. Svidrigailov și Raskolnikov sfârșesc tragic, deoarece își interpretează greșit, cu mult egoism, libertatea, ca pe un drept de a se autoimpune cu forța, ca pe o expansiune continuă a propriei voințe. De asemenea, Ippolit, «muribundul revoltat» care și-a pierdut speranța că va supraviețui tuberculozei, vede într-un act (nereușit) de sinucidere o ultimă manifestare a propriei libertăți. Sinuciderea este o dovadă a libertății și pentru Kirillov, însă nu una oarecare, ci chiar o încununare apoteotică a voinței independente:
„Libertatea deplină va deveni posibilă abia atunci cînd omului îi va fi absolut egal dacă trăiește sau dacă nu trăiește.”—Feodor Dostoievski, Demonii, traducere de Marin Preda și Nicolae Gane
De altfel, revoluționarii din romanul Demonii sunt obsedați de redefinirea și „ameliorarea” conceptului de libertate, însă ideile lor par mai degrabă să sfârșească printr-o îngrădire a ei. Șigaliov propune un sistem politic în care societatea este împărțită astfel: o zecime se bucură de libertate și drepturi nemărginite, iar nouă zecimi sunt reduse la condiția de sclavi primitivi. Libertatea unei minorități este sporită astfel printr-o sacrificare drastică a libertății majorității. Așa cum recunoaște Șigaliov:
„Pornind de la o libertate nelimitată, eu închei printr-un despotism nelimitat.”—Feodor Dostoievski, Demonii, traducere de Marin Preda și Nicolae Gane
Problema răului
Părintele Zosima afirmă într-un capitol al romanului Frații Karamazov că «fiecare dintre noi este vinovat pentru toți și pentru toate, față de toți și față de toate». Conform lui așadar, fiecare păcat este colectiv și, doar prin conștientizarea acestui adevăr, societatea se poate îndrepta. O altă voce a romanului, Ivan Karamazov, se solidarizează cu întreaga omenire împotriva unui Dumnezeu absurd care își supune propria creație suferinței:
„[...] dacă suferințele copiilor sînt sortite să se adauge noianului de suferințe necesare pentru răscumpărarea adevărului, declar de la bun început că tot adevărul lumii nu merită a fi plătit cu asemenea preț.”—F. M. Dostoievski, Frații Karamazov,  traducere de Ovidiu Constantinescu și Isabella Dumbravă
În eseul Omul revoltat, Albert Camus afirmă că pentru Ivan Karamazov «Dacă răul este necesar creației divine, atunci creația devine inacceptabilă. Ivan nu va mai recurge niciodată la acest Dumnezeu misterios, ci la un principiu mai înalt - justiția. El inaugurează întreprinderea esențială a revoltei, care substituie regimul harului cu cel al justiției.»

### Xenofobie și antisemitism
Dostoievski a exprimat sentimente anti-germane, anti-poloneze, anti-turcești, anti-franceze, anti-engleze, anti-catolice, anti-protestante și anti-musulmane. Imaginea pe care și-a creat-o despre popoarele Europei era foarte reducționistă și șablonardă: francezii erau burghezi frivoli, ipocriți și avari, englezii - trufași, mult prea mulțumiți cu sine înșiși și de neîncredere, iar polonezii, prin catolicismul lor, - trădători ai cauzei slave. Cel mai pregnant însă a fost antisemitismul scriitorului.
Dostoievski a adoptat treptat această atitudine regretabilă, în special din cauza apropierii de Constantin Pobedonosțev, cunoscut pentru promovarea măsurilor antisemite în timpul regimului țarist. Într-un articol din Jurnalul unui scriitor din 1873, Dostoievski deplânge situația alcoolismului în Rusia și estimează că evreii vor profita de anvergura acestei probleme pentru a se îmbogăți: «Evreii vor bea sângele poporului și se vor înfrupta din dezmățul și umilirea națională». De altfel, când se referă la adepții iudaismului, Dostoievski folosește adesea peiorativul жид (jid) în locul neutrului еврей (evrei). În 1877, un admirator al scriitorului de origine evreiască, Arkadi Kovner, îi reproșează cu blândețe într-o scrisoare că se grăbește să condamne o comunitate de trei milioane de evrei ruși, doar pentru derapajele câtorva mii. Dostoievski remarcă inteligența deosebită a lui Kovner și îi răspunde că nu urăște evreii, dar că ceea ce îl deranjează la ei este tendința lor de a crea un status in statu (stat în stat). Intoleranța, precizează el, nu vine din partea rușilor, ci a evreilor, care nu ar sta nici la aceeași masă cu un rus. Dostoievski îi răspunde însă lui Kovner și printr-o serie de articole publicate în martie 1877 în Jurnalul unui scriitor: Chestiunea evreiască, Pro și contra, Status in statu. Patruzeci de secole de existență și Dar trăiască frăția! În ele, scriitorul face niște afirmații hazardate: evreii ar fi «stăpânii politicii internaționale» și cei care diseminează materialismul; «oriunde s-ar fi așezat evreul, acolo și mai mult s-au umilit și s-au afundat în păcat oamenii»; «trufia și aroganța» ar fi caracteristici ale evreilor, pe care rușii cu greu le pot suporta. Diatribele lui Dostoievski culminează cu:
„Întrebați popoare native din regiunile de graniță: ce îi pune pe evrei în mișcare și ce i-a urnit atâtea veacuri? Veți primi un singur răspuns: neîndurarea. „doar neîndurarea față de noi și setea de sudoarea și sângele nostru i-au urnit atâtea veacuri ””—Dostoievski, Jurnalul unui scriitor, Status in statu. Patruzeci de secole de existență''
În literatură, urmele antisemitismului lui Dostoievski sunt mult mai palide. Un pasaj controversat din Frații Karamazov este cel în care Liza Hohlakova îl întreabă pe Alioșa Karamazov dacă este adevărat zvonul că evreii răpesc copii și îi ucid în ziua de Paști, iar tânărul călugăr în loc să respingă această absurditate, răspunde: «Nu știu.» O întrebare legitimă este cât de mult se identifică Dostoievski cu personajul fictiv Alioșa.
Din păcate, aceste poziții antisemite nu rămân în timp simple opinii jurnalistice sau literare, ci devin rapid argumente asumate de statul țarist, așa cum se întâmplă, de exemplu, în cazul procesului lui M. M. Beilis, unde procurorul-șef O. Iu. Vipper îl invocă pe Dostoievski ca autoritate morală, atunci când vorbește despre «jidanii care vor distruge Rusia». De altfel, articolele din martie 1877 vor avea un rol privilegiat în literatura antisemită care va circula în Rusia, alături de Protocoalele înțelepților Sionului, Mein Kampf al lui Hitler sau Evreul internațional de Henry Ford. Istoricul Ronald Hingley afrimă că «idealizarea războiului, această bolboroseală despre destinul măreț al unui popor, afirmarea unor proiecte teritoriale grandioase [...] și mai presus de orice stilul exaltat, isteric și uneori nearmonios al prozei - toate aceste trăsături leagă Jurnalul unui scriitor de Mein Kampf al lui Adolf Hitler».

## Posteritate

### Influența
Dostoievski a influențat scriitori importanți ai secolului al XX-lea, de la Hermann Hesse, Franz Kafka, Thomas Mann, Jean Paul Sartre, la Marcel Proust, Henry Miller, William Faulkner, Albert Camus, Emil Cioran, Yukio Mishima, Jack Kerouac, Charles Bukowski, Joseph Heller, André Gide, Roberto Arlt, Ernesto Sabato sau Gabriel García Márquez. Albert Einstein îl plasează deasupra unor oameni de știință precum matematicianul Gauss și îl numește «un mare scriitor religios» care explorează «misterul existenței spirituale». Sigmund Freud afirmă în articolul Dostoievski și paricidul că Marele închizitor, capitolul romanului Frații Karamazov, este una din culmile literaturii universale. De altfel, pentru Frații Karamazov și-au exprimat admirația și filozofii Ludwig Wittgenstein și Martin Heidegger. Dostoievski l-a influențat de asemenea pe Nietzsche, care afirmă: «[...] Dostoievski este singurul psiholog de la care am avut ceva de învățat: este una din cele mai fericite întâmplări ale vieții mele, mai mare chiar decât descoperirea lui Stendhal.»
James Joyce elogiază proza dostoievskiană: «[...] el, mai mult ca oricare altul, a fost creatorul prozei moderne și a elevat-o până la intensitatea ei actuală. Forța lui este cea care a spulberat romanul victorian, cu fecioarele lui fandosite și locurie lui banale și bine îngrijite; cărți lipsite de imaginație și violență.» Virginia Woolf remarcă: «Romanele lui Dostoievski sunt vâltori clocotitoare, furtuni de nisip rotitoare, vârtejuri de apă care șuieră și fierb și ne trag înăuntru» și «În afară de Shakespeare, nu mai e nimic mai fascinant de citit». Franz Kafka îl consideră pe Dostoievski «rudă de sânge» (blutsverwandt) și scrie Procesul sub influența unor romane ca Frații Karamazov sau Crimă și pedeapsă. Într-o emisiune radiofonică din 1955, Albert Camus declară că a descoperit Demonii în tinerețe, iar «șocul» pe care l-a trăit atunci «durează încă, după douăzeci de ani».
În colecția de amintiri, publicată postum, Sărbătoarea de neuitat a lui Ernest Hemingway, autorul declară că la Dostoievski se găsesc «lucruri ce par neverosimile și altele cu totul de necrezut, dar unele sunt atât de adevărate, încât citindu-le, te schimbi și tu; fragilitatea omenească și nebunia, răutatea și sfințenia, și patima jocului – toate acestea învățai să le cunoști de la el.» John Maxwell Coetzee, câștigător al Premiului Nobel pentru Literatură în 2003, l-a plasat pe Dostoievki în centrul romanului Maestrul din Petersburg, în care explorează viața și istoria Rusiei din secolul al XIX-lea.
Autorul rus Aleksei Remizov scrie la momentul exilului său în Paris, în 1927: «Dostoievski este Rusia. Rusia nu există fără Dostoievski». Este o opinie comună a criticilor literari că, alături de operele lui Dante Alighieri, William Shakespeare, Miguel de Cervantes, Victor Hugo și ale altor câțiva mari scriitori, romanele, povestirile și nuvelele lui Dostoievski se înscriu în Canonul european și au influențat în mod decisiv curente ca existențialismul și expresionismul.
În literatura română, influența lui Dostoievski se face remarcată mai ales prin romanele Huliganii de Mircea Eliade sau Animale bolnave de Nicolae Breban.

### Comentarii critice
Albert Camus face parte dintr-un important grup de exegeți ai lui Dostoievski care consideră că scriitorul rus a avut o afinitate mai puternică cu rebelii atei decât cu apologeții creștini din romanele sale. Pentru acești critici, adepți ai existențialismului, adeziunea lui Dostoievski la ortodoxism nu este una autentică, iar voci precum cele ale lui Ippolit, Kirillov, Ivan Karamazov sau Marele Inchizitor trădează o conștiință măcinată de îndoială. Religiozitatea jucată de Dostoievski, nu ar fi astfel decât o mauvaise foi, în sensul dat de Jean-Paul Sartre.
Unii critici s-ar exprimat împotriva prozei lui Dostoievski, pe care, deși au considerat-o interesantă din punct de vedere psihologic sau filozofic, au condamnat-o pentru ceea ce ei numeau lipsă de calitate artistică. Dostoievski a fost criticat pentru structura haotică, prolixă și dezorganizată a romanelor sale sau pentru elementele preluate din romanul gotic (abundența coincidențelor, precipitarea evenimentelor, tipologia personajelor), considerate efecte narative facile. Vladimir Nabokov afirmă că «Dostoievski nu este un scriitor mare, ci mai degrabă unul mediocru - cu sclipiri de umor excelente, dar, vai, cu deșerturi de platitudini literare între ele.» Nabokov critică galeria de personaje dostoievskiene, formată «în mod exclusiv din nevrotici și lunatici», ale căror personalități nu evoluează deloc de-a lungul romanului. «Le primim pe toate gata făcute la începutul poveștii», scrie Nabokov, «și ele rămân astfel fără transformări semnificative, chiar dacă împrejurimile lor se schimbă și lucruri extraordinare li se pot întâmpla.» Lev Tolstoi, Mihail Saltîkov-Șcedrin sau Nikolai Mihailovski au desemnat unele personaje din Idiotul, Demonii sau Frații Karamazov cu termenul „marionete” considerându-le ori insuficient dezvoltate, ori artificiale și excesiv de pretențioase.

### Omagii
| Imagine indisponibilă                                                          |  | Imagine indisponibilă |
| Timbre poștale din Uniunea Sovietică (stânga - anul 1956, dreapta - anul 1971) |  |                       |

După Revoluția Rusă din 1917, pasaje din operele lui Dostoievski au fost eliminate de cenzură, iar două cărți au fost interzise: Demonii și Jurnalul unui scriitor. Filozofia scriitorului, în special cea din romanul Demonii, era considerată capitalistă și anti-comunistă. Cu toate acestea, Dostoievski a fost foarte popular și iubit de cititorii Uniunii Sovietice, cărțile lui fiind vândute în peste 34 de milioane de exemplare, din 1917 până în 1981, ceea ce înseamnă aproape 540.000 de copii pe an. Conform istoricului Boris Ilizarov, Stalin a citit Frații Karamazov de mai multe ori. În semn de omagiu, două timbre cu chipul lui Dostoievski au fost puse în circulație în timpul Uniunii Sovietice: unul verde-măsliniu, din 1956, care s-a tipărit în 1000 de copii, iar altul verde-închis în 1971.
În Sankt Petersburg, apartamentul în care Dostoievski a scris Omul dedublat (1846) și Frații Karamazov (1878 - 1880) s-a transformat în muzeu la 12 noiembrie 1971. Stația de metrou Dostoievskaia din Sankt Petersburg a fost inaugurată la 30 decembrie 1991, iar stația cu același nume din Moscova, la 19 iunie 2010, la cea de-a 75-a aniversare a Metroului Moscovit. Cea din urmă este cunoscută pentru desenele murale alcătuite de Ivan Nikolaev, desene care înfățișează scene din lurcrările lui Dostoievski, unele chiar controversate, de crimă și suicid. În Omsk există o stradă, o bibliotecă, un muzeu național de literatură și o universitate de stat cu numele lui Dostoievski. Străzi cu nume identic există și în Moscova, Sankt Petersburg și Tomsk. În Novgorod există o academie de teatru dedicată scriitorului (Новгородский академический театр драмы имени Ф. М. Достоевского). Din anul 1997, criticul de muzică și omul de radio Artemi Troițki prezintă emisiunea radiofonică «FM Достоевский».
Un crater de pe Mercur a primit în 1979 numele scriitorului rus, iar o planetă minoră descoperită în 1981 de Liudmila Karacekina a fost denumită 3453 Dostoievski. Numeroase statui sau plăci memoriale se găsesc în orașe ca Moscova, Sankt Petersburg, Novosibirsk, Omsk, Semipalatinsk, Kusnețk, Darovoie, Staraia Russa, Liublino, Tallinn, Dresda, Baden-Baden și Wiesbaden. Un cartier petersburghez de lângă Sennaia Ploșad mai este numit colocvial și «Zona Dostoievski» (Зона Достоевского), fiind puternic asociat cu opera scriitorului. Aici se află strada Kaznaceiskaia (Казначейская улица), unde Dostoievski a locuit o perioadă (la diferite numere: 1,7 sau 9). Pe străzile și aleile acestei zone, în Piața cu fân sau de-a lungul canalului Ekaterinski, se desfășoară acțiunea unor importante lucrări dostoievskiene, ca Idiotul sau Crimă și pedeapsă. În casele din «Zona Dostoievski» au fost plasate personaje precum Raskolnikov, Sonia Marmeladova, generalul Epancin, Rogojin etc.

### Adaptări teatrale si cinematografice

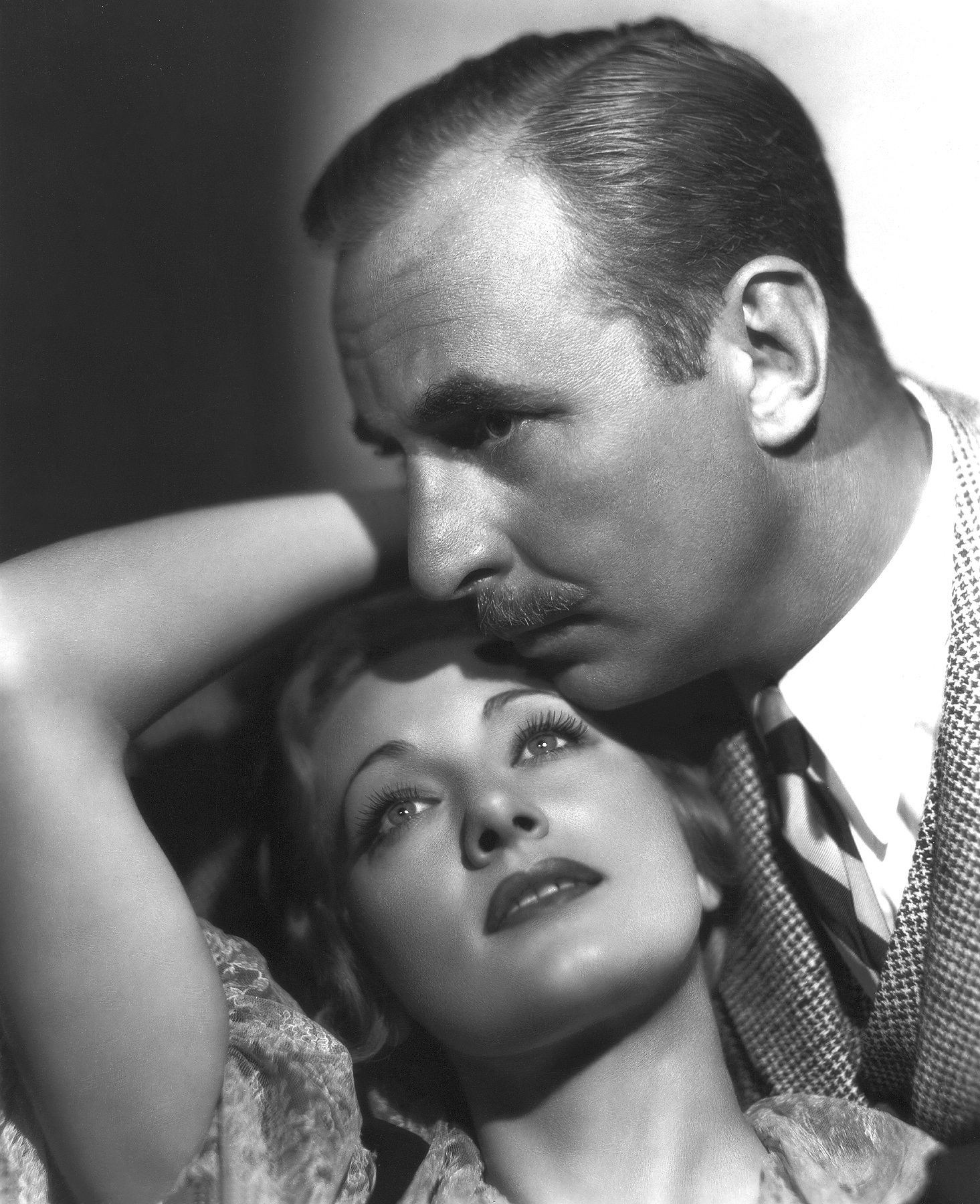
O secvență din filmul american din 1935 Crimă și pedeapsă.

Dostoievski nu avea încredere în adaptări teatrale de orice gen, deoarece, conform lui, «fiecare artă corespunde unei serii de gânduri poetice, astfel încât o idee artistică nu poate fi exprimată într-o formă necorespunzătoare». Din acest motiv nu s-a arătat încântat (deși nici nu s-a opus categoric) când prințesa Varvara Dmitrevna Obolenskaia i-a propus să pună în scenă romanul Crimă și pedeapsă. Conform criticului Alexander Burry, printre cele mai valoroase artistic dintre adaptări se numără operele Jucătorul de Serghei Prokofiev și Din casa morților de Leoš Janáček, precum și filmele Idiotul de Akira Kurosawa și Demonii de Andrzej Wajda.
În 1959, Albert Camus pune în scenă la Théâtre Antoine piesa Les Possédés, o adaptare după romanul Demonii. În 1981, filmul sovietic Douăzeci și șase de zile din viața lui Dostoievski a participat la cel de-al 31-lea Festival Internațional de Film de la Berlin, unde Anatoli Solonițîn a câștigat Ursul de Argint pentru cel mai bun actor. În 2003, canalul de televiziune Rossiya 1 a produs un serial de zece episoade intitulat Idiotul, avându-l ca protagonist pe Evgeni Mironov.